# Seznam tisícovek v Česku

Sněžka (1603 m)

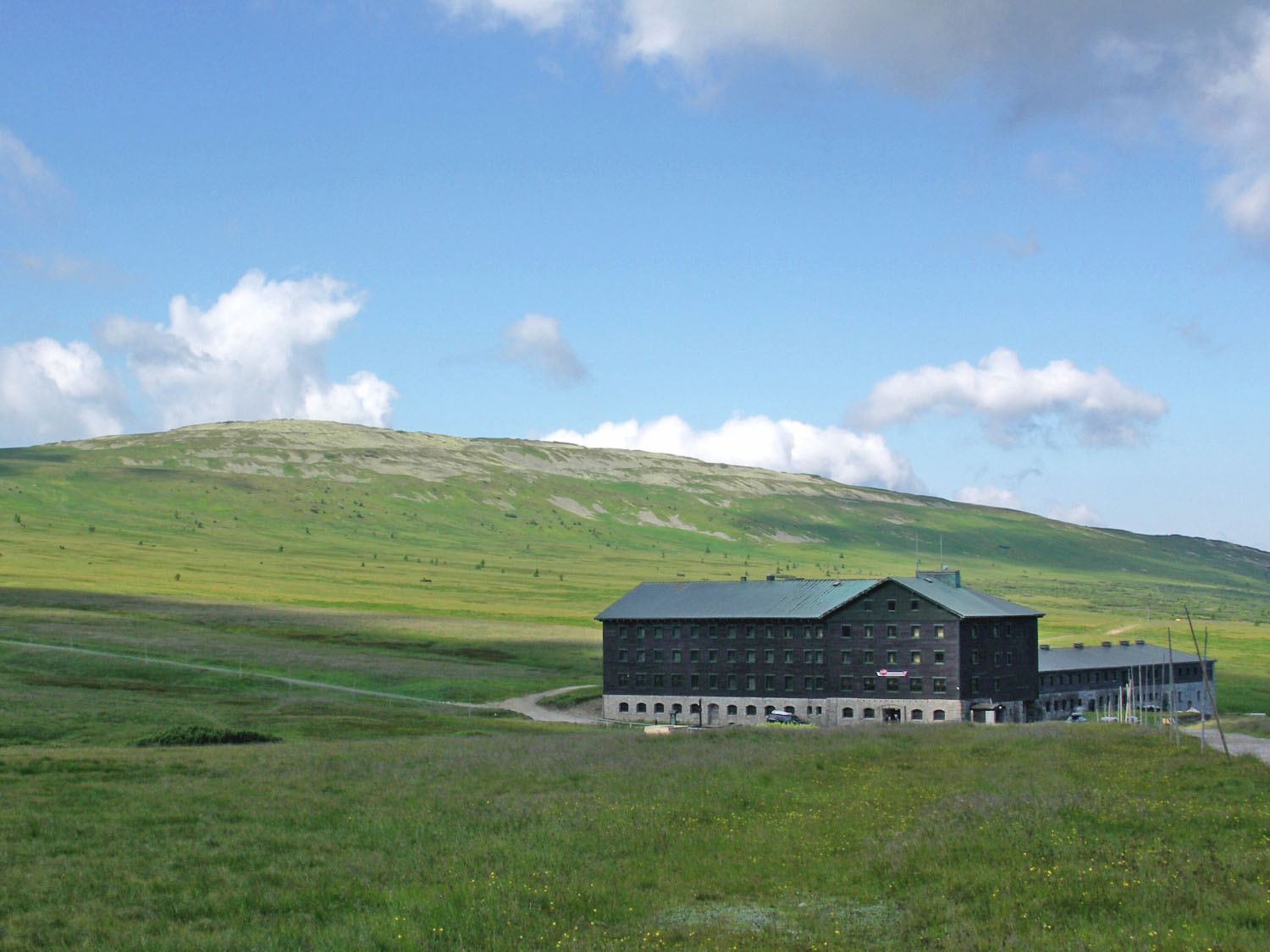
Luční hora (1556 m)

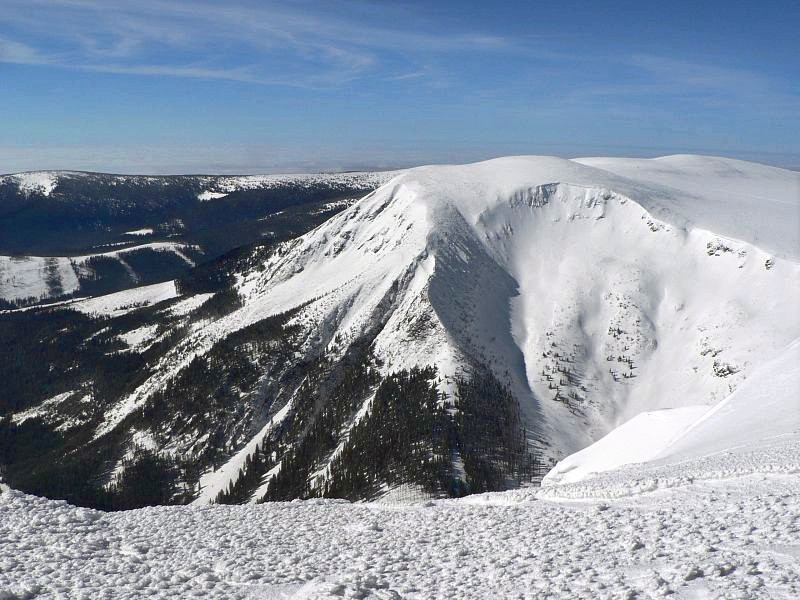
Studniční hora (1555 m)

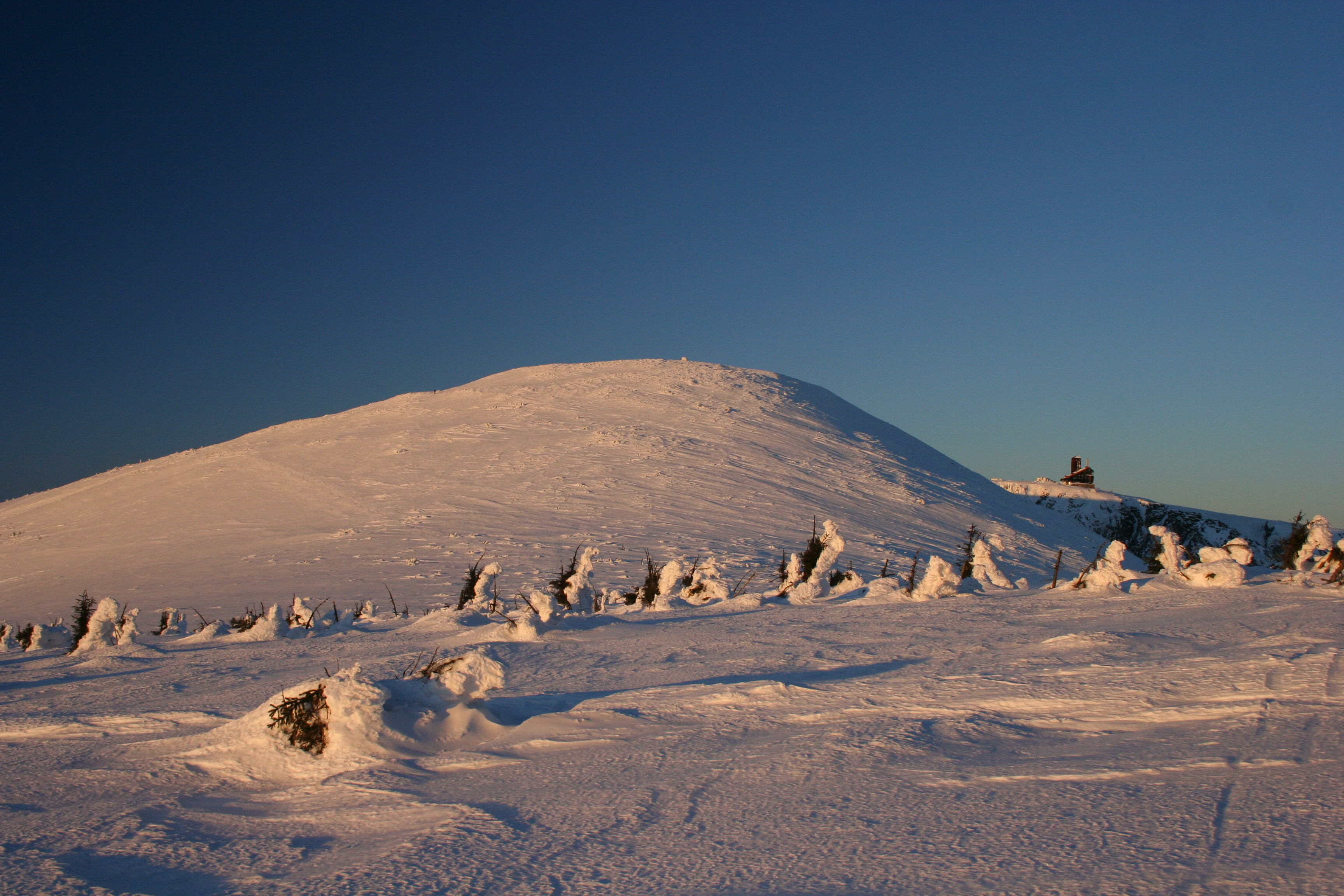
Vysoké kolo (1510 m)

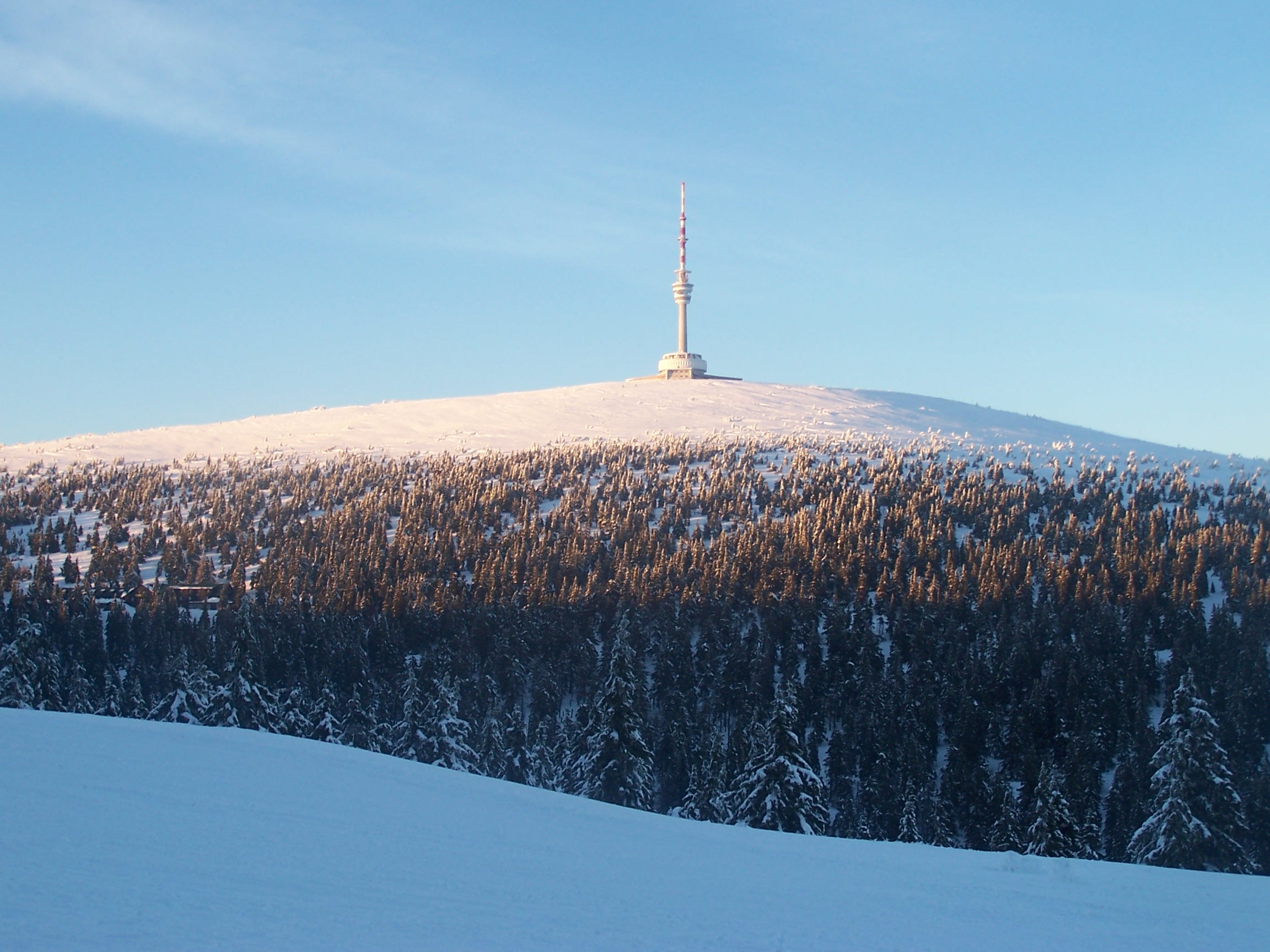
Praděd (1491 m)

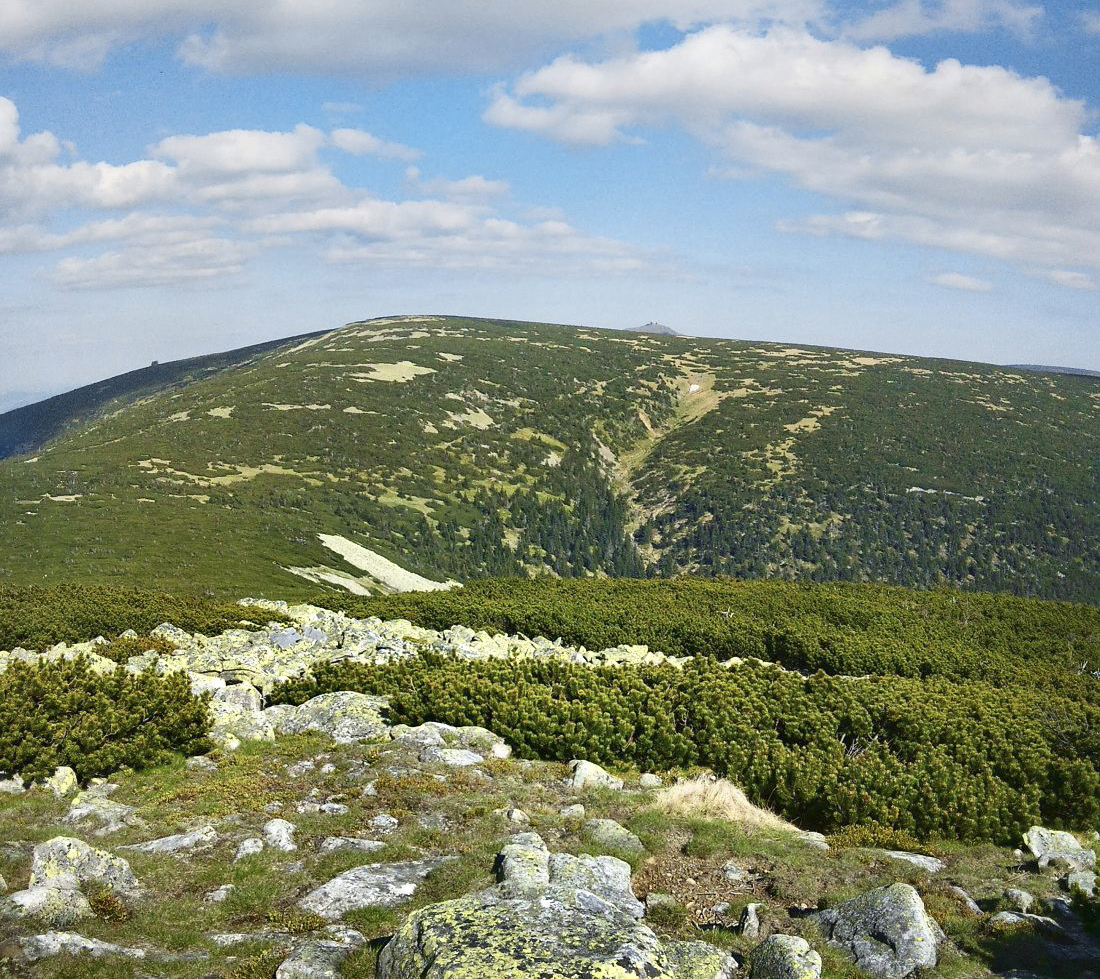
Stříbrný hřbet (1490 m)

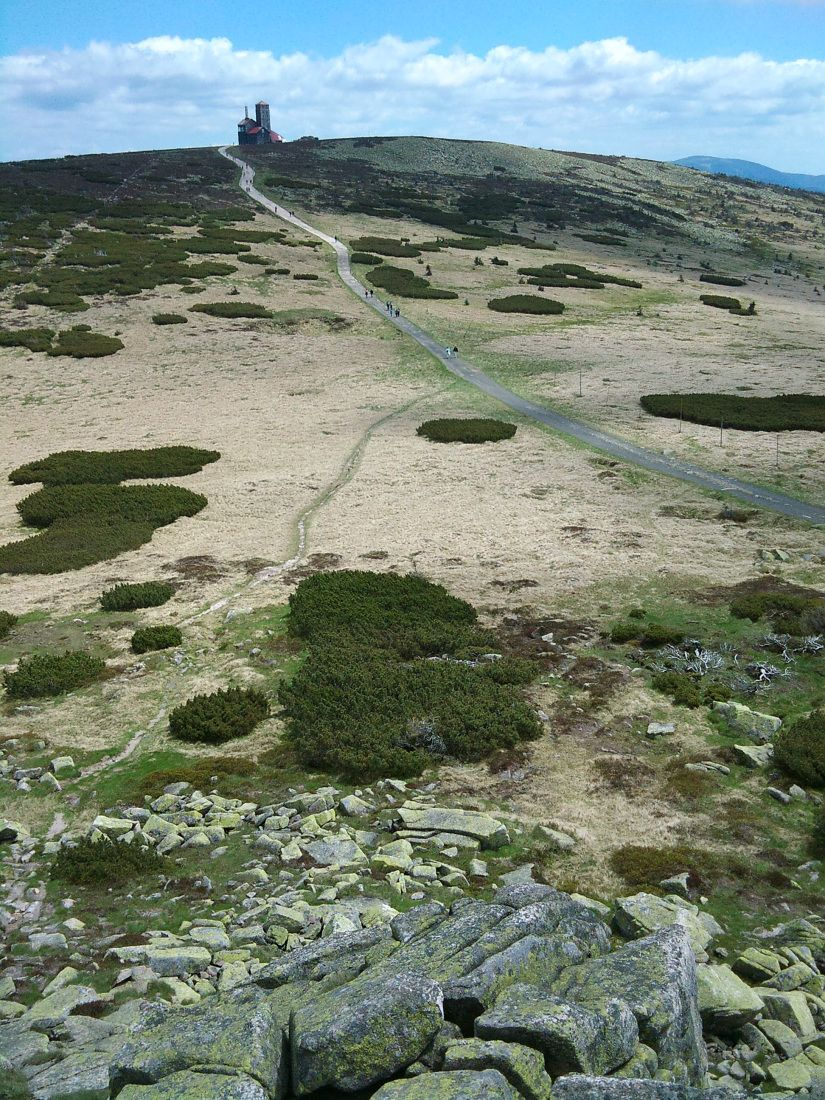
Vysoká pláň (1497 m)

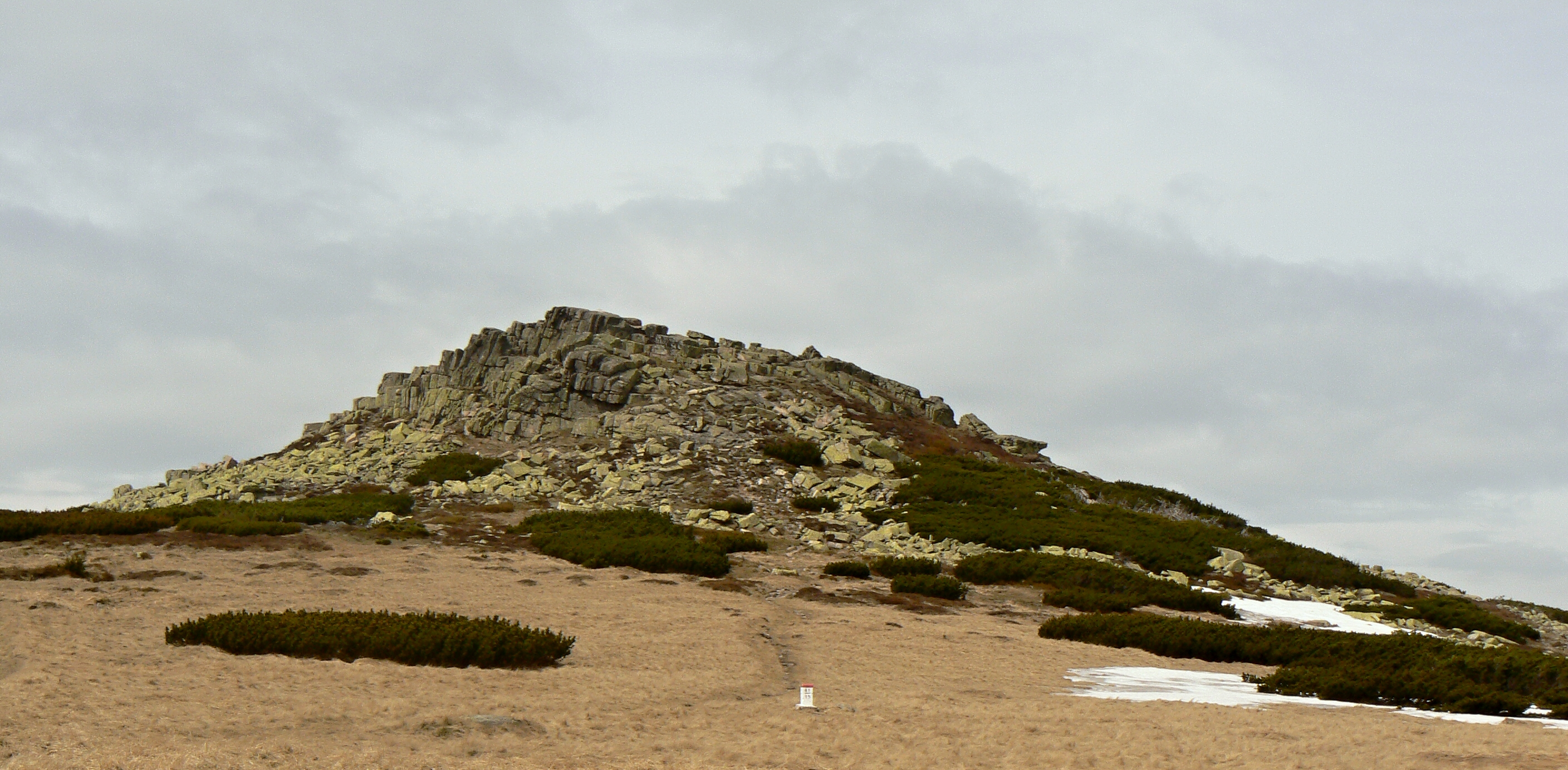
Violík (1472 m)

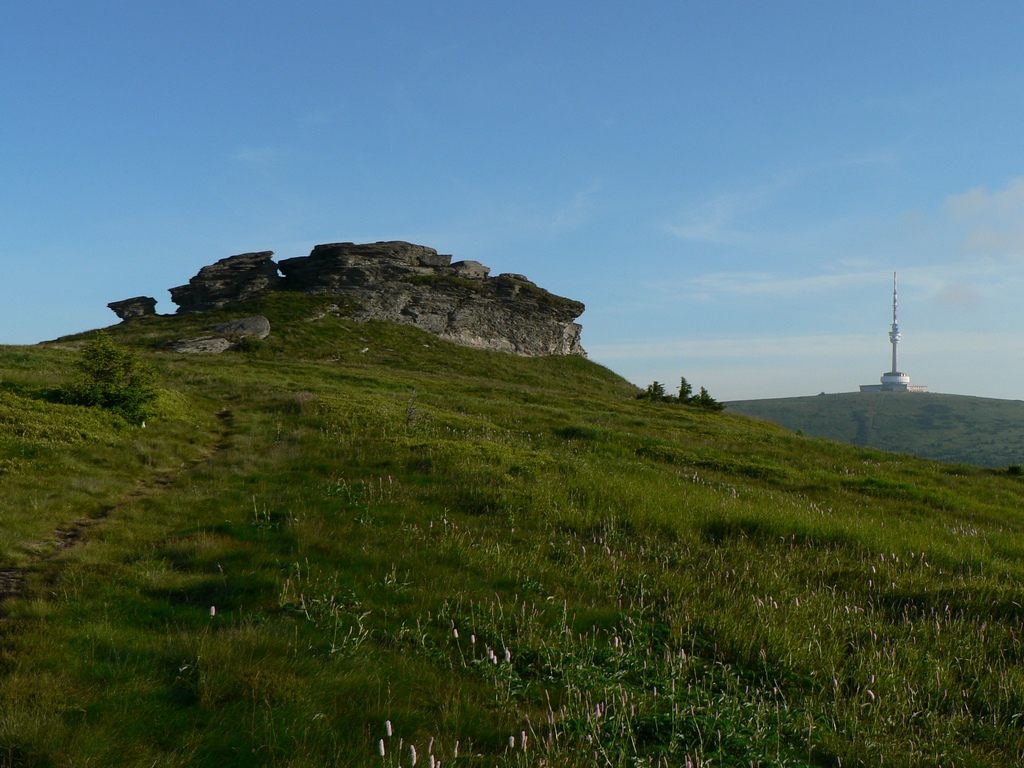
Petrovy kameny (1447 m)

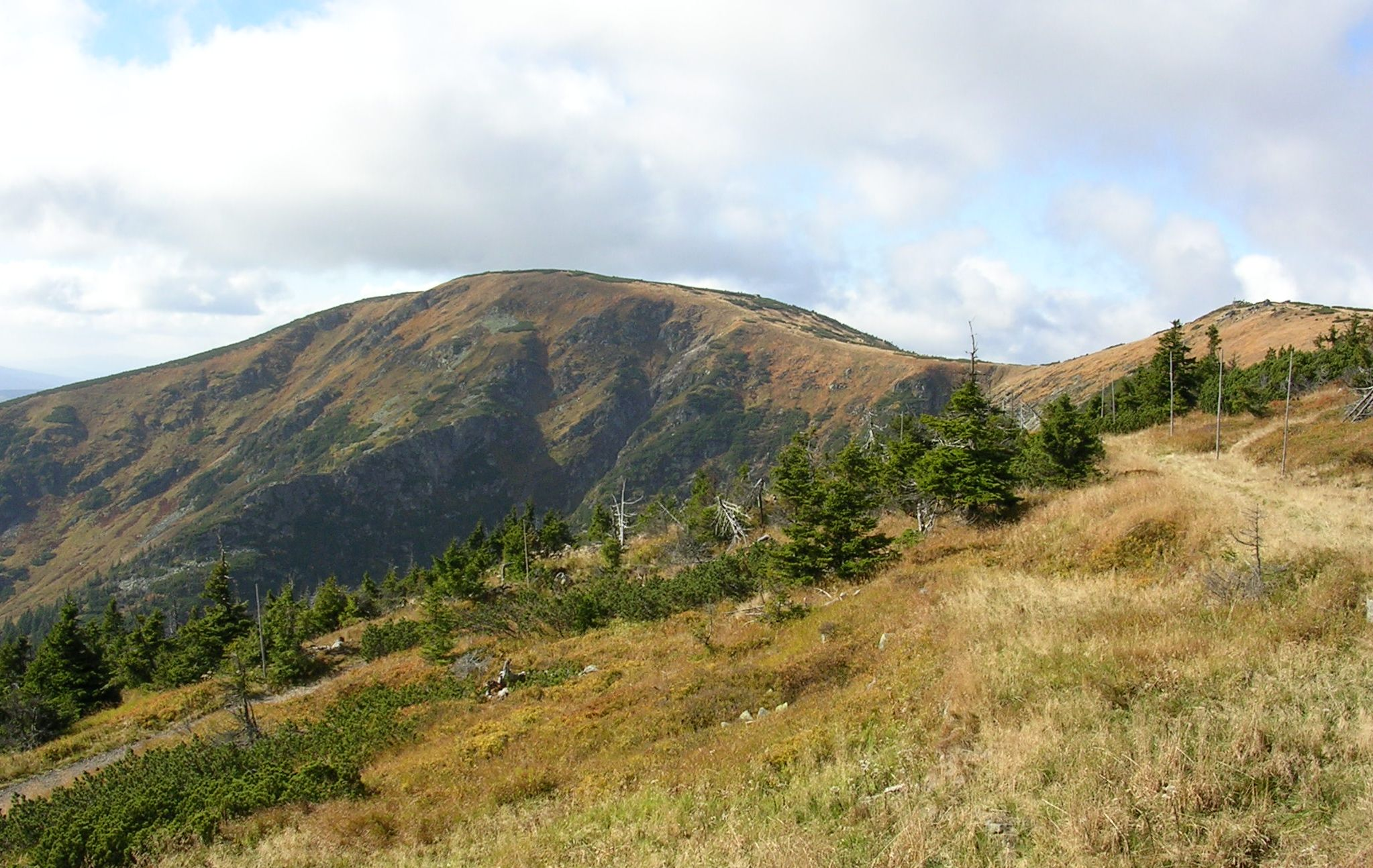
Kotel (1435 m)

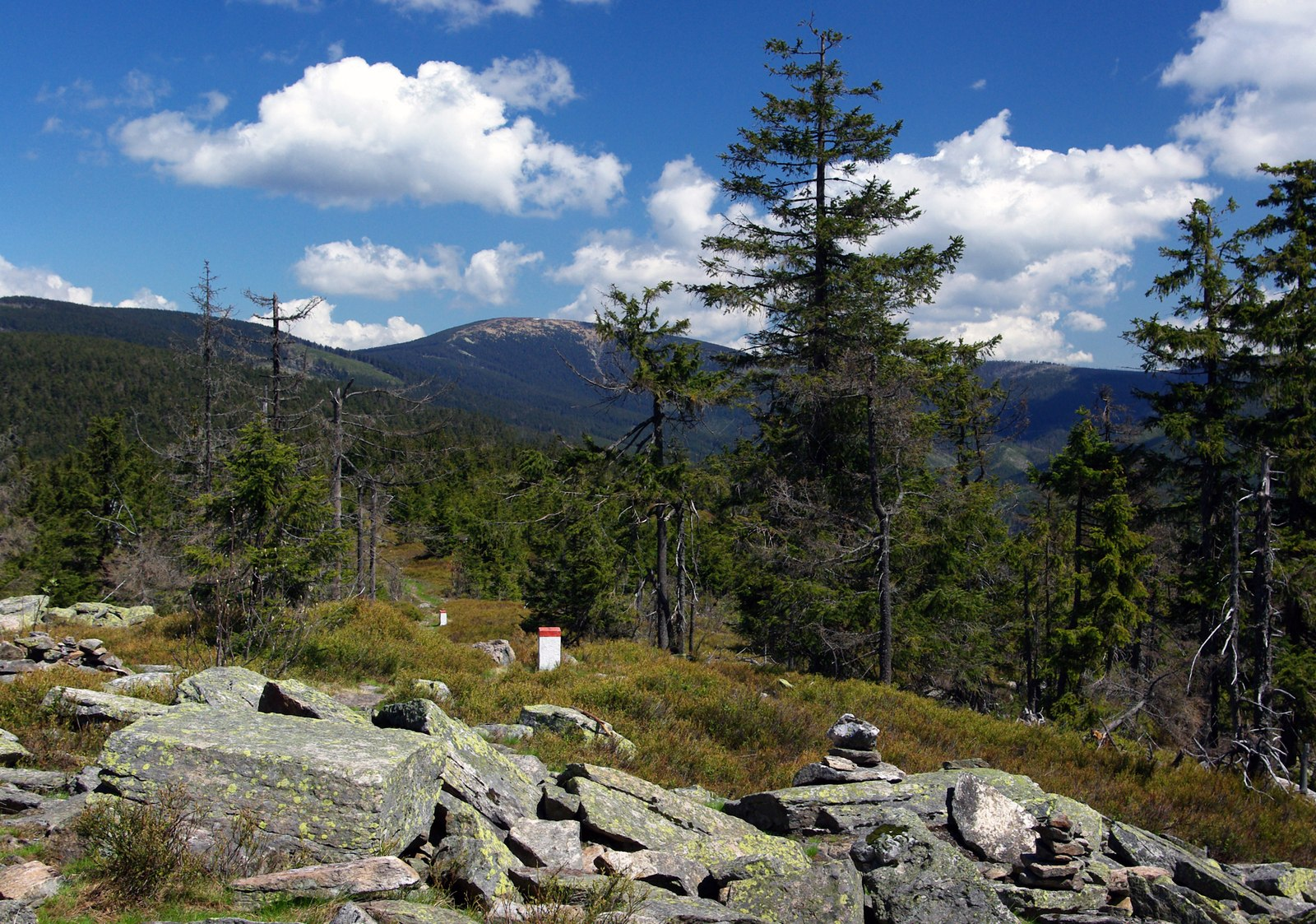
Králický Sněžník (1423 m)

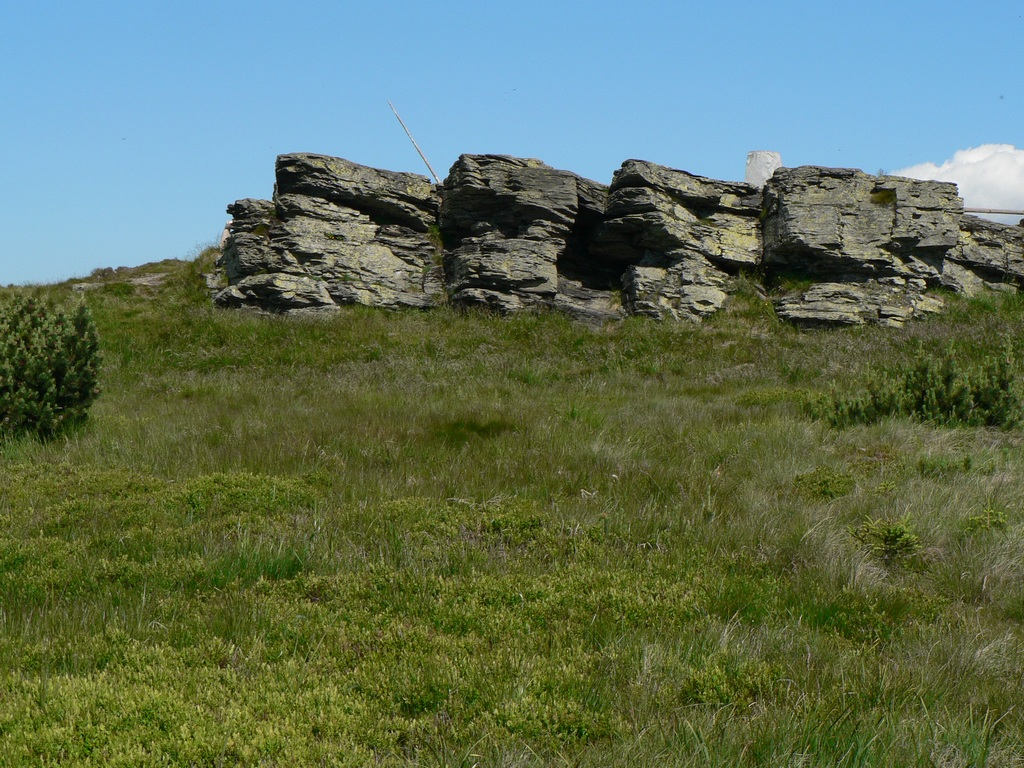
Keprník (1423 m)

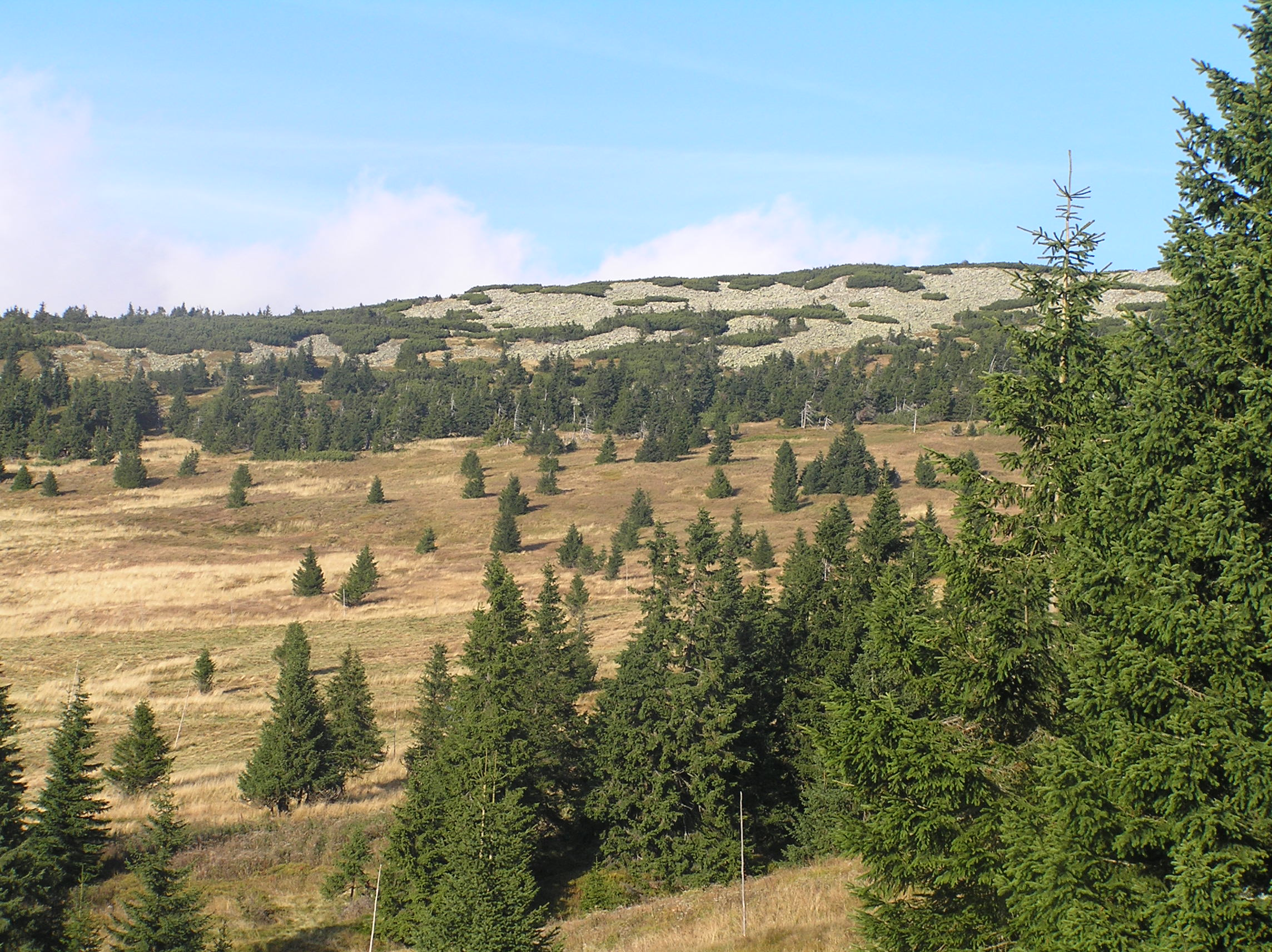
Zadní Planina (1423 m)

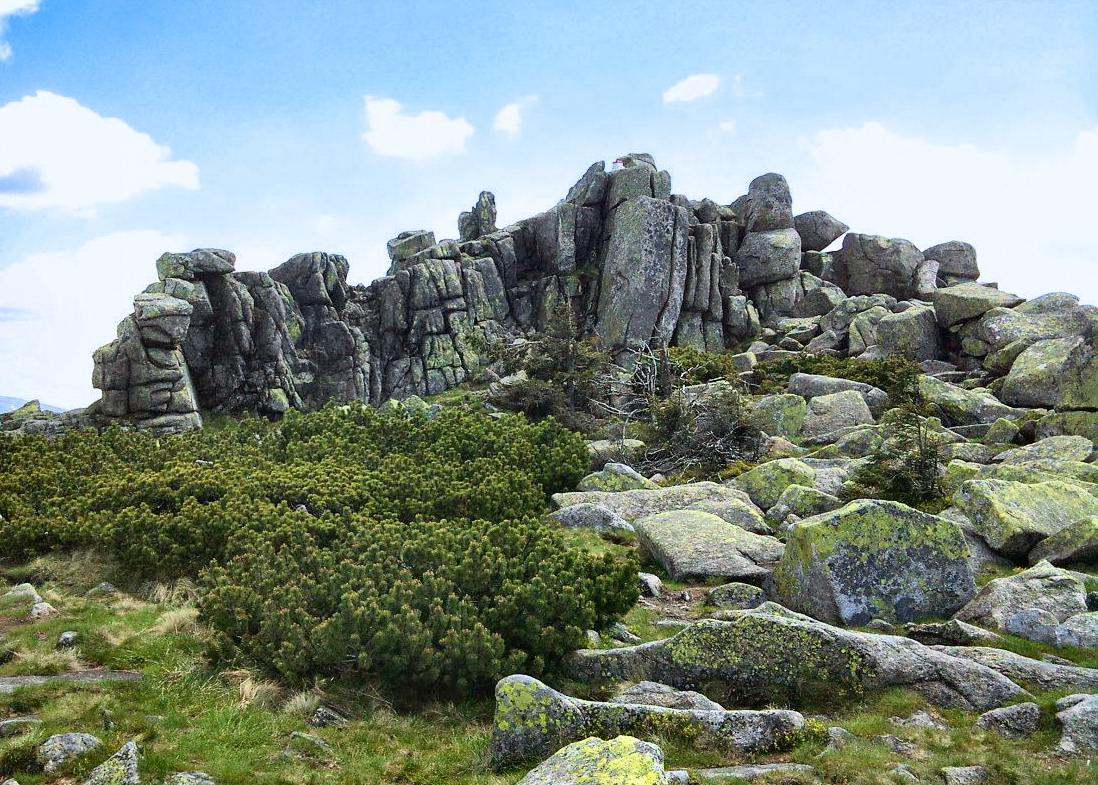
Mužské kameny (1416 m)

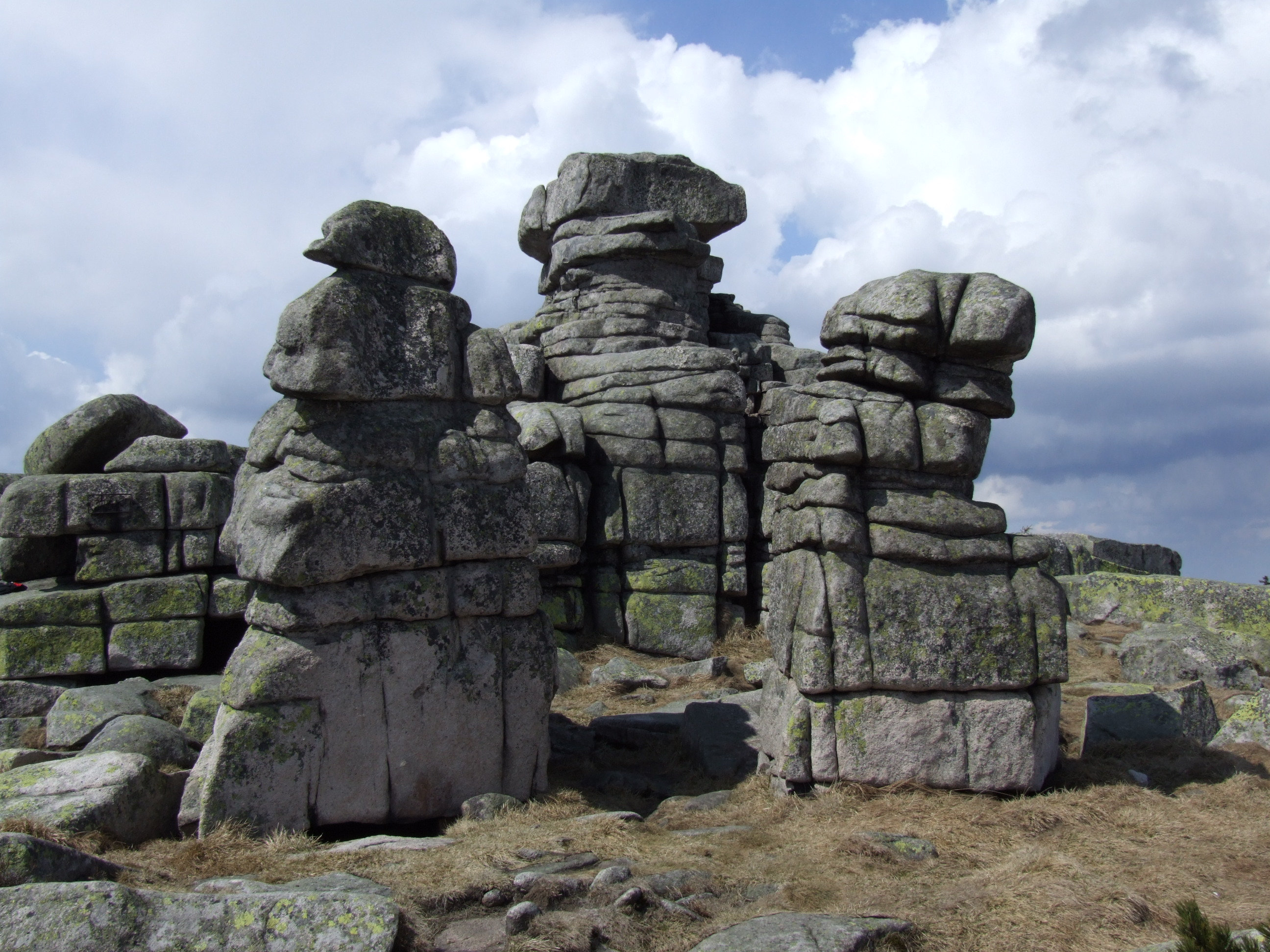
Dívčí kameny (1414 m)

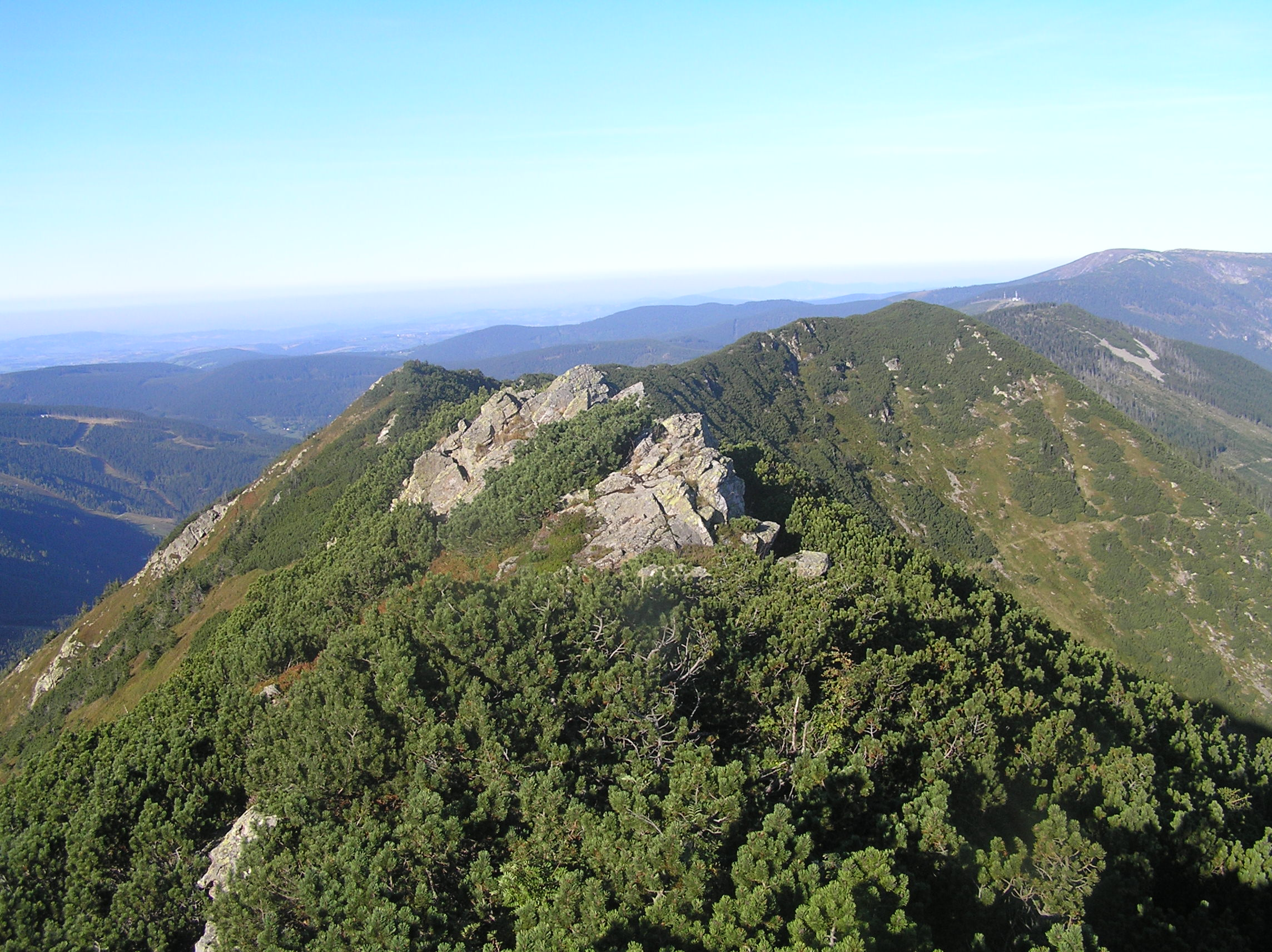
Kozí hřbety (1387 m)

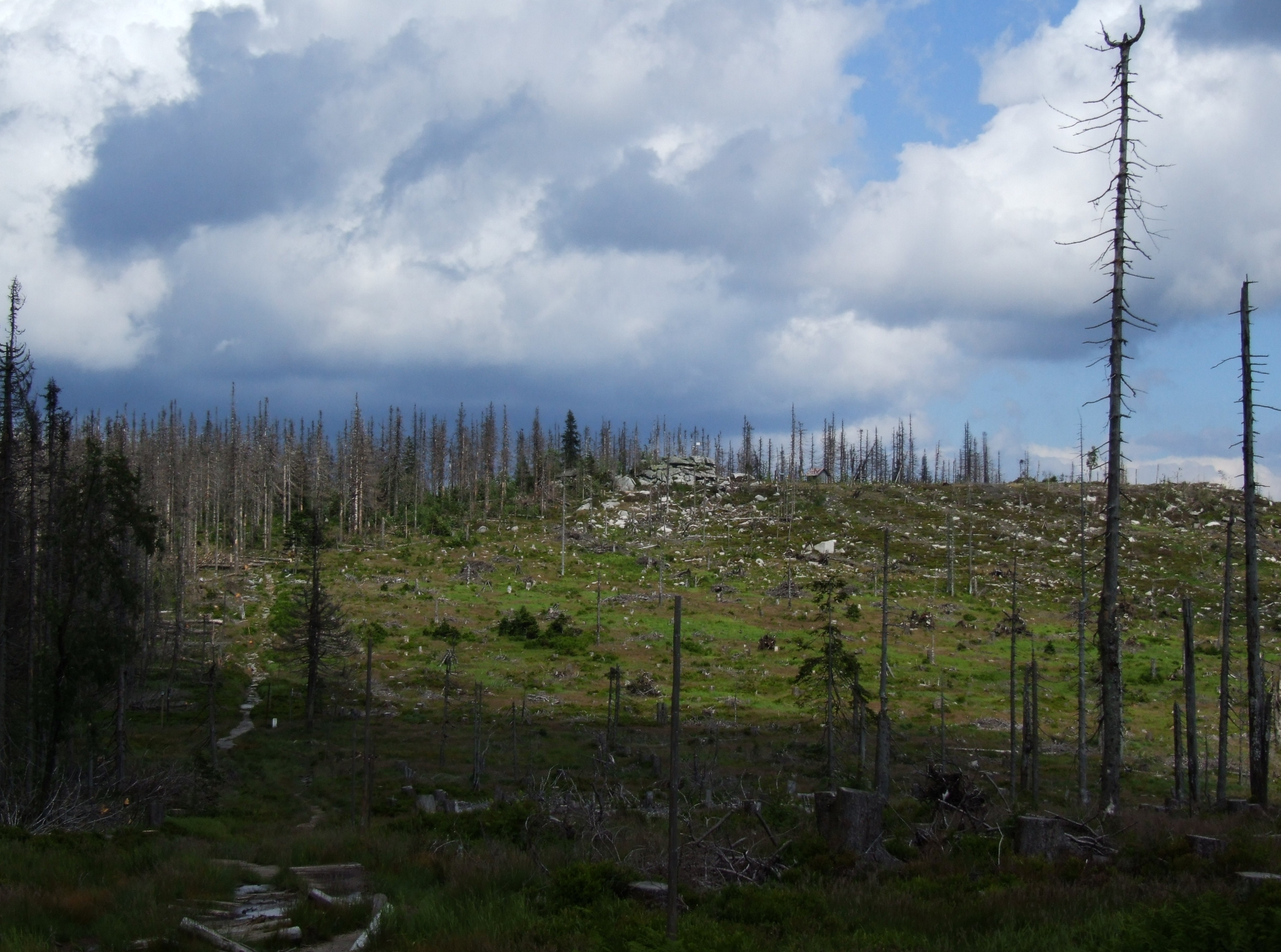
Plechý (1378 m)

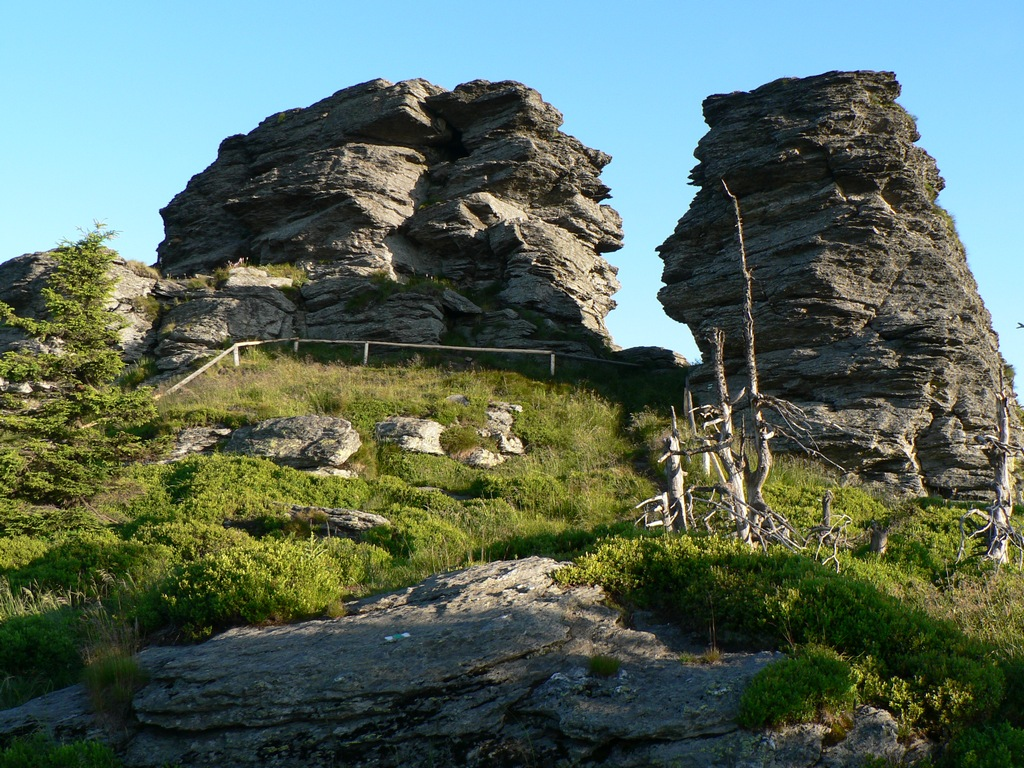
Vozka (1377 m)

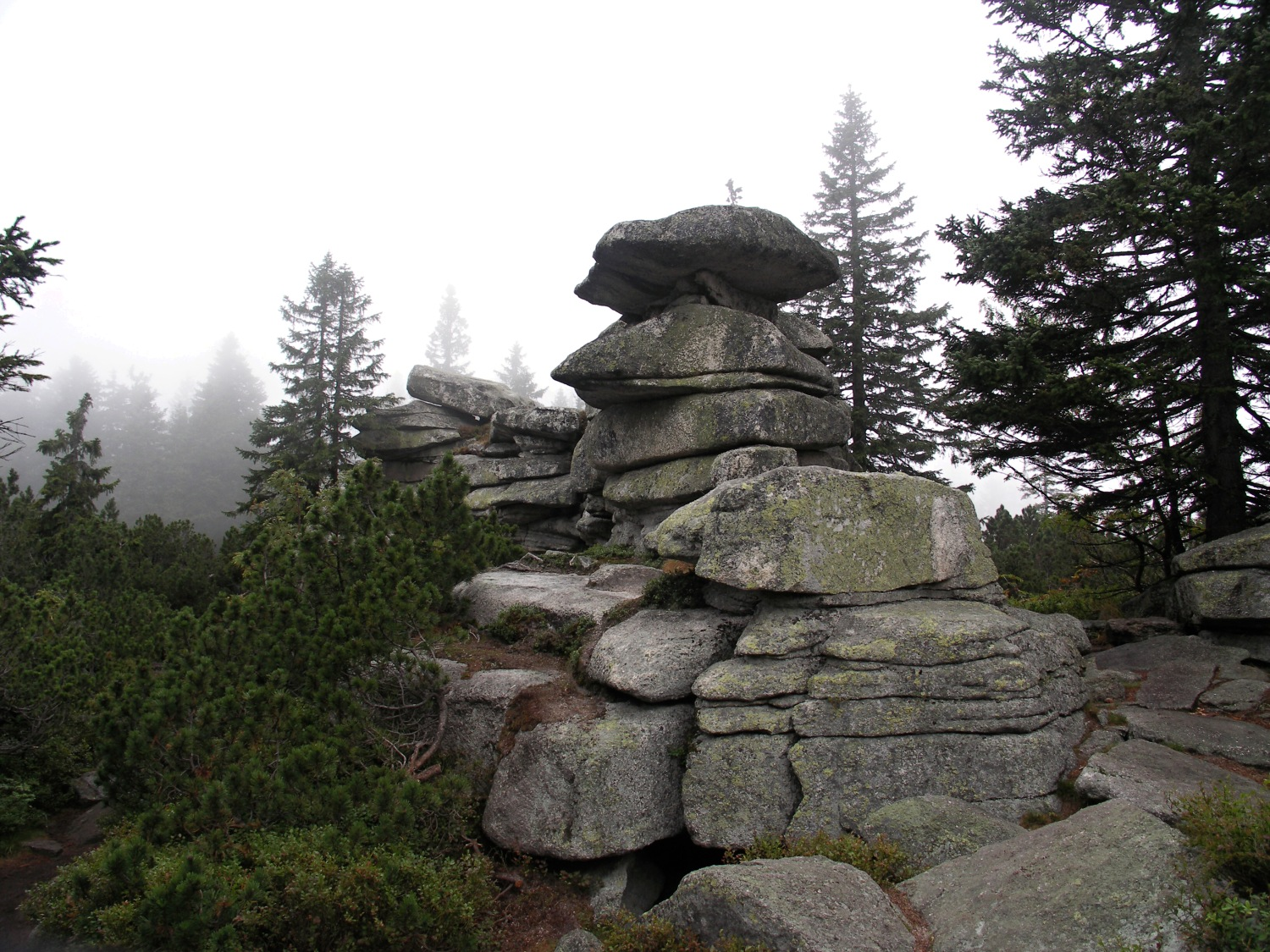
Trojmezná (1362 m)

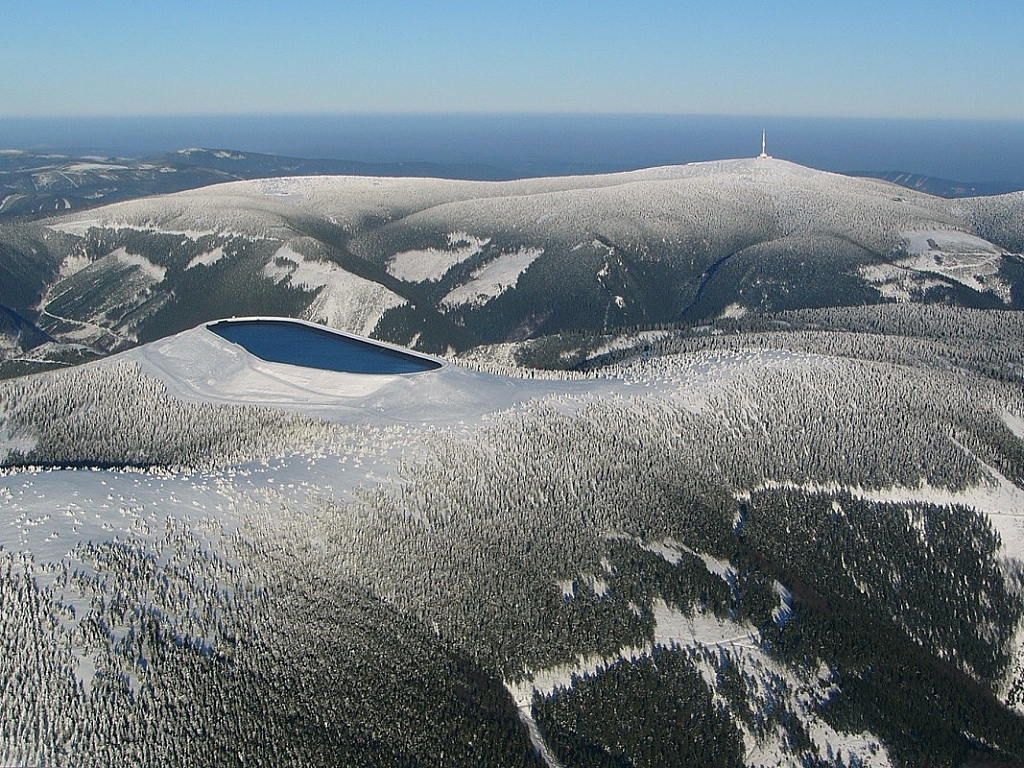
Dlouhé stráně (1354 m)

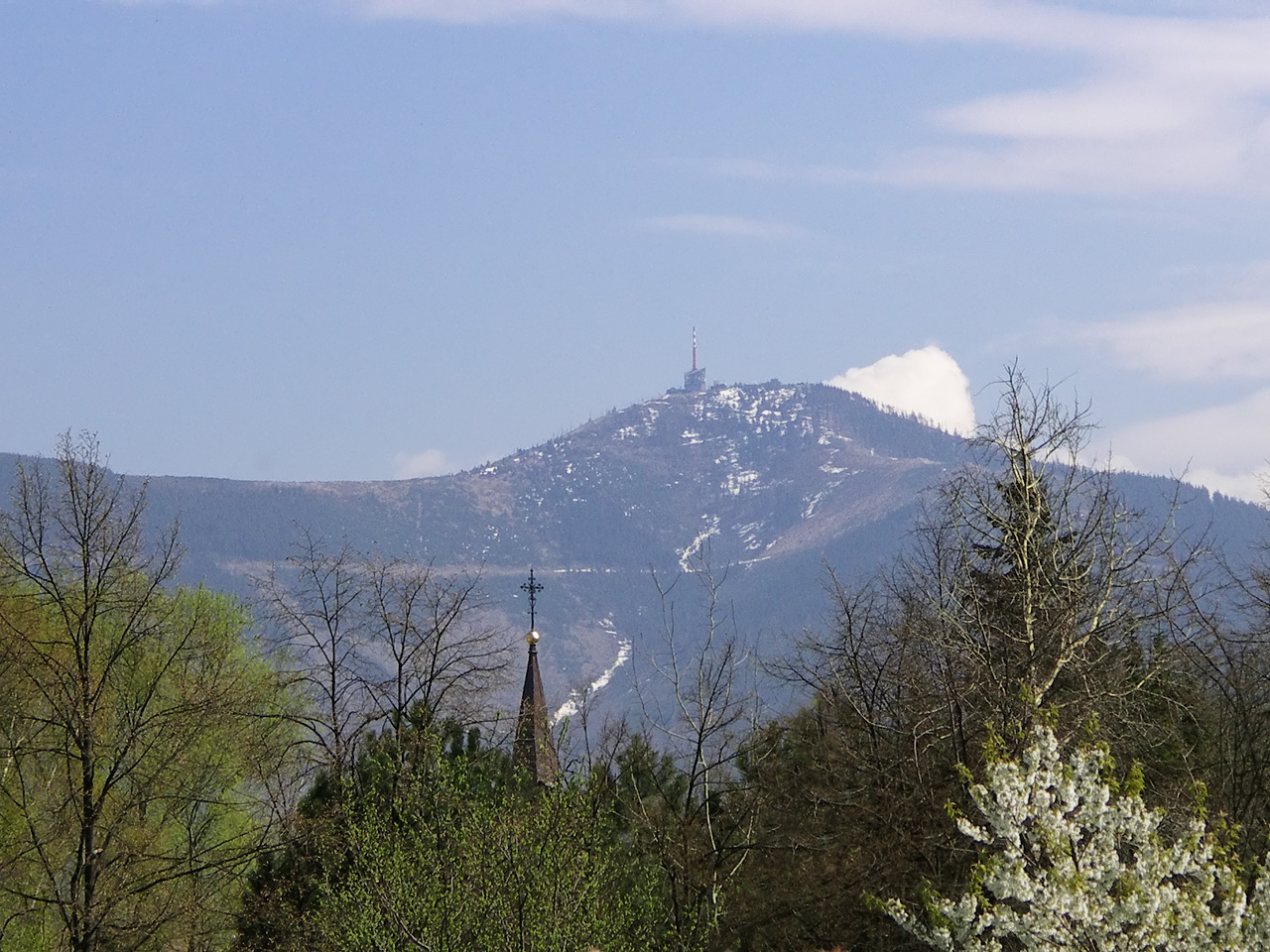
Lysá hora (1324 m)

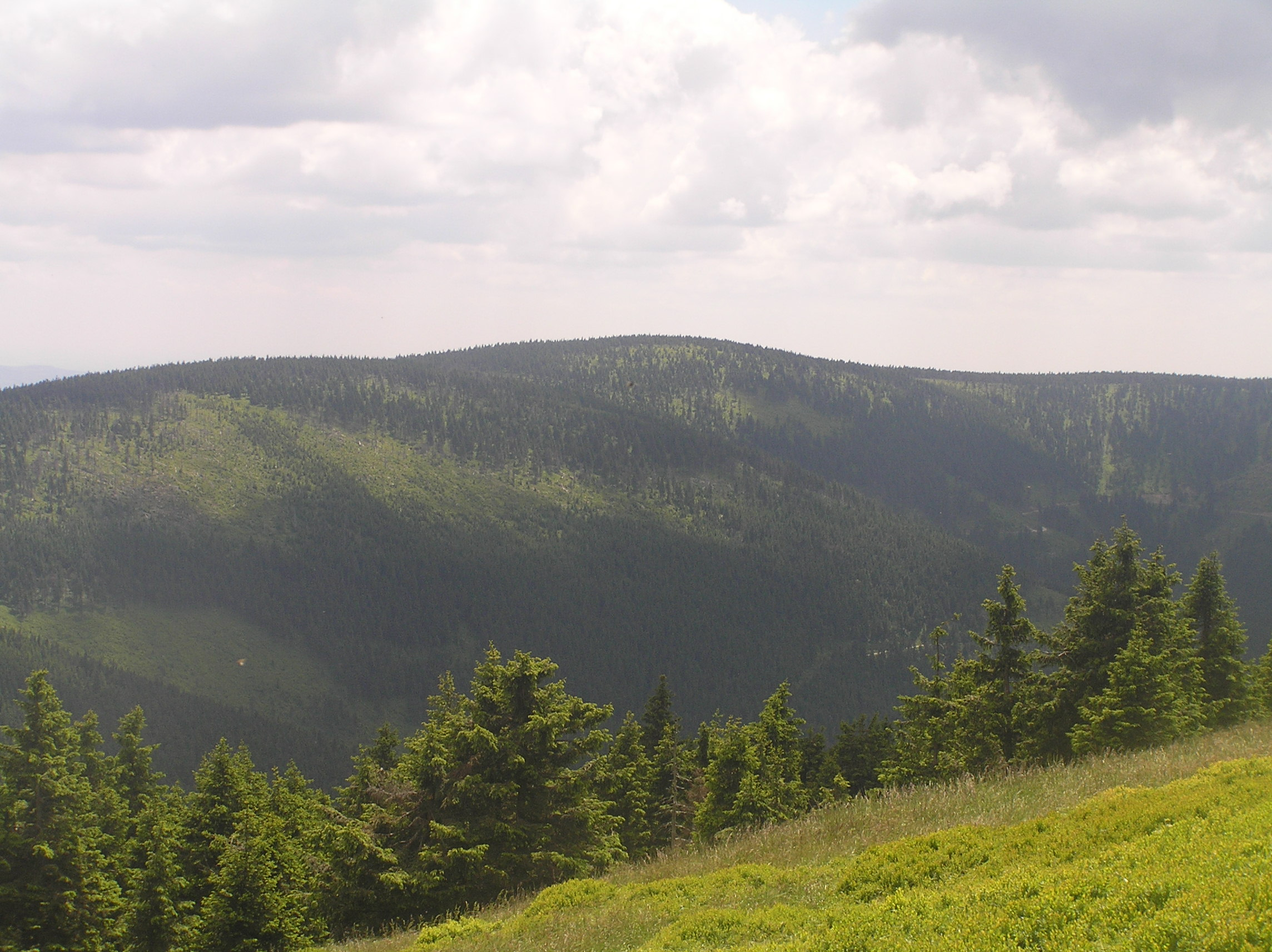
Sušina (1321 m)

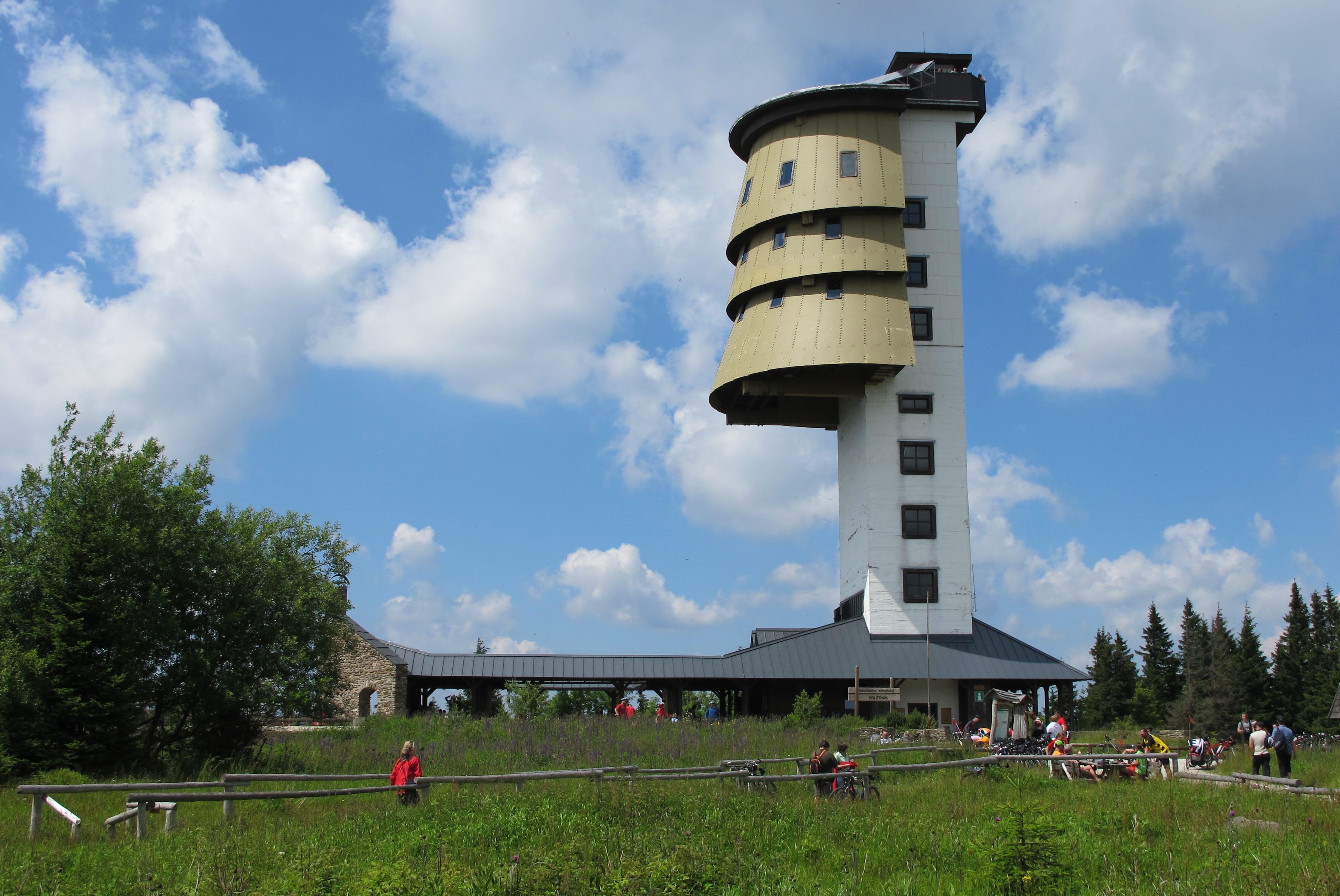
Poledník (1315 m)

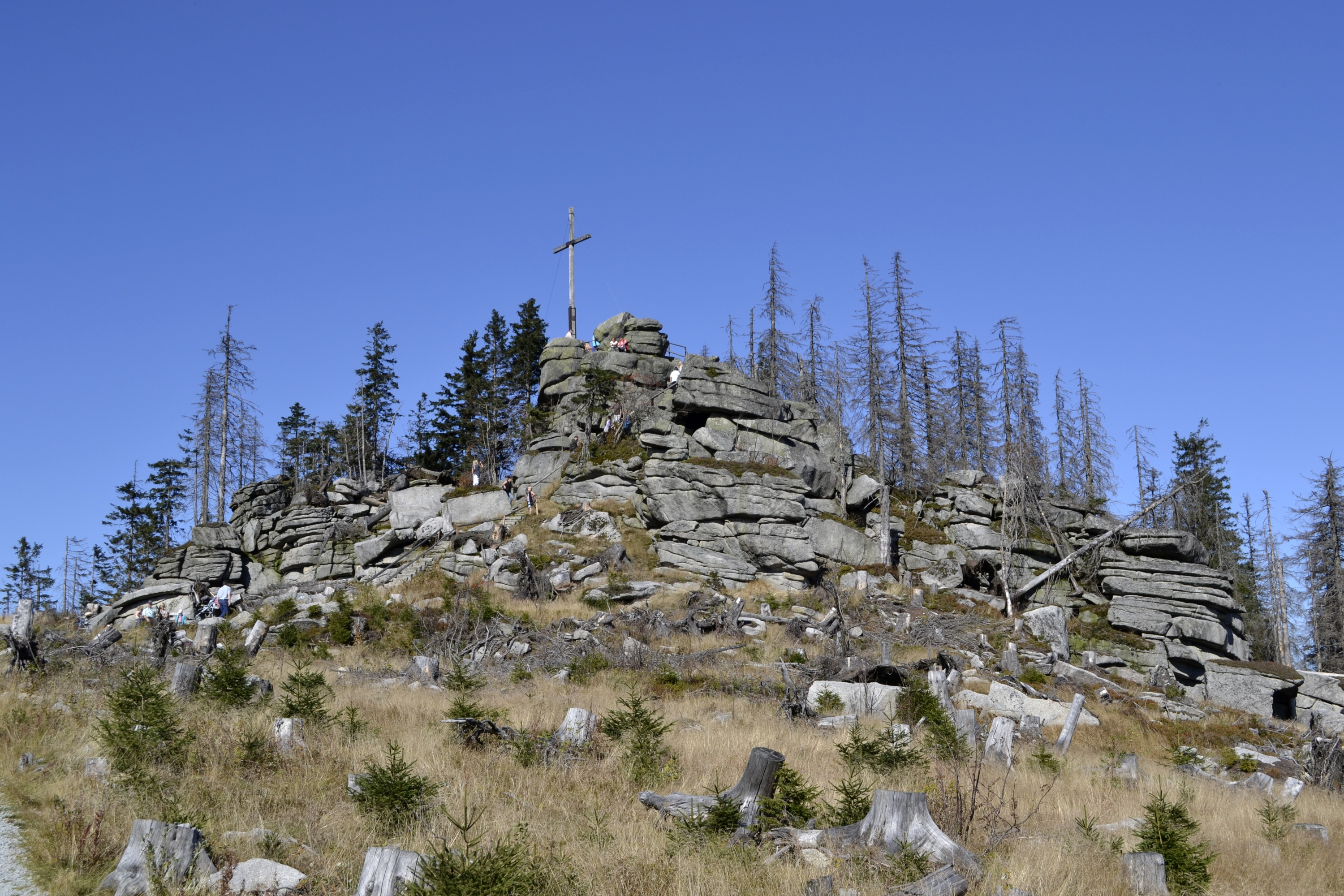
Třístoličník (1311 m)

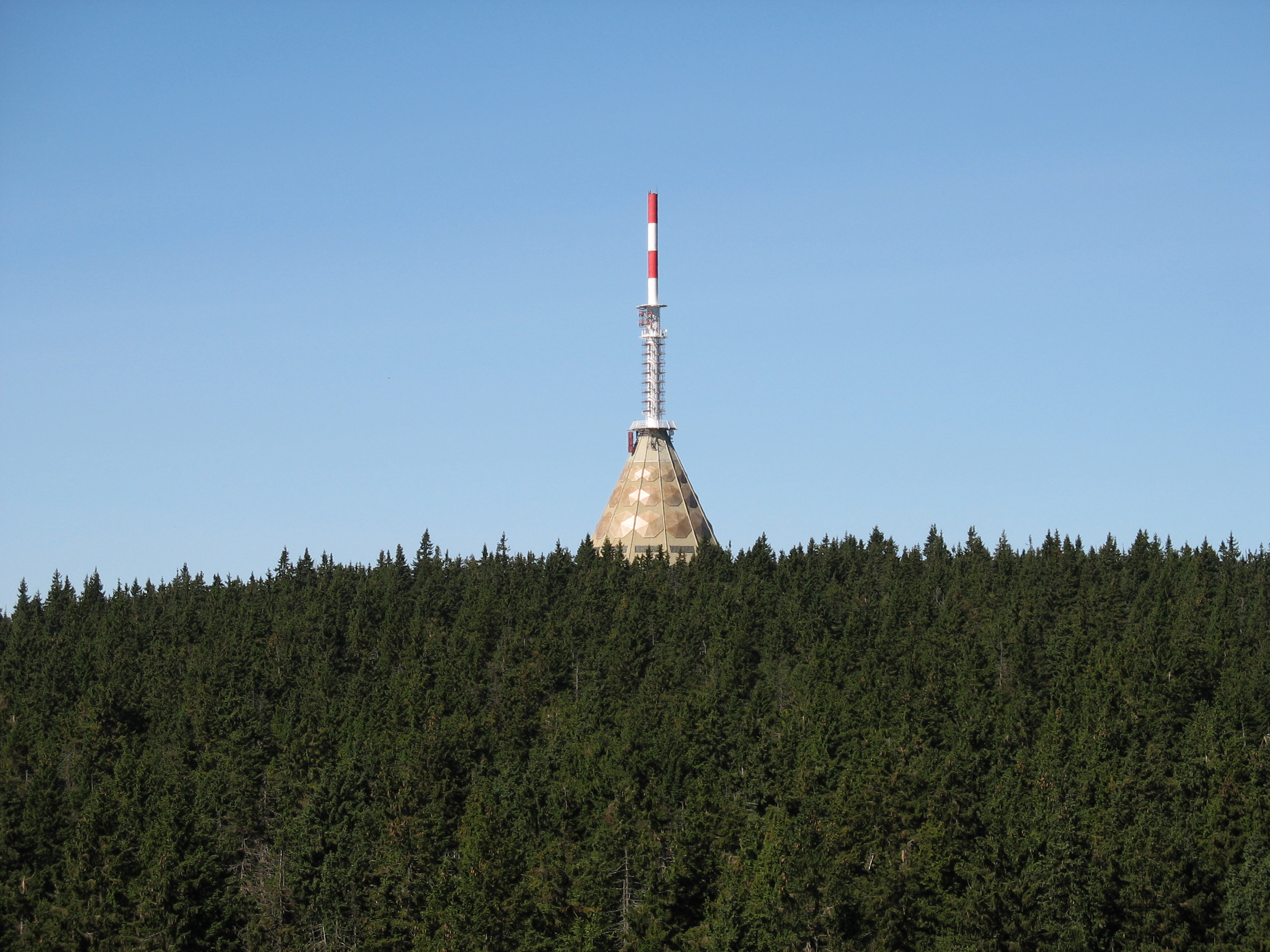
Černá hora (1300 m)

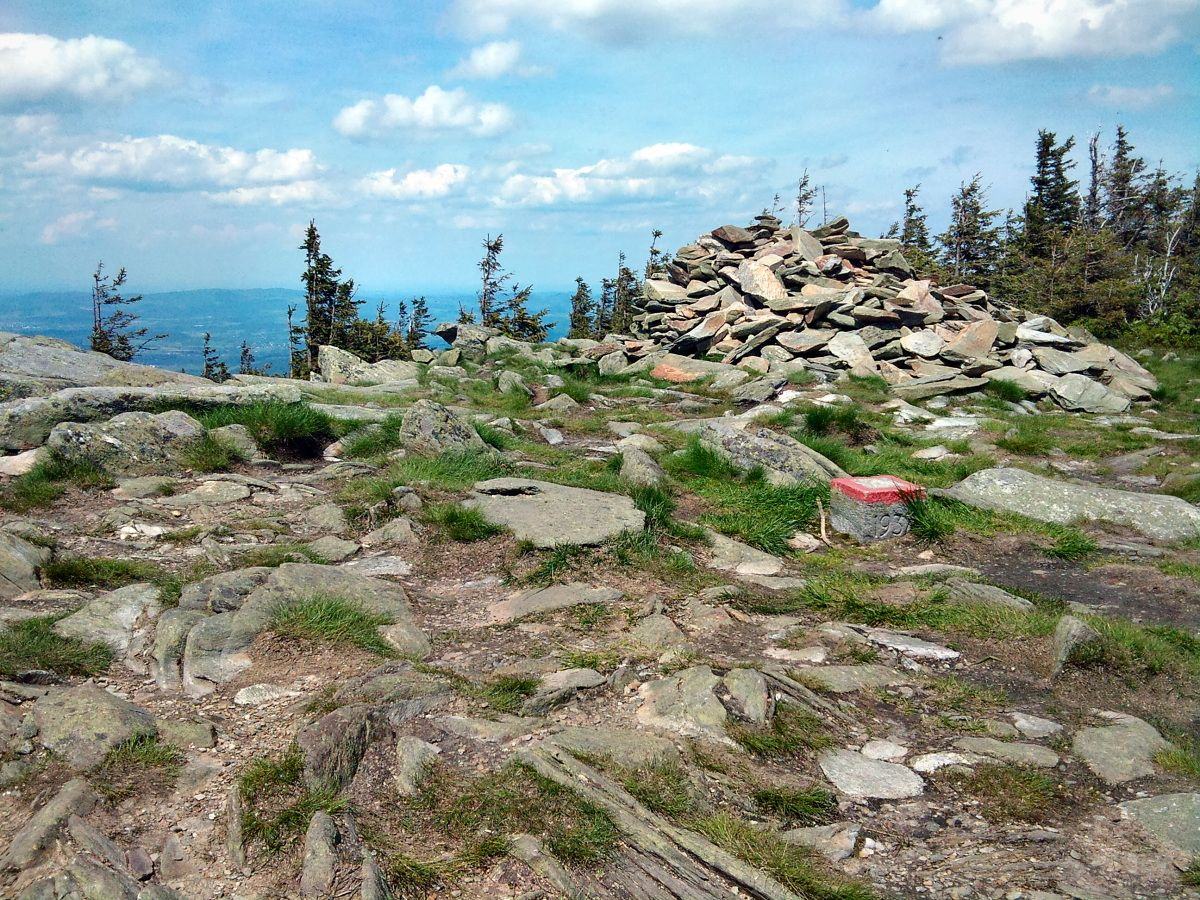
Tabule (1284 m)

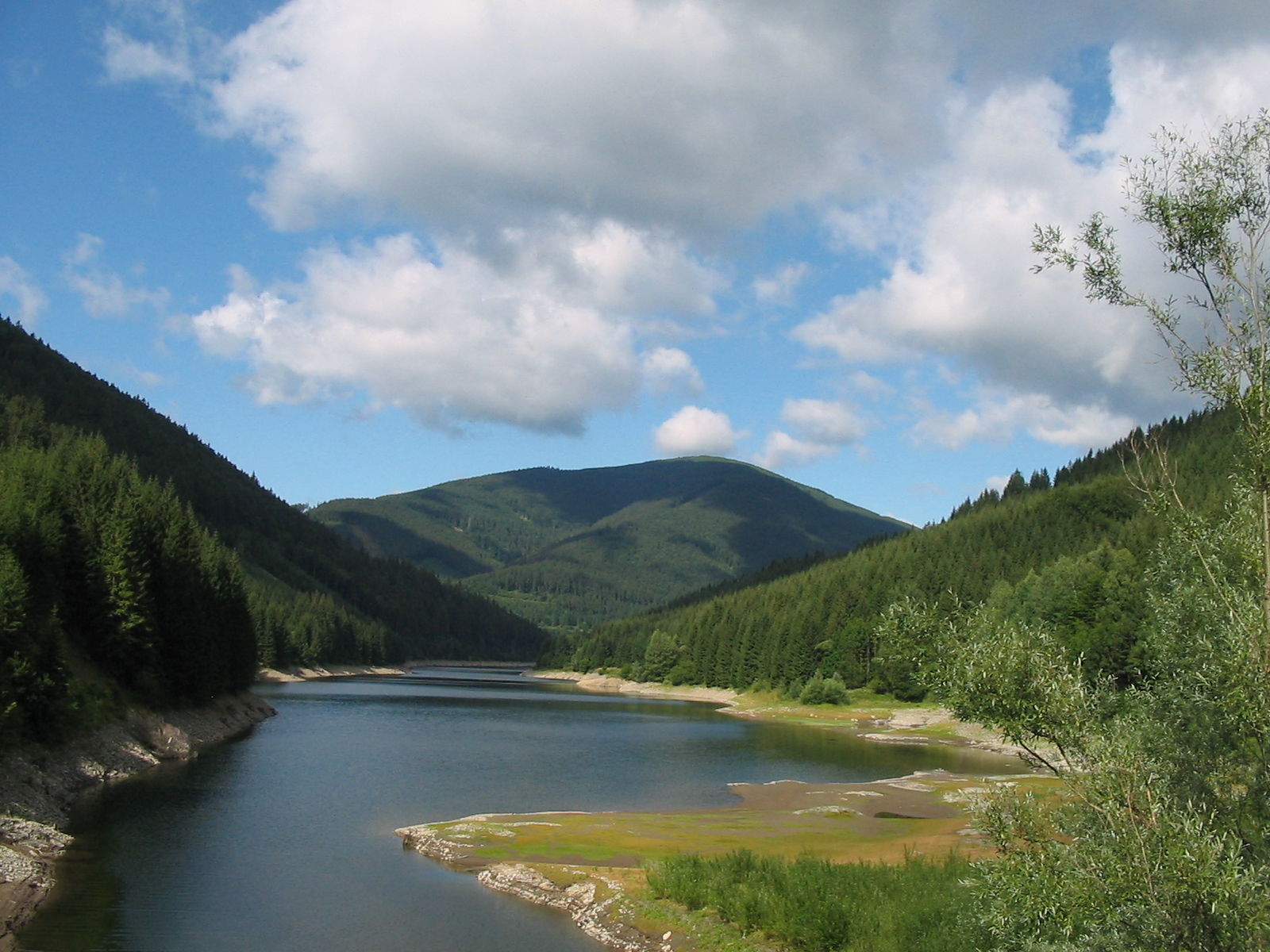
Smrk (1277 m)

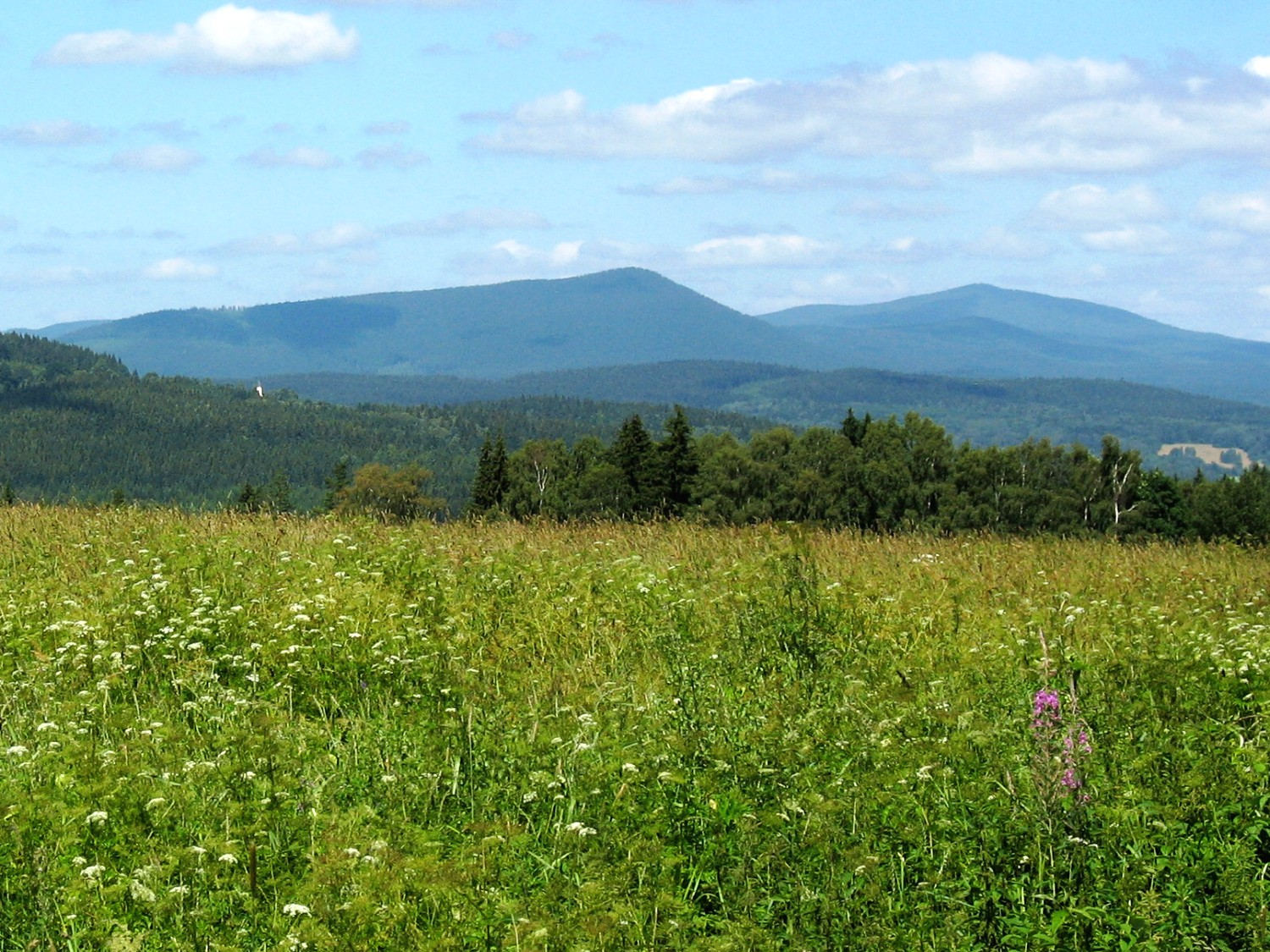
Bobík (1266) a Boubín (1362)

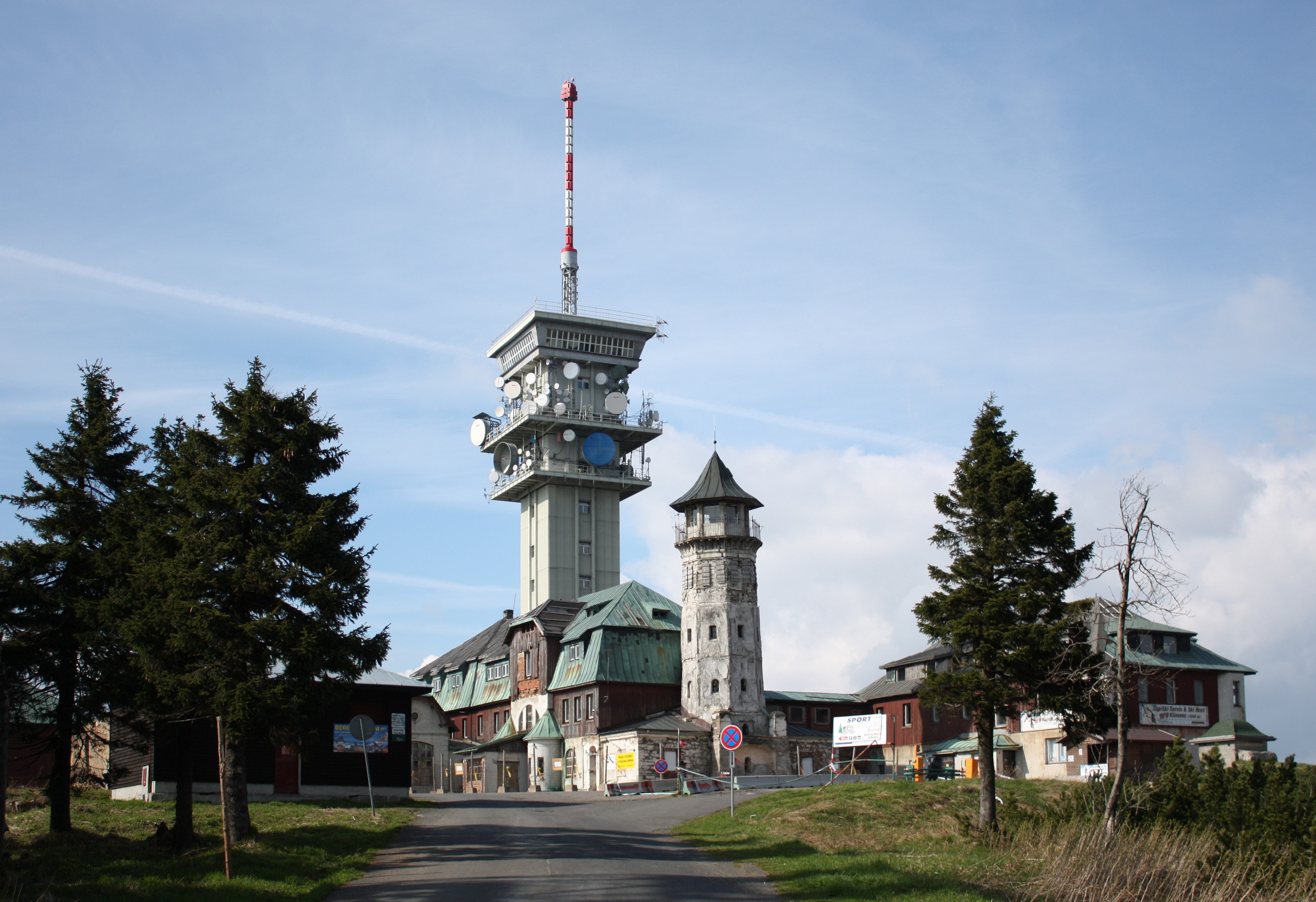
Klínovec (1244 m)

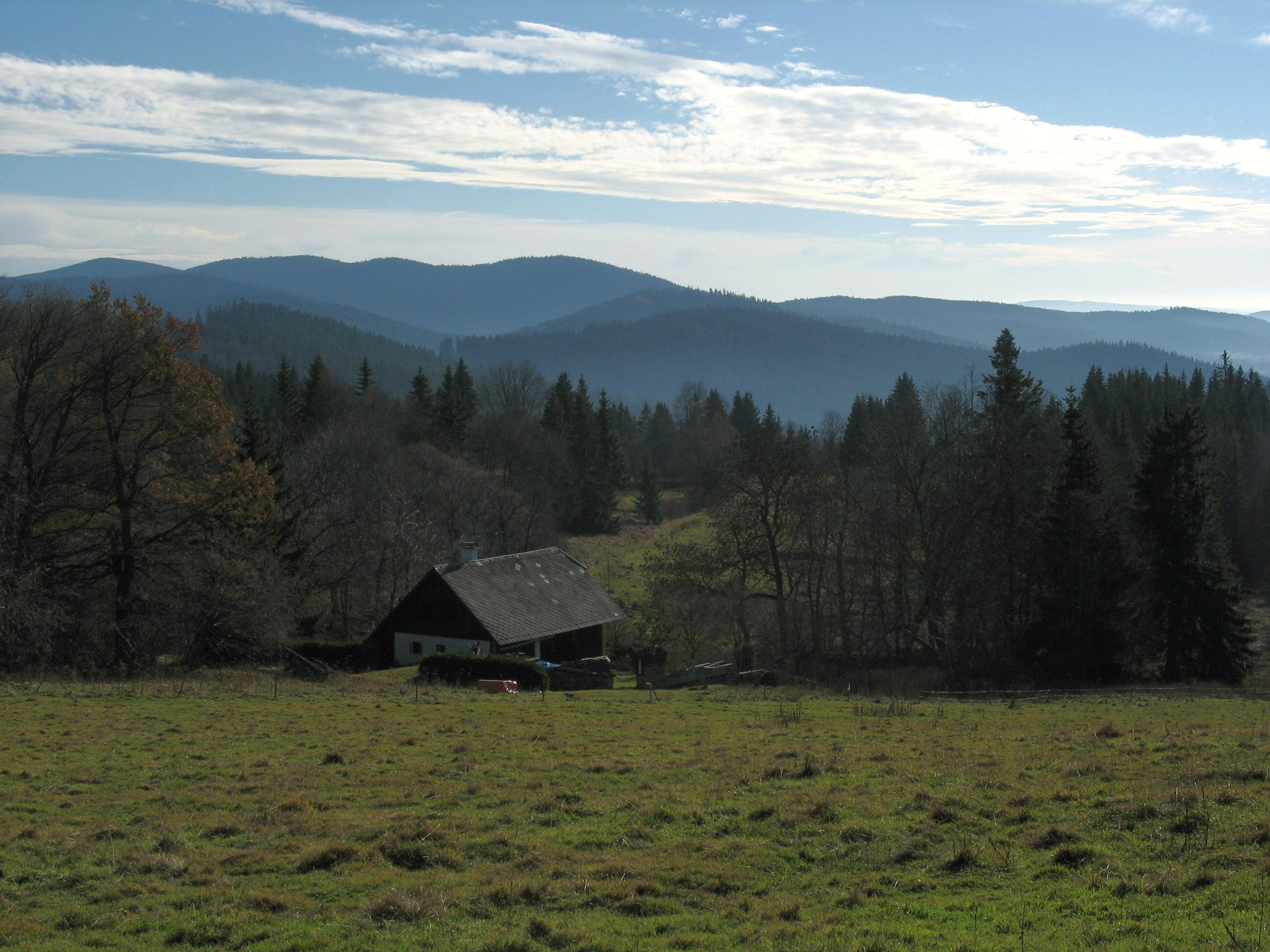
Knížecí stolec (1236 m)

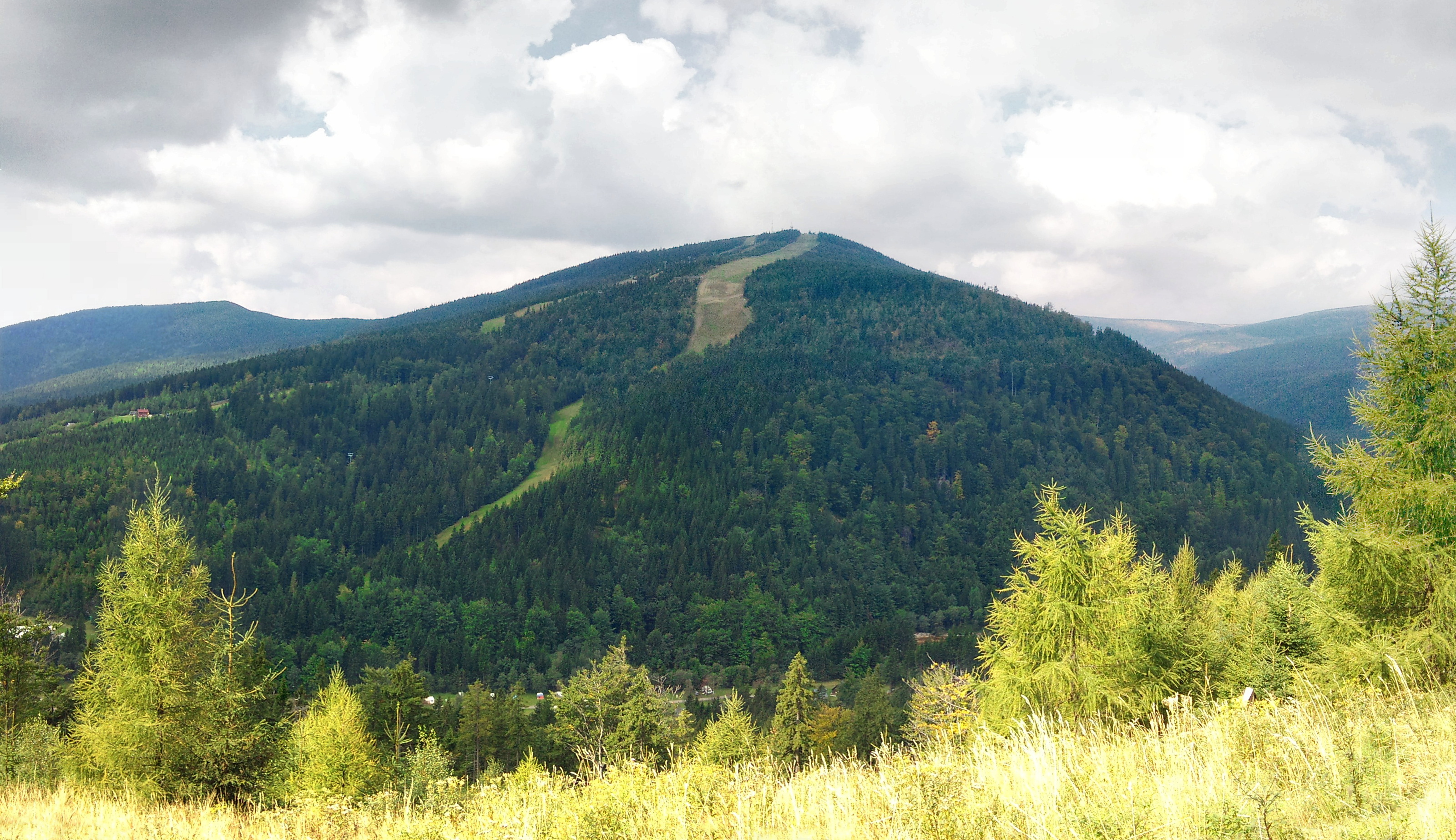
Medvědín (1235 m)

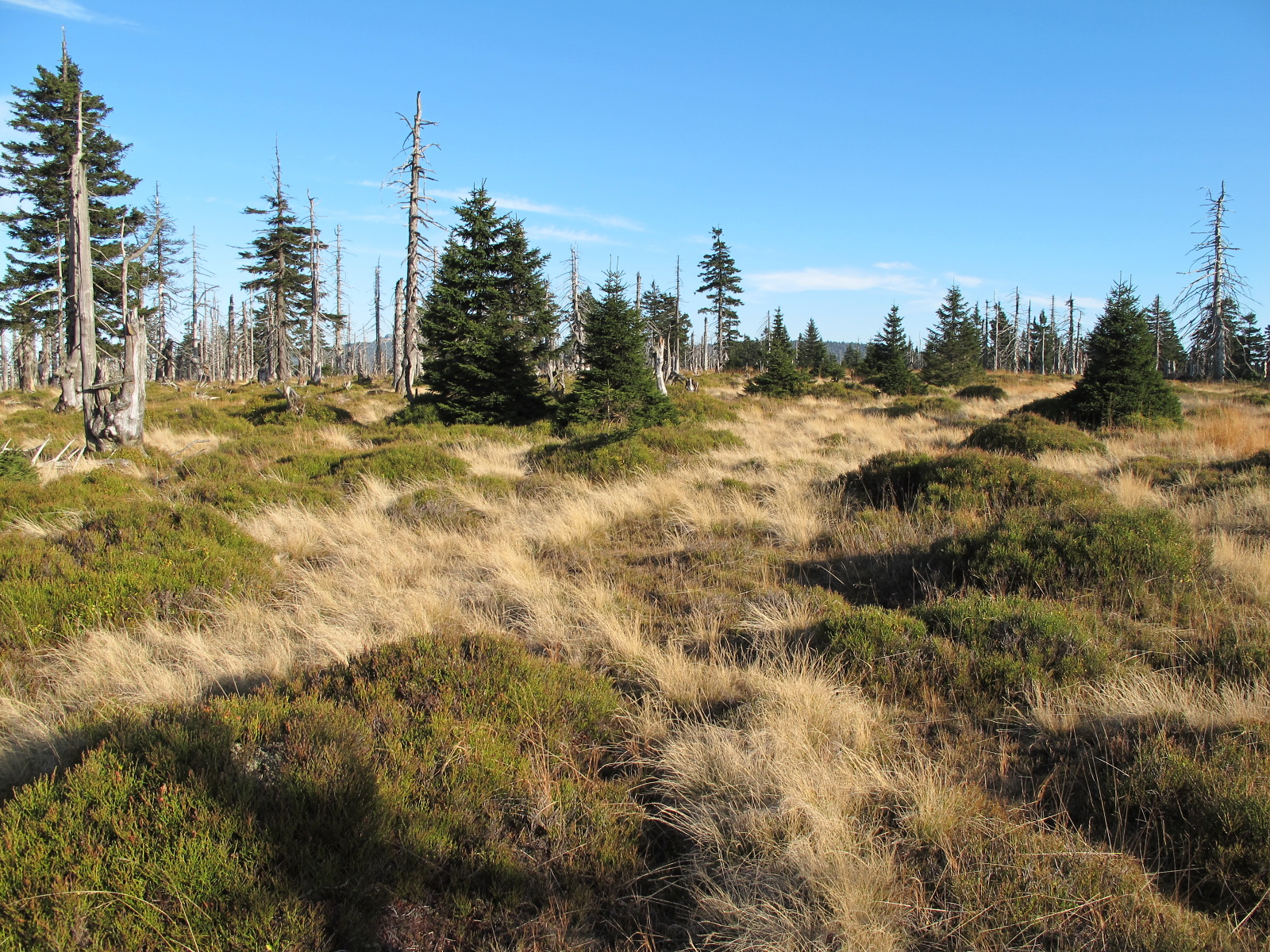
Žlabský vrch (1217 m)

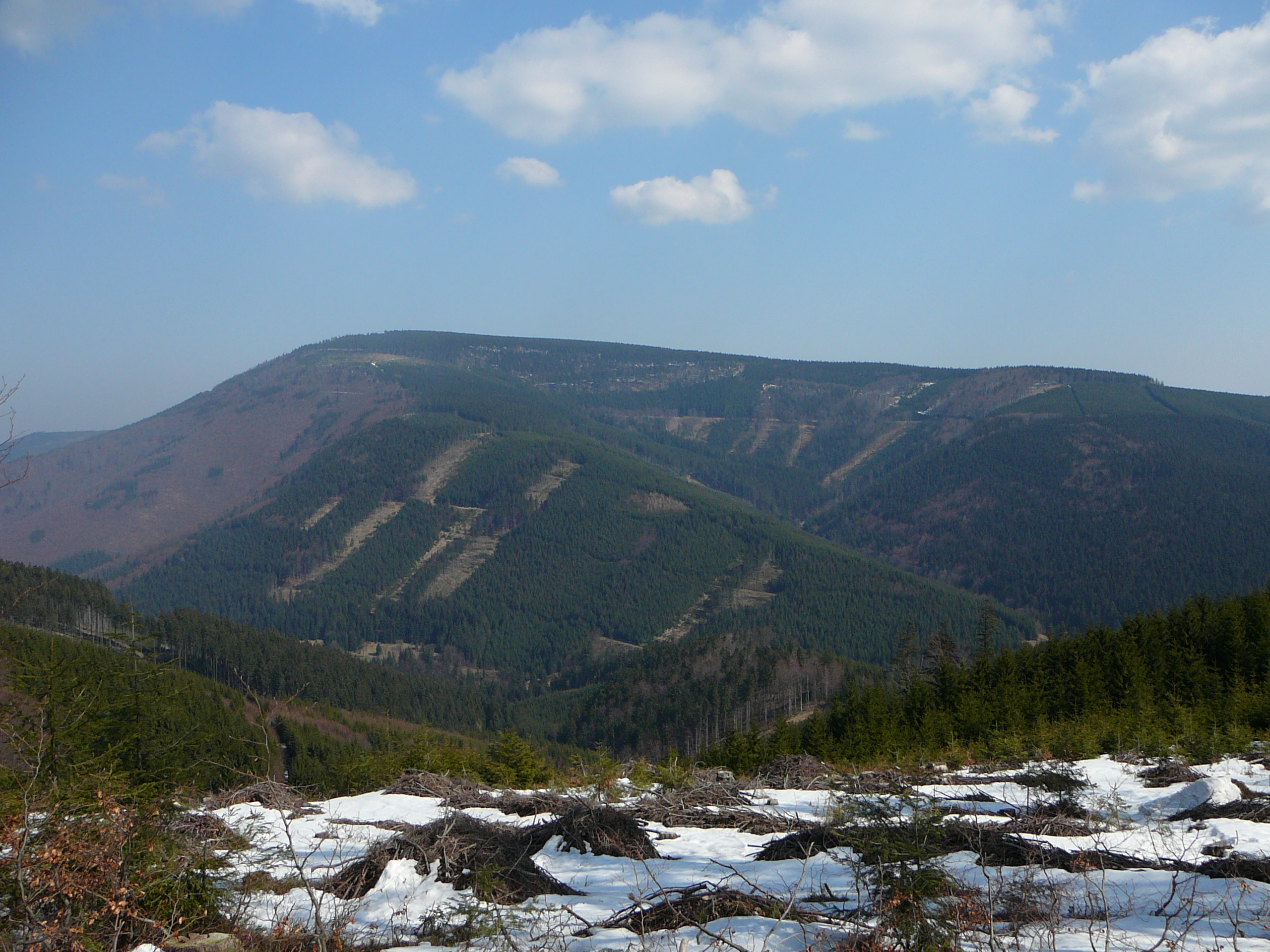
Travný (1204 m)

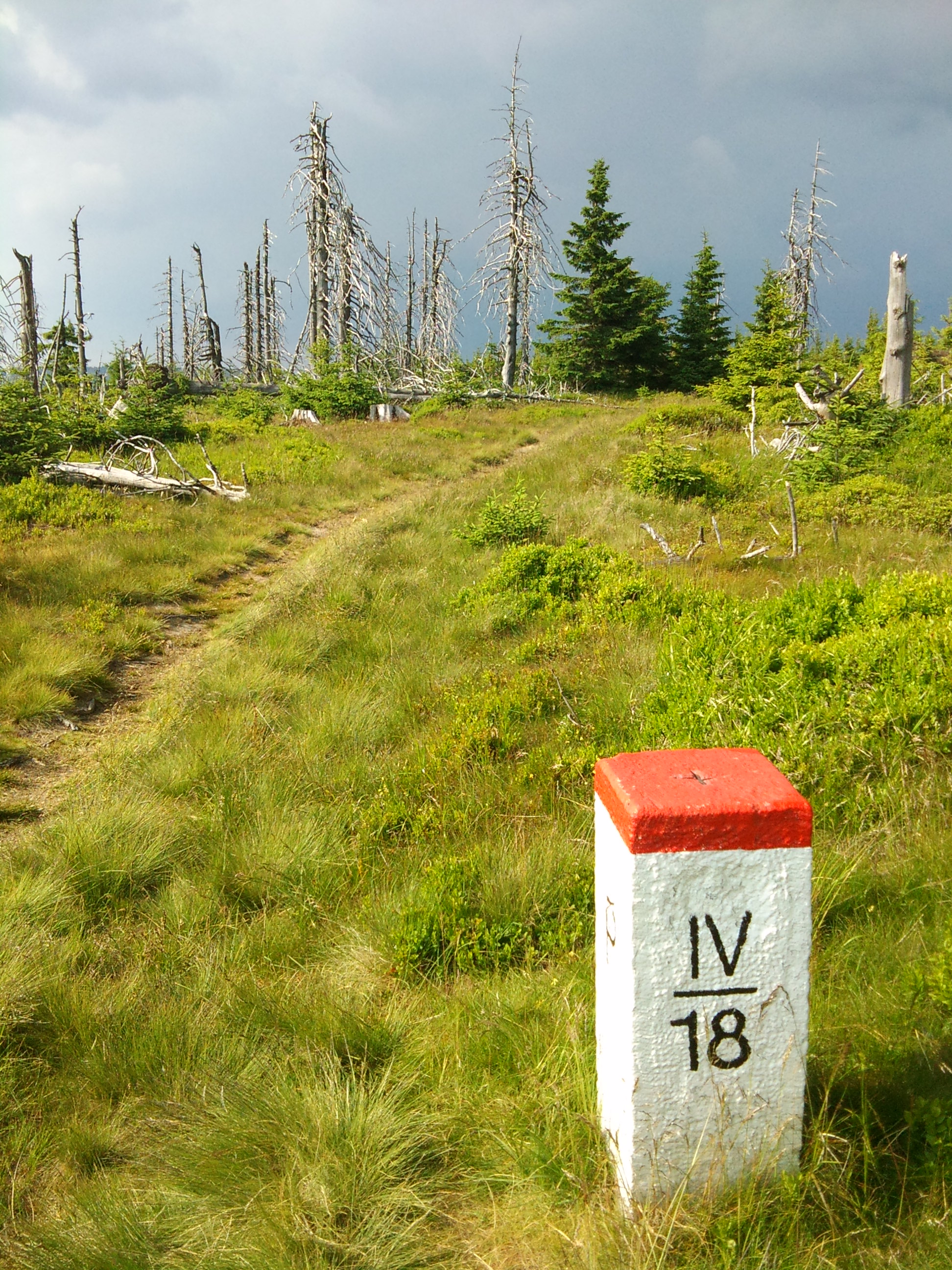
Lysečinská hora (1190 m)

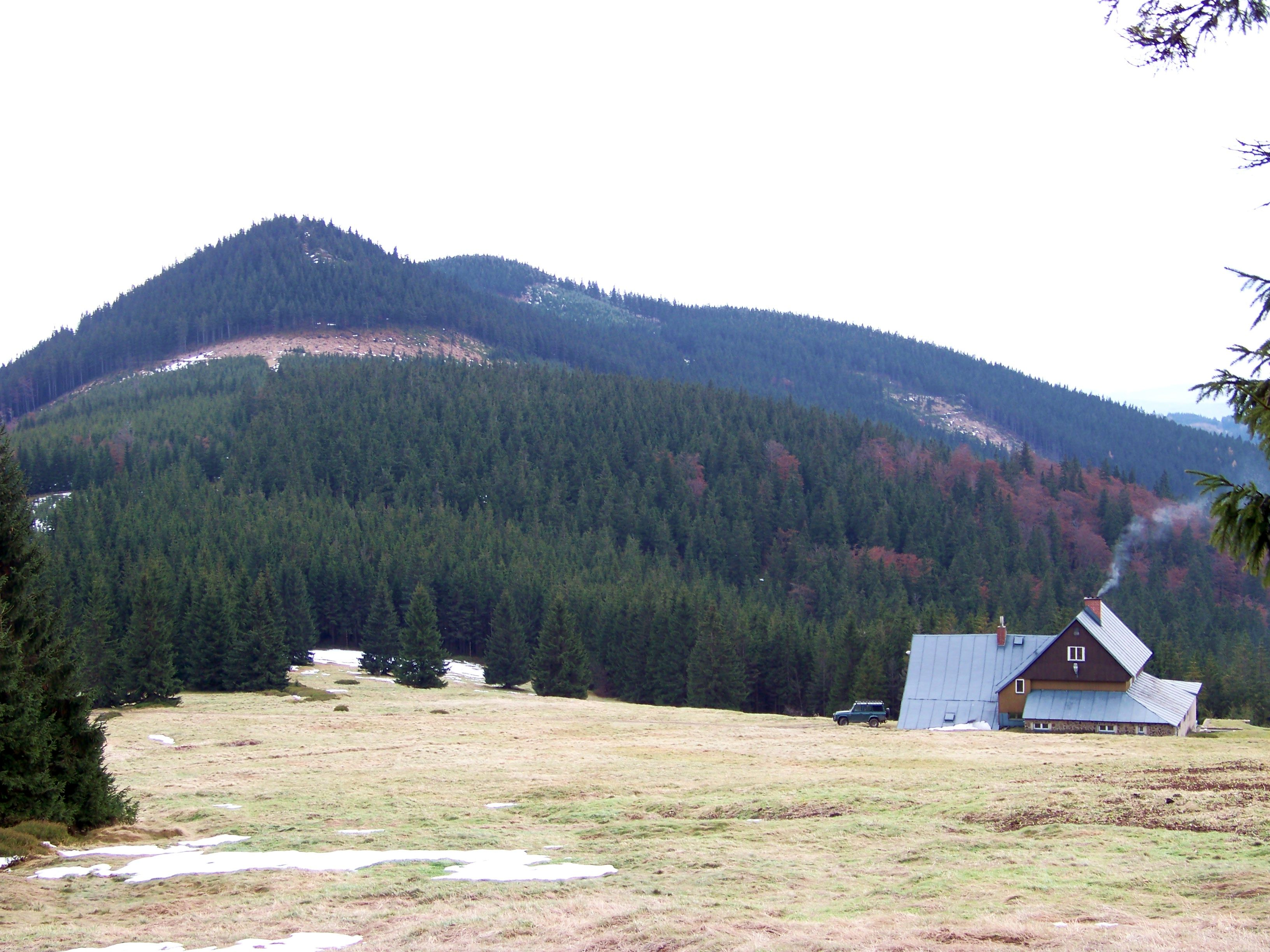
Vlčí hřeben (1140 m)

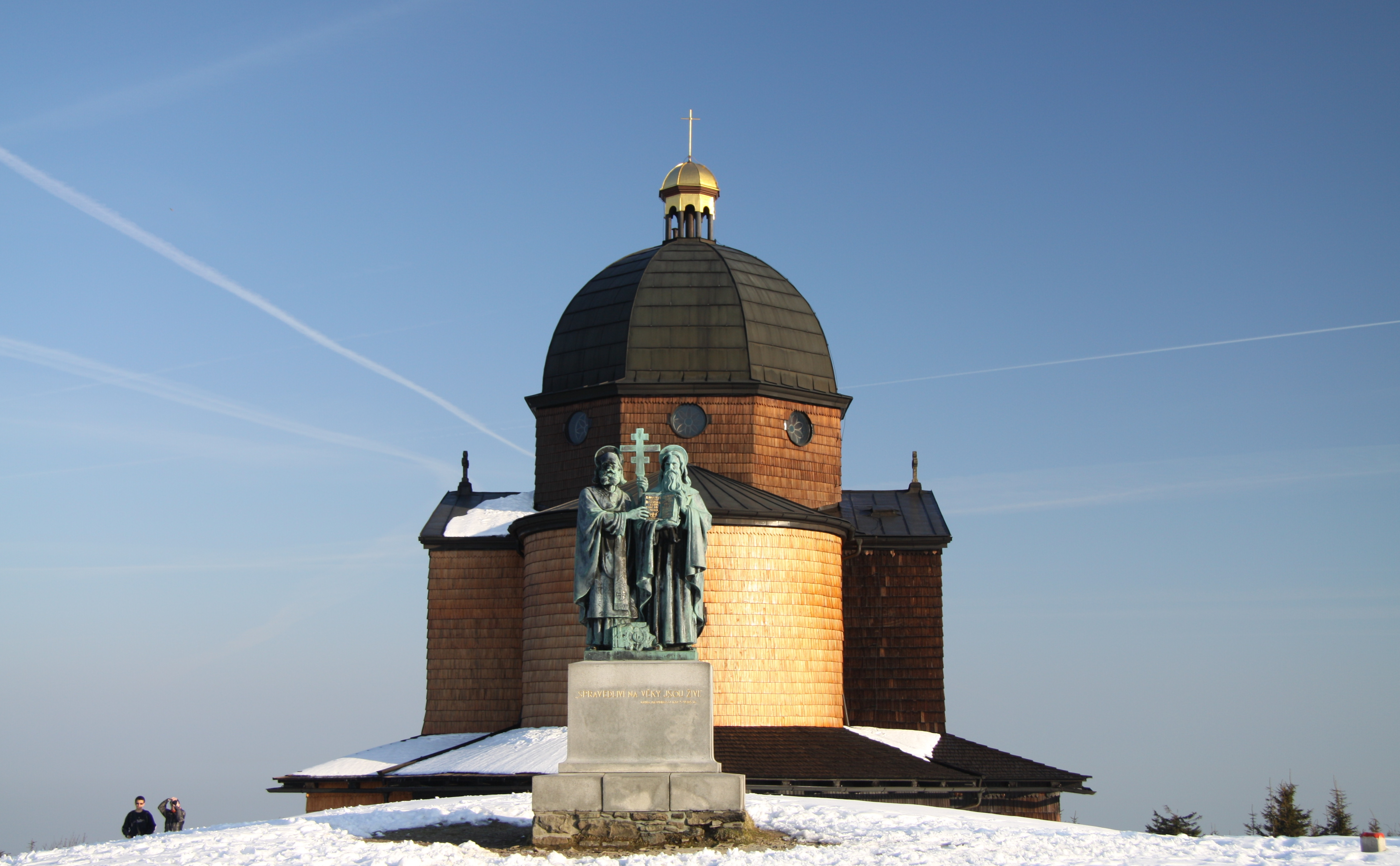
Radhošť (1129 m)

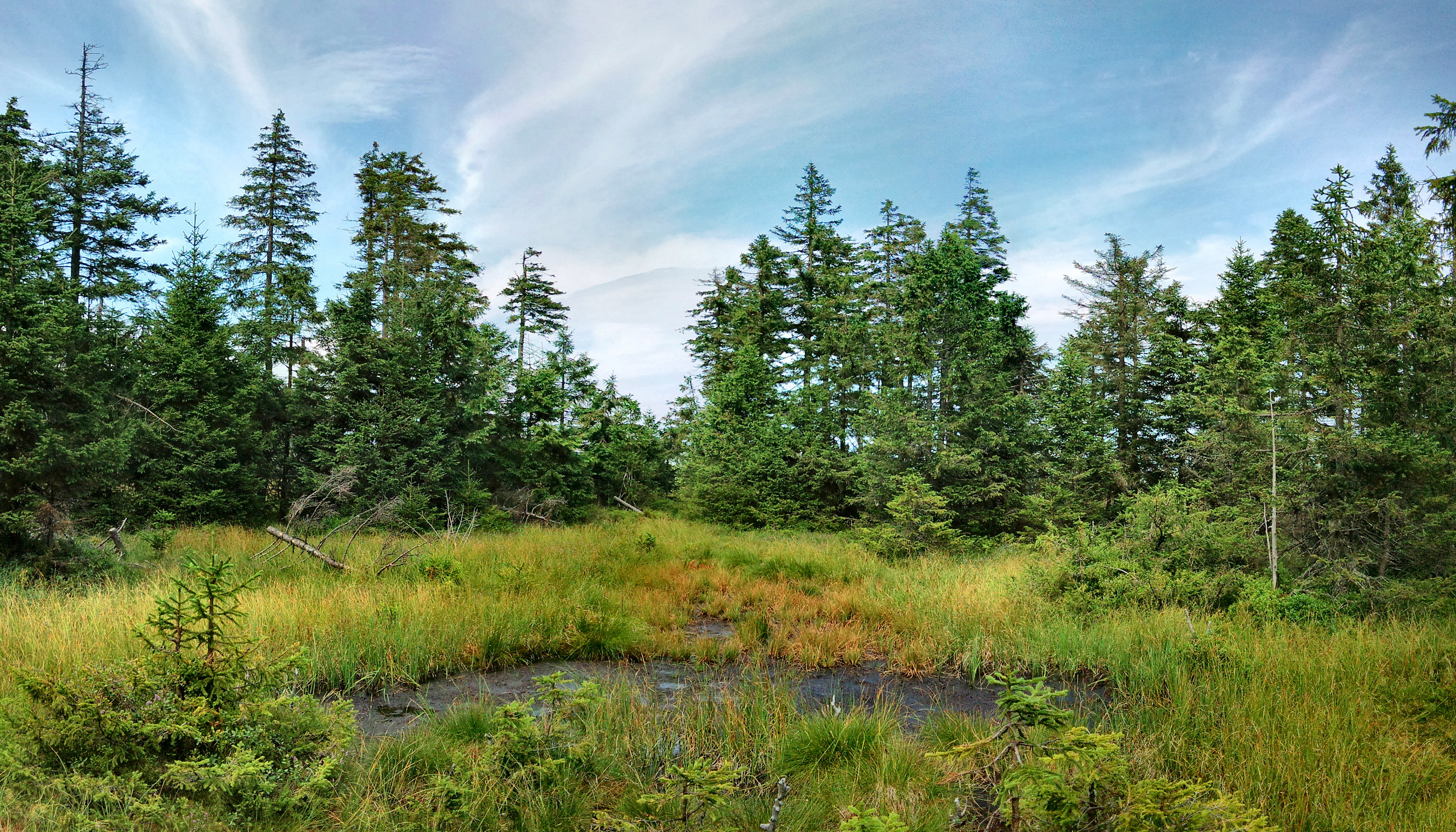
Smrk (1127 m)

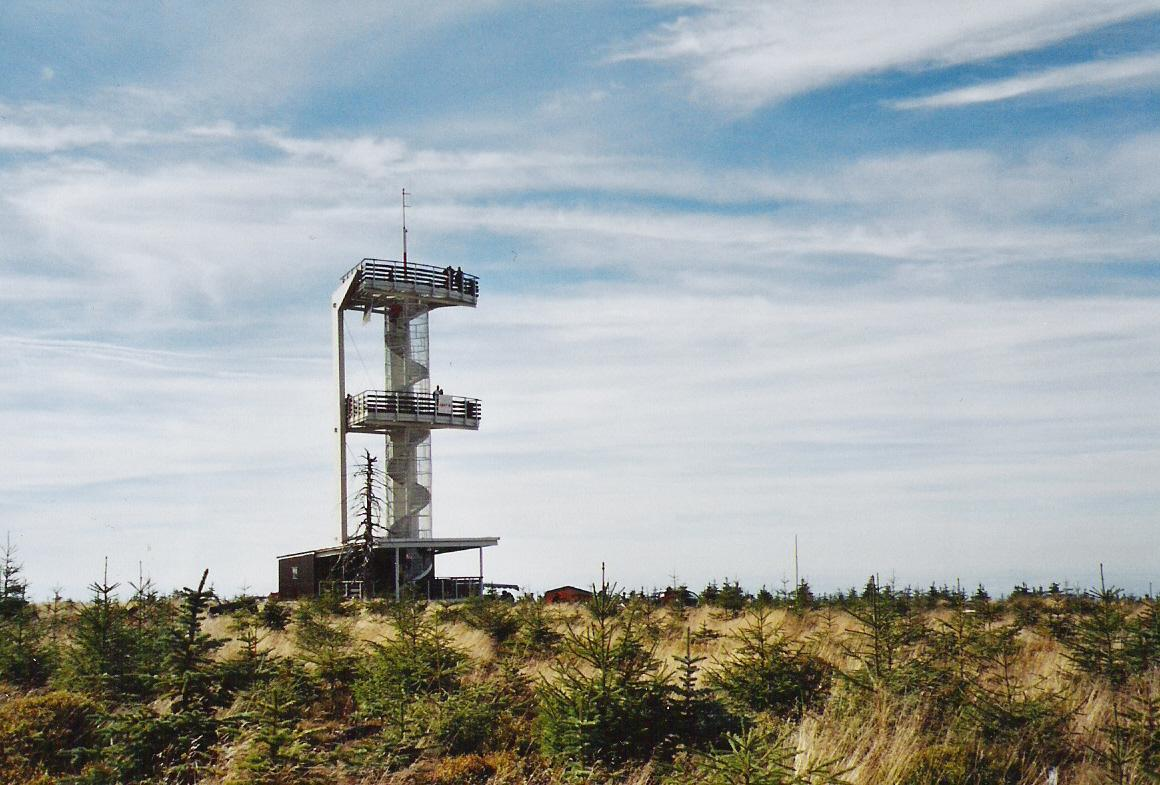
Smrk (1124 m)

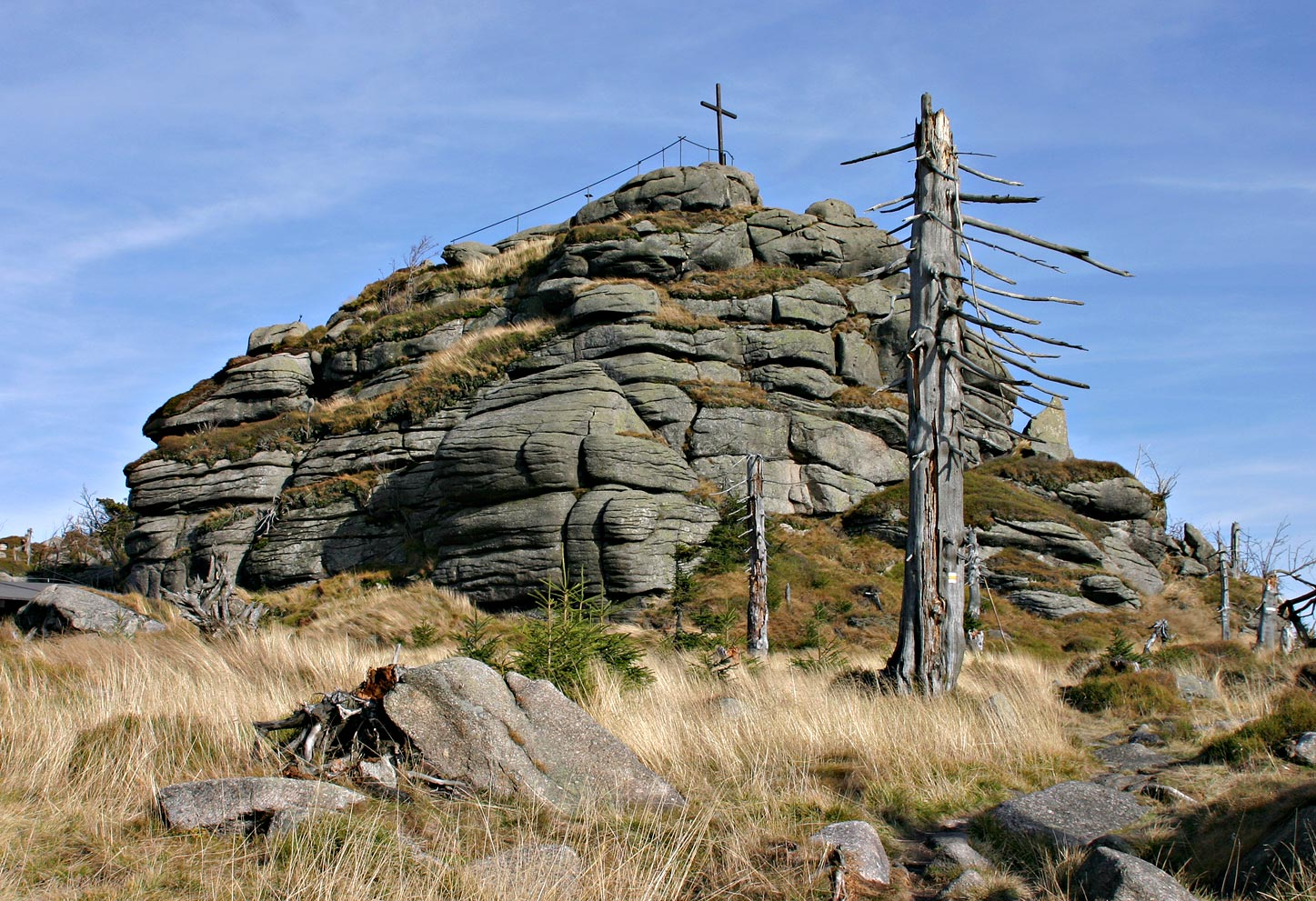
Jizera (1122 m)

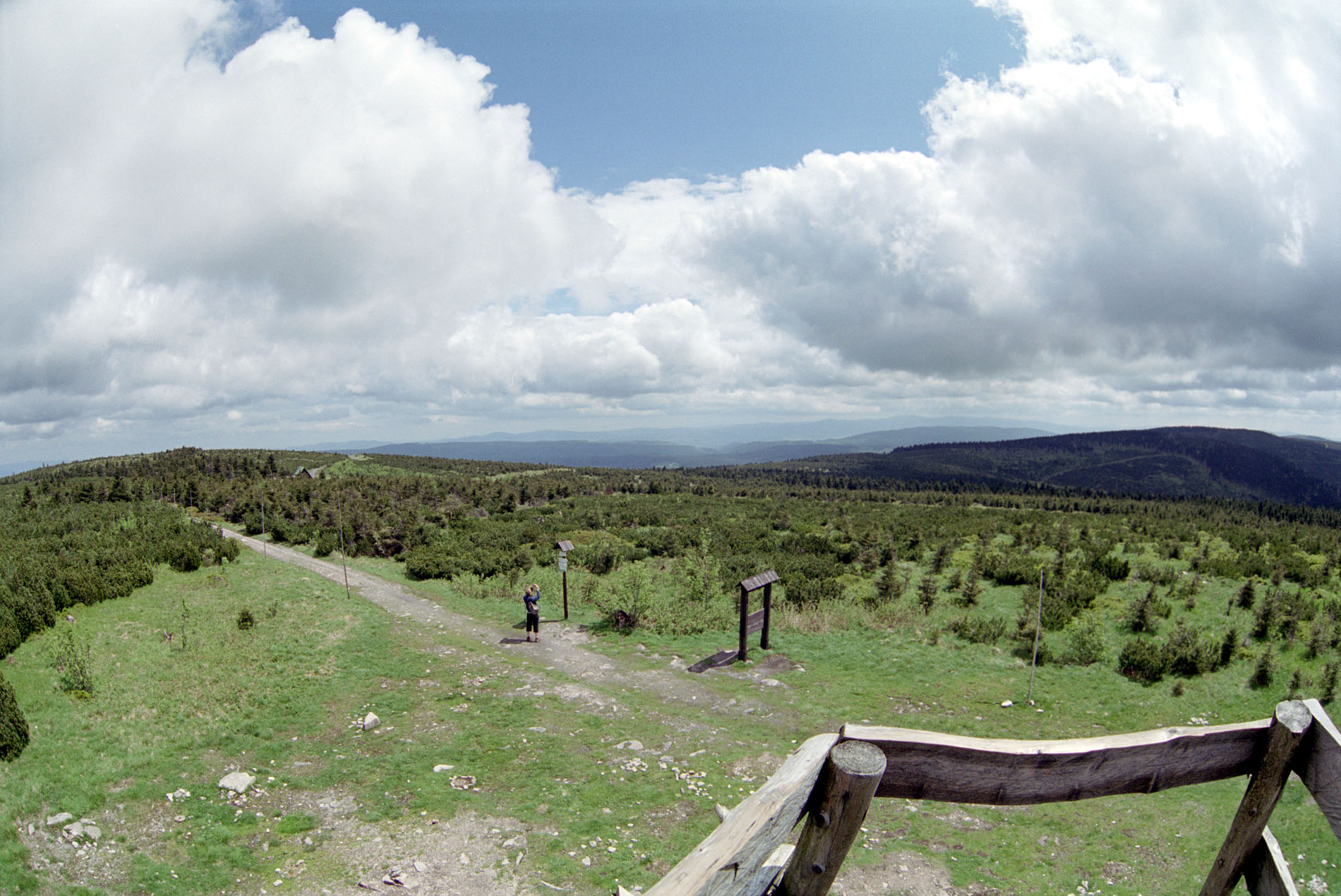
Velká Deštná (1116 m)

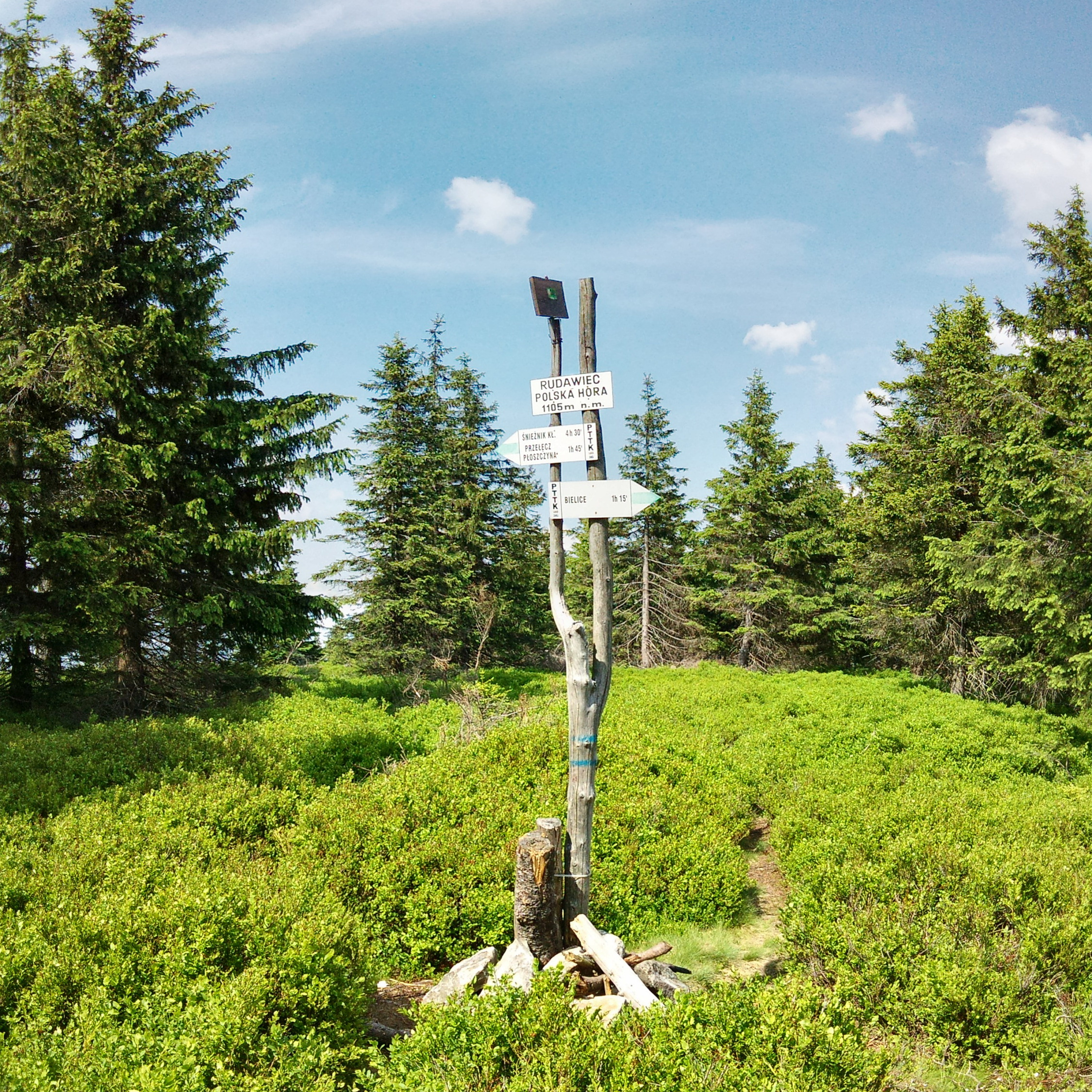
Polská hora (1107 m)

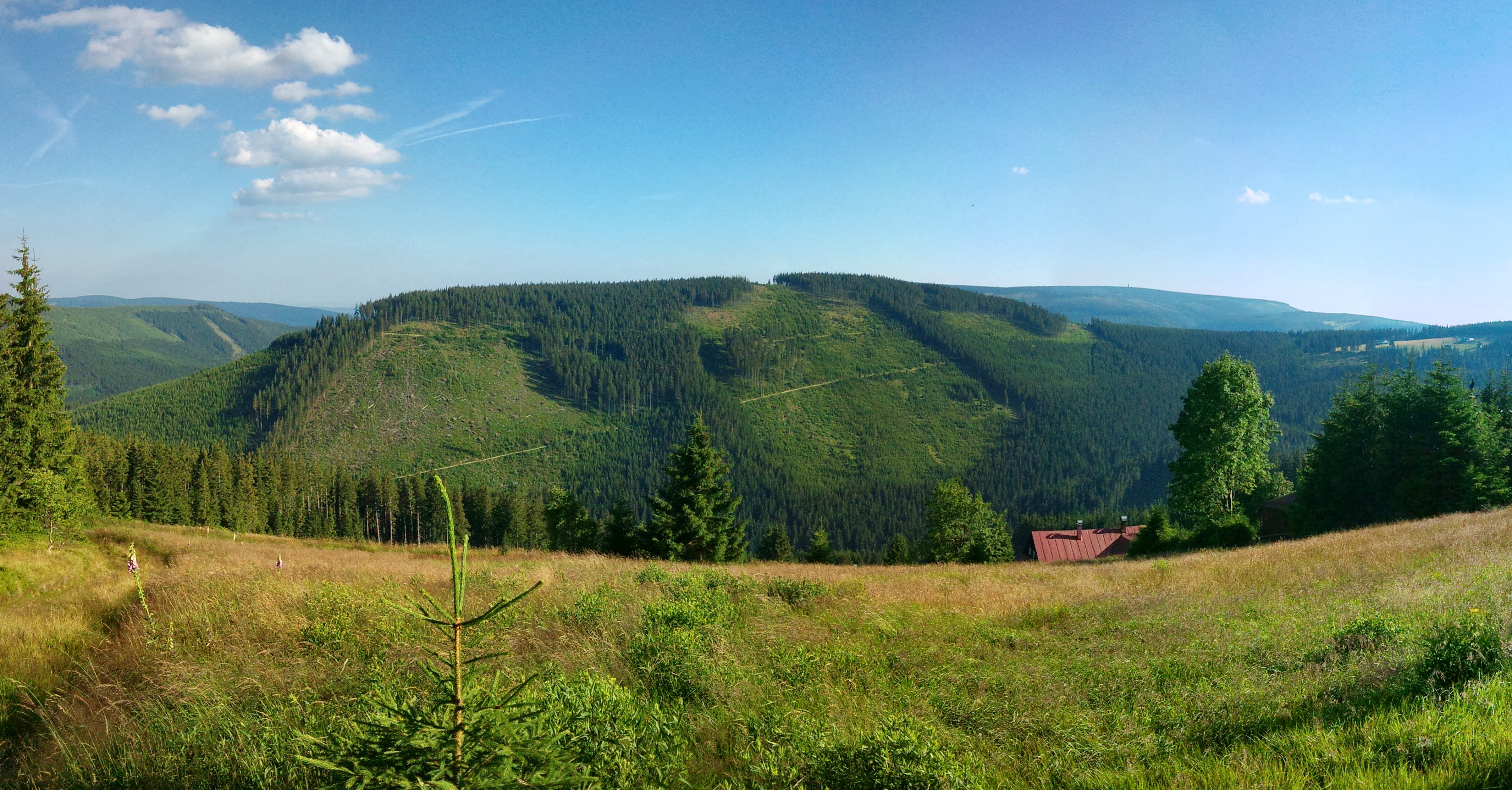
Pěnkavčí vrch (1105 m)

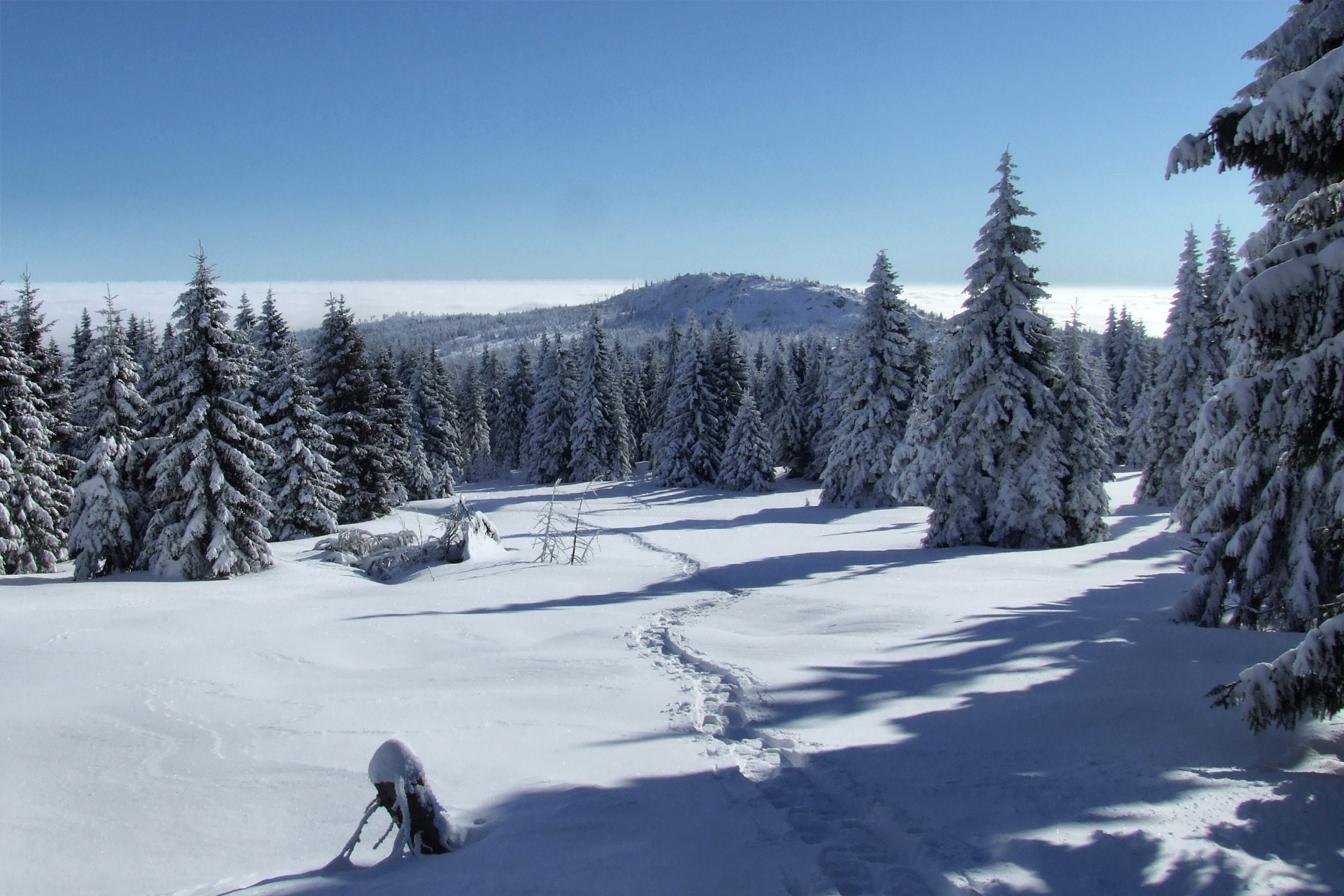
Meluzína (1097 m)

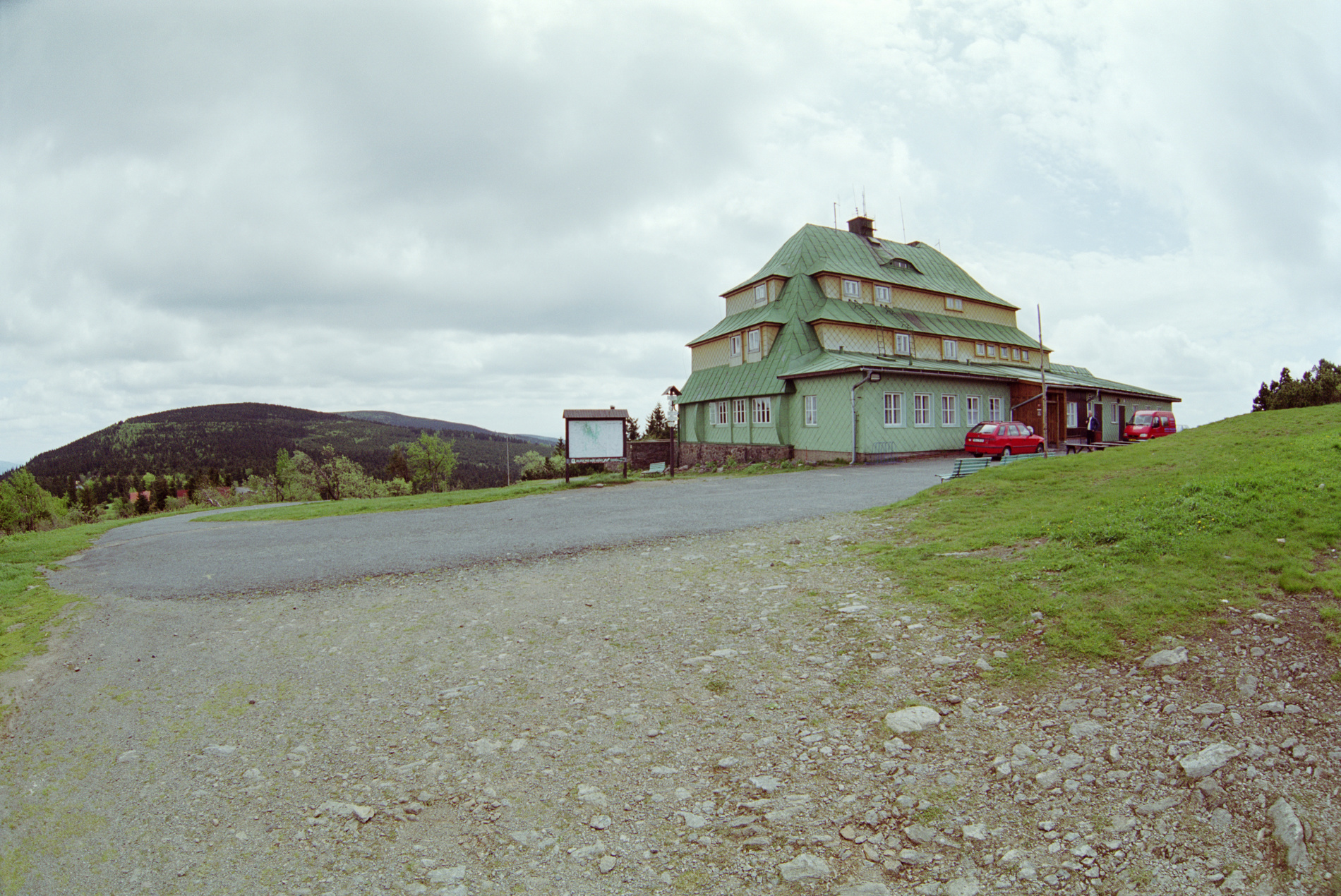
Malá Deštná (1090 m)

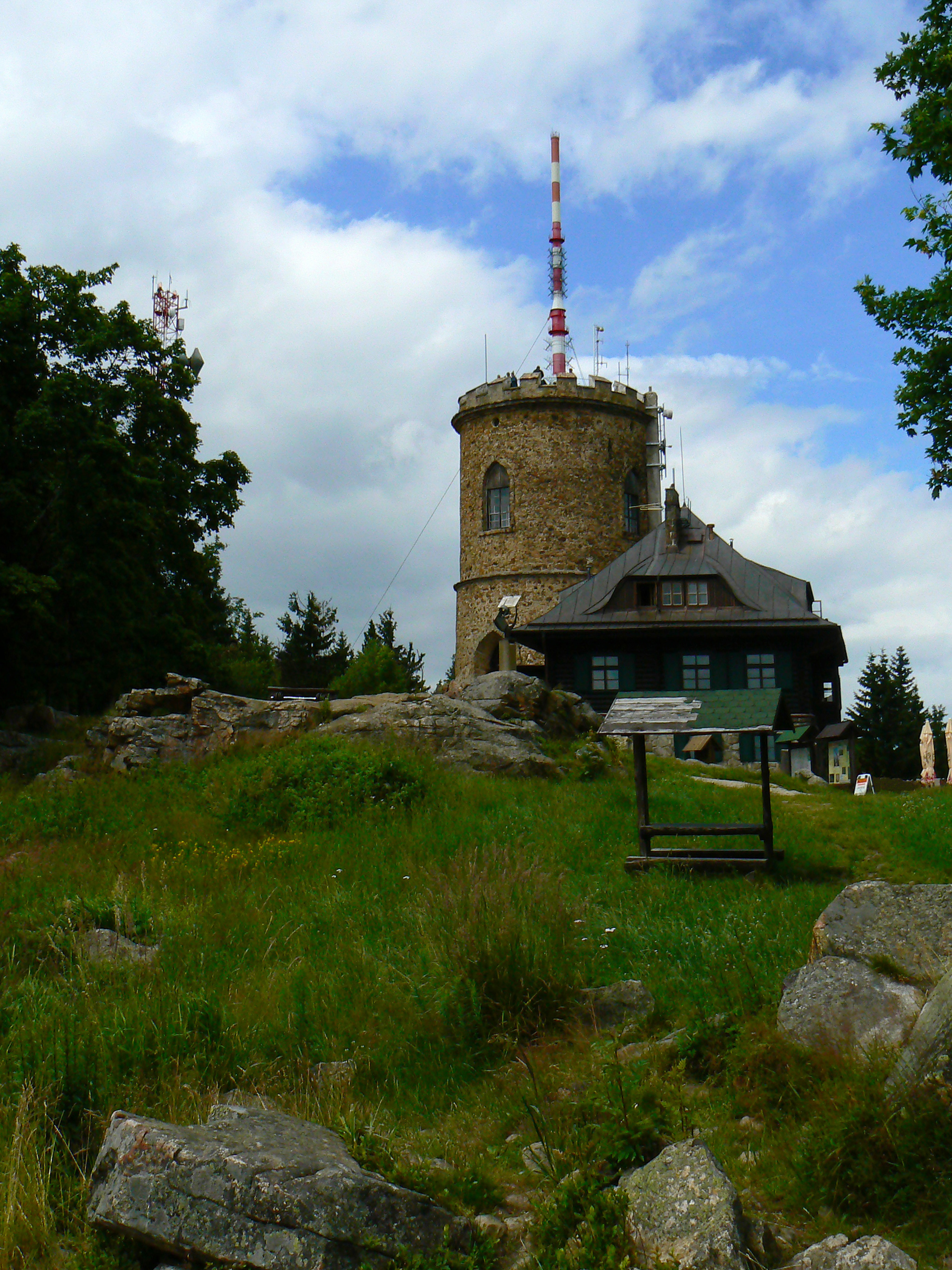
Kleť (1087 m)

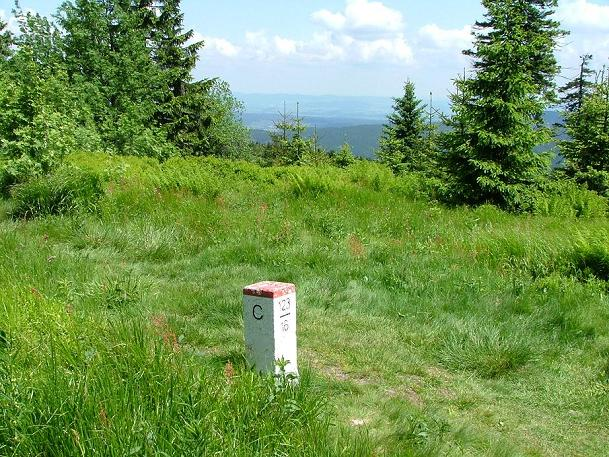
Vrchmezí (1084 m)

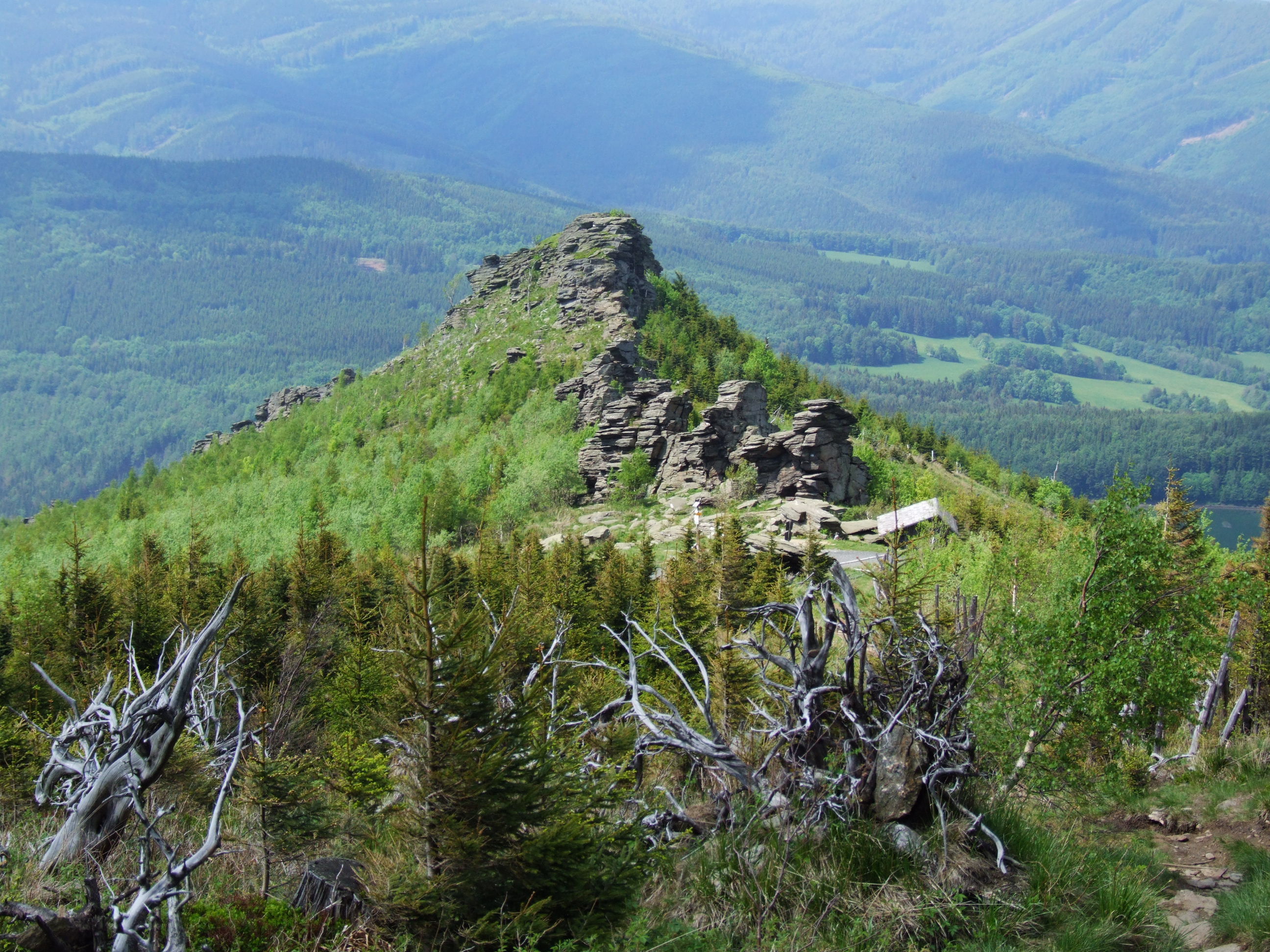
Obří skály (1084 m)

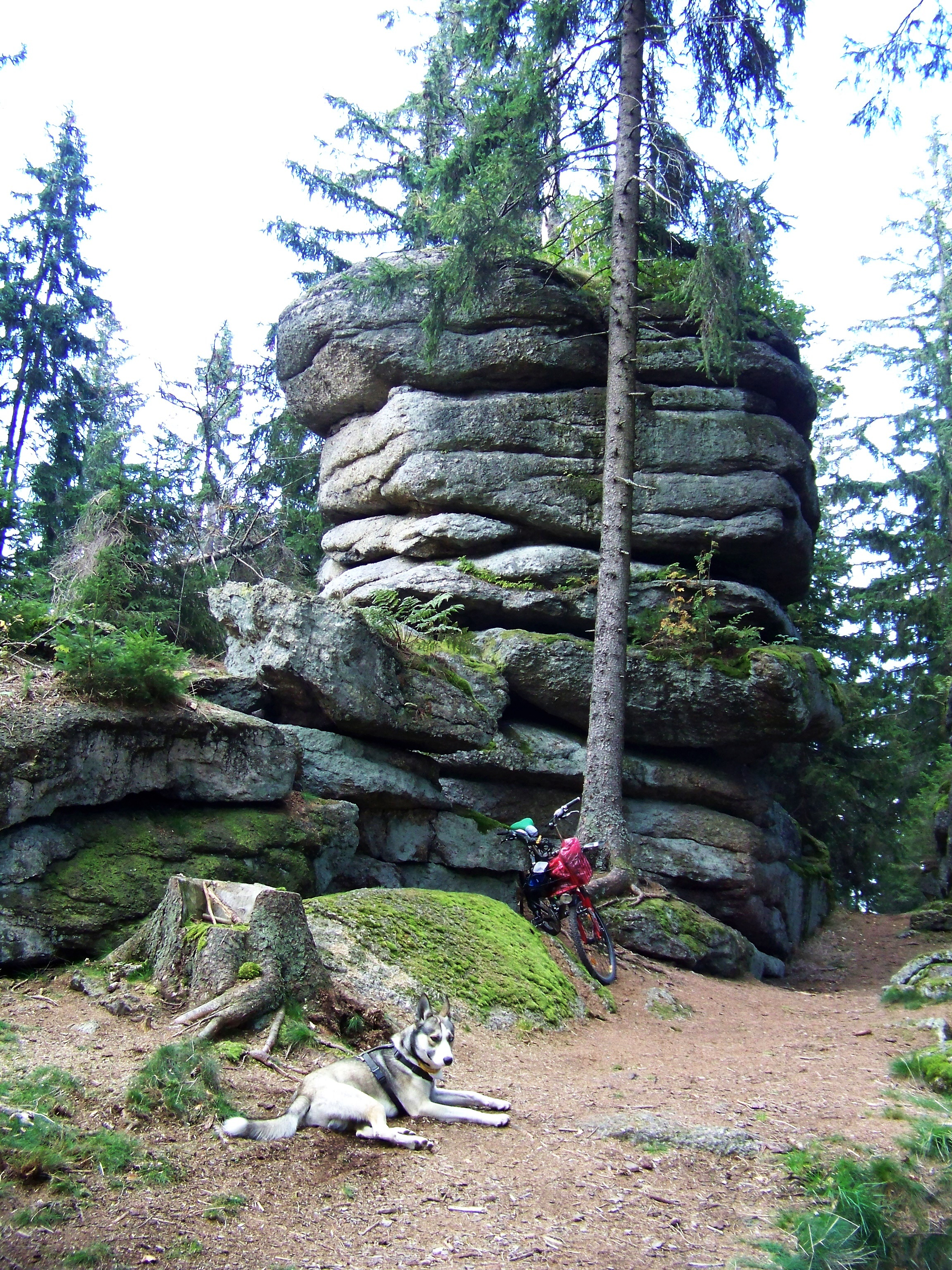
Kamenec (1073 m)

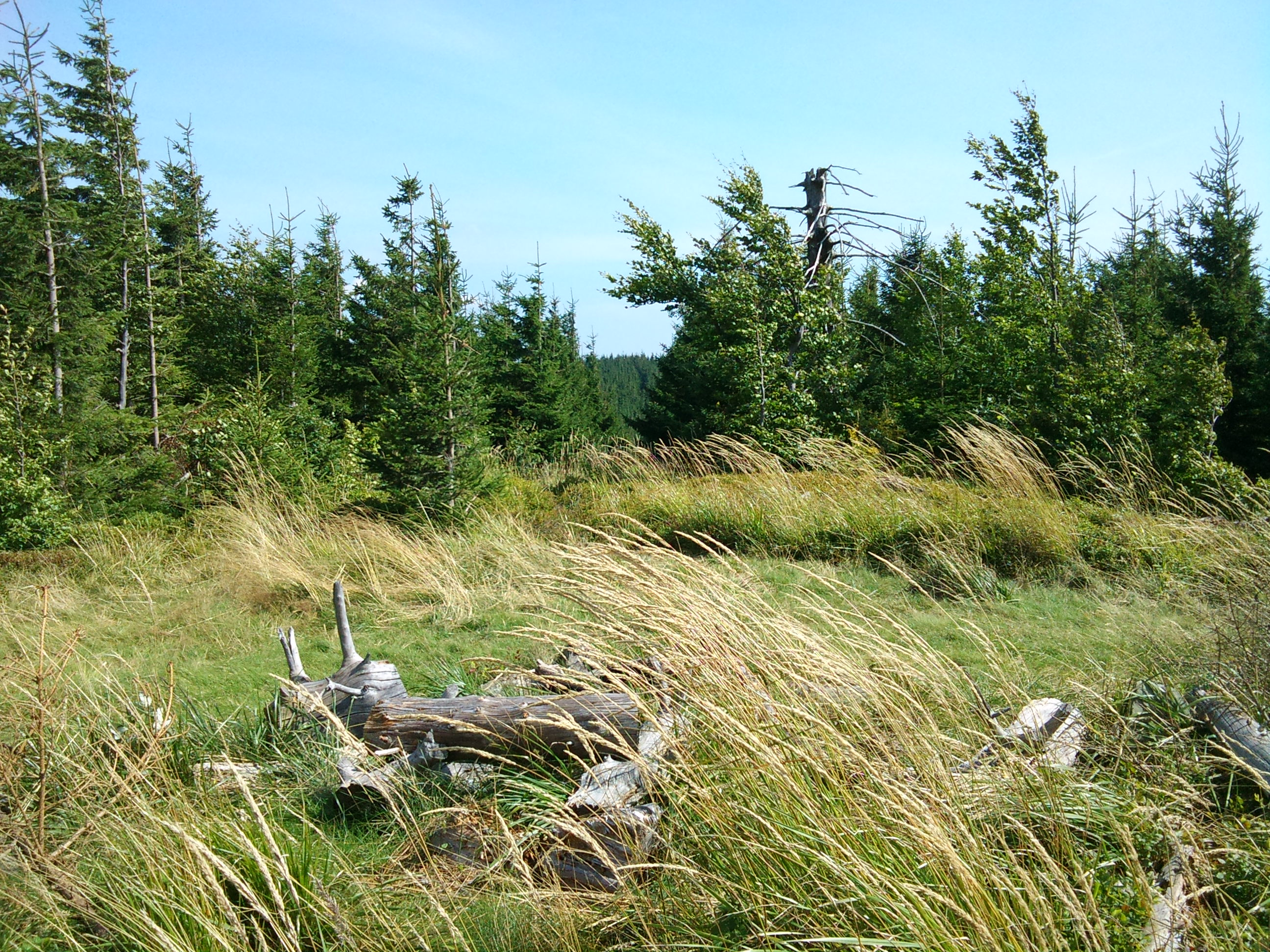
Studený (1042 m)

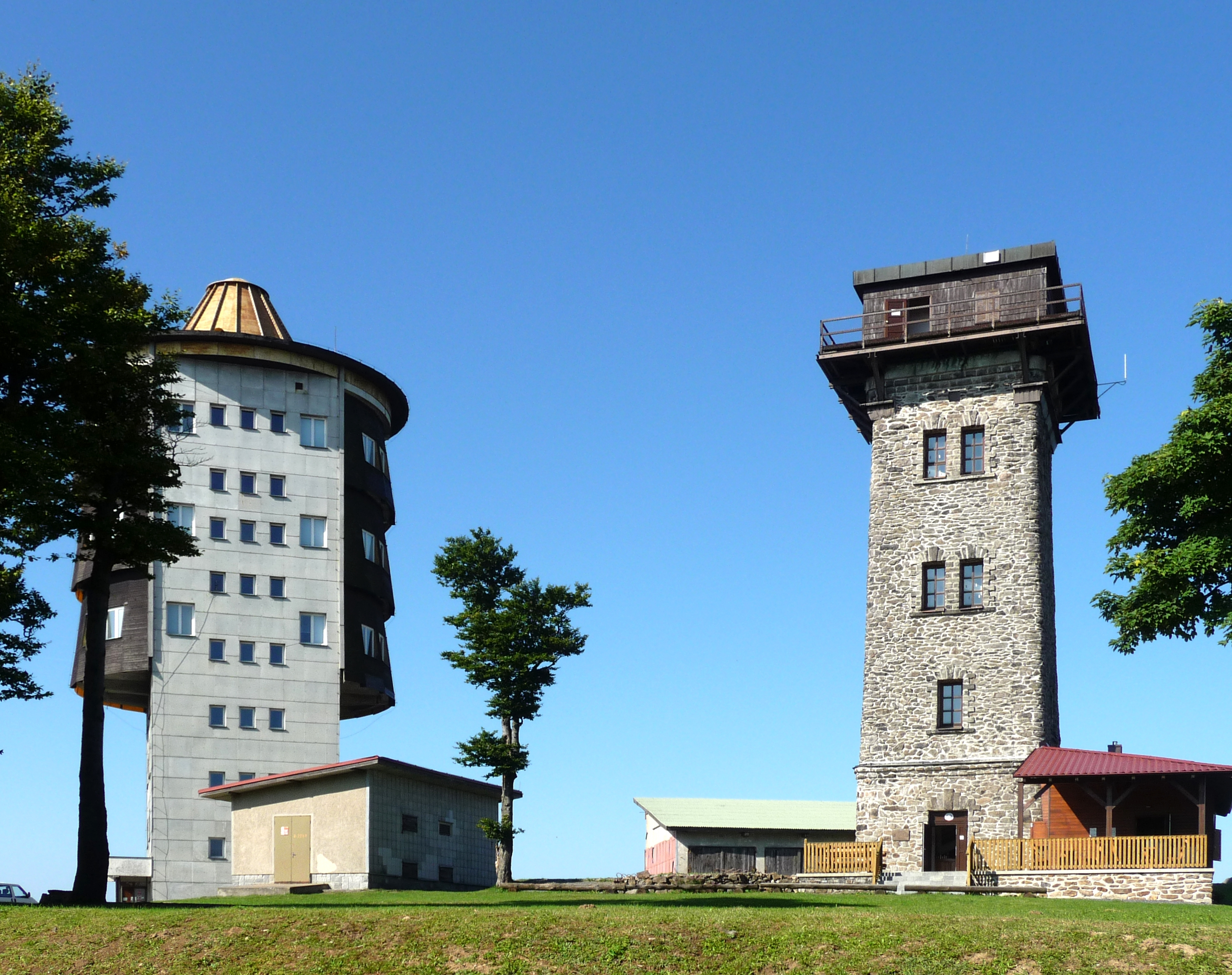
Čerchov (1042 m)

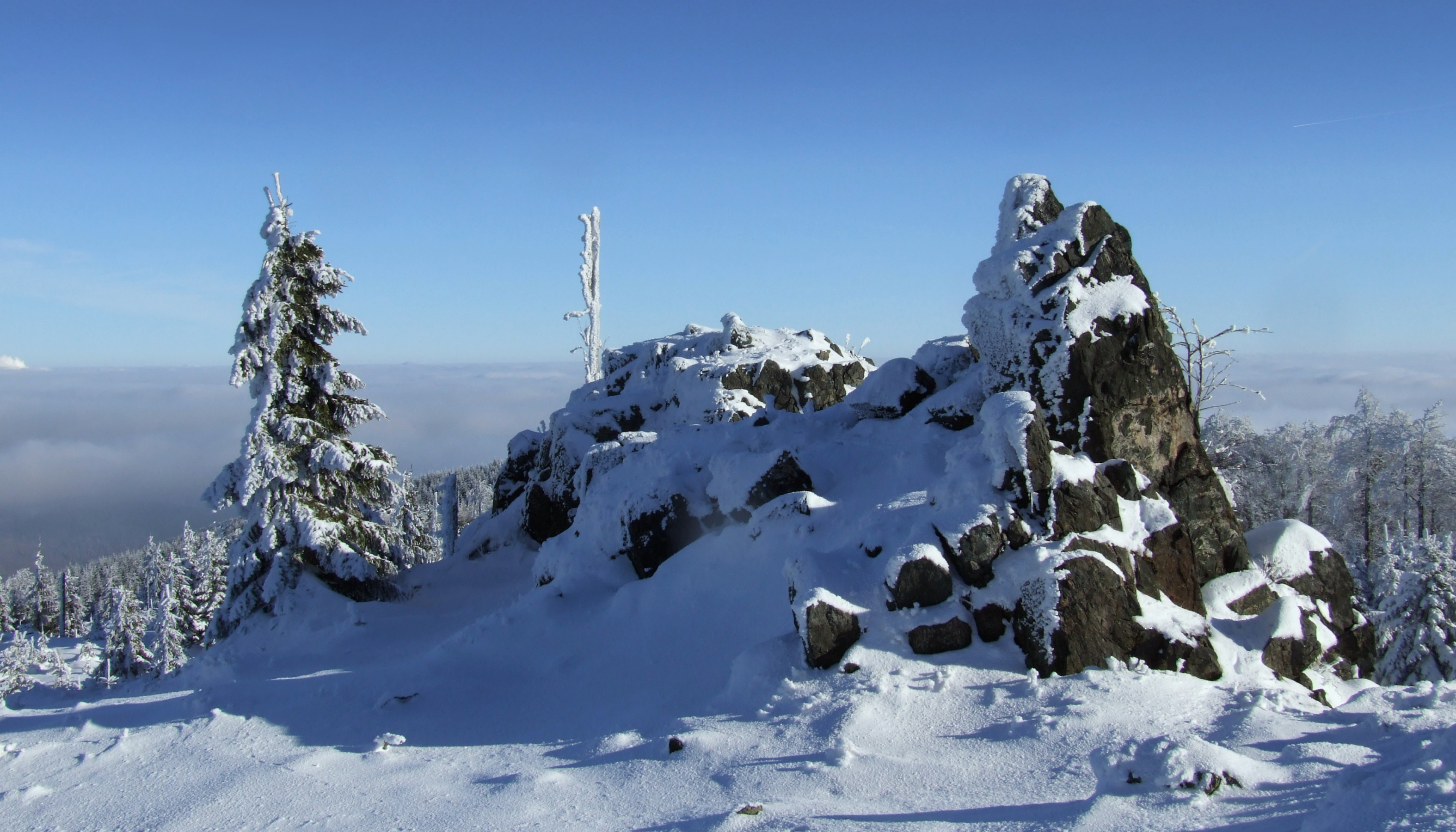
Křížová hora (1027 m)

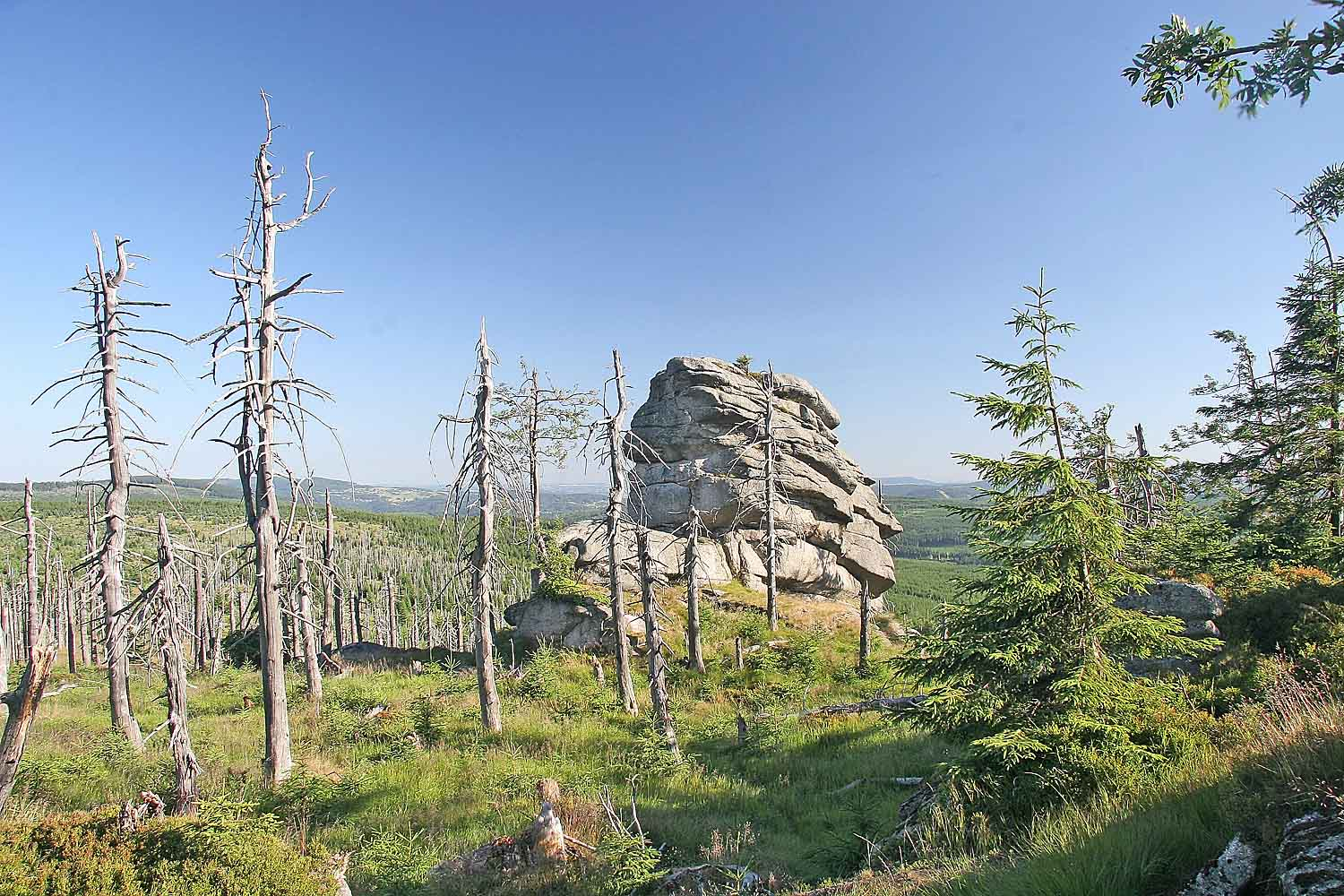
Černý vrch (1026 m)

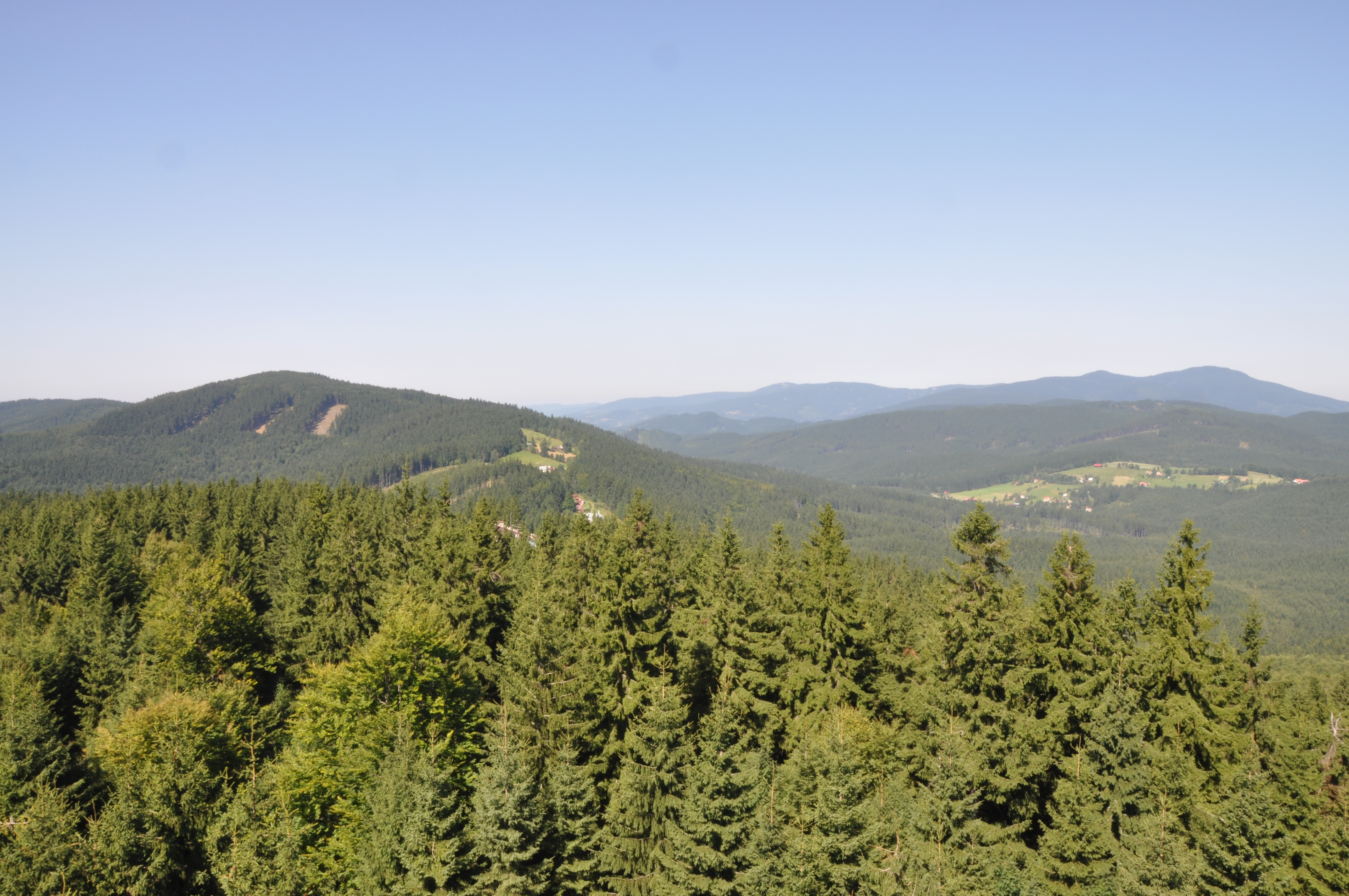
Vysoká (1024 m)

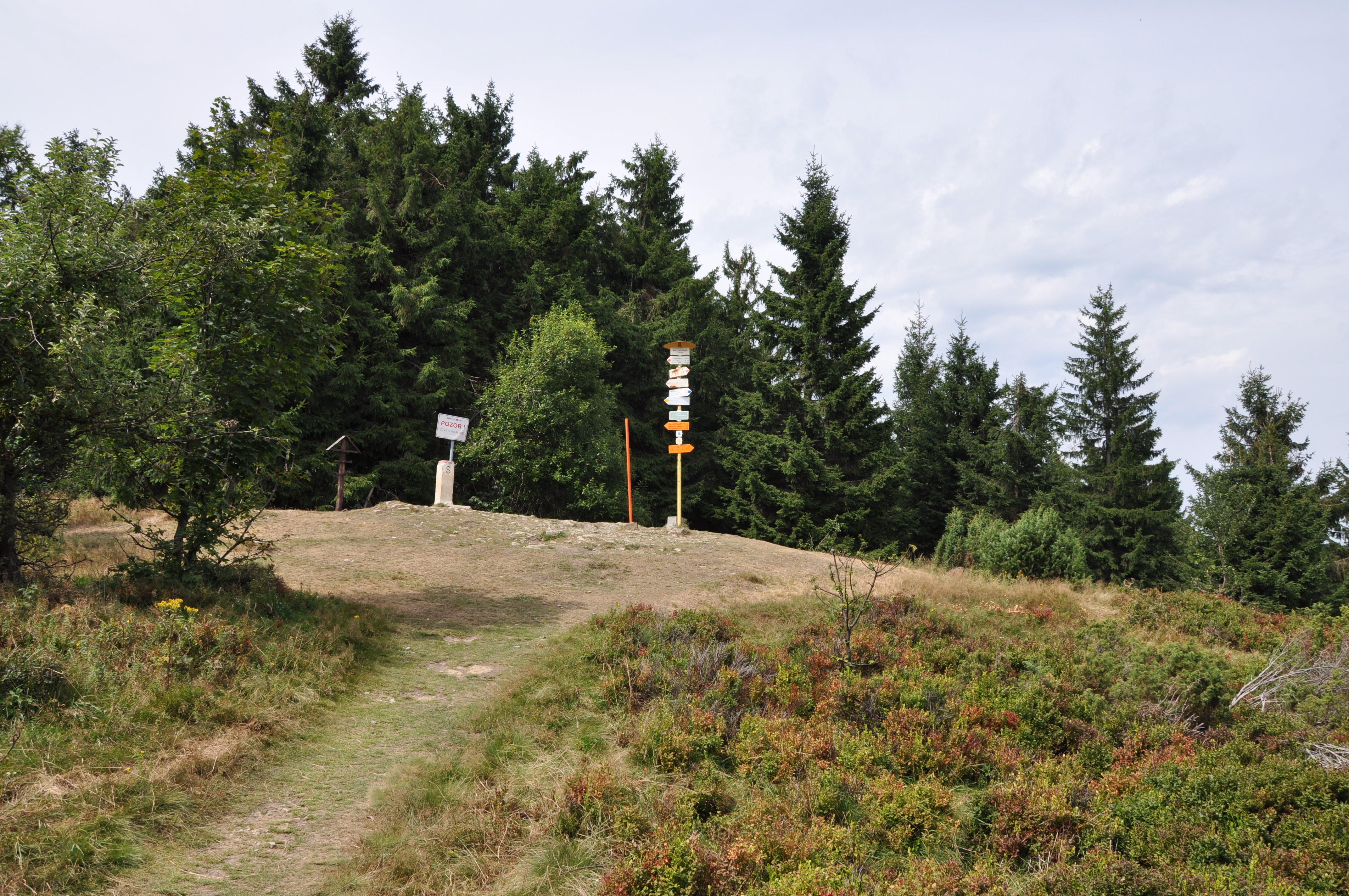
Malý Javorník (1019 m)

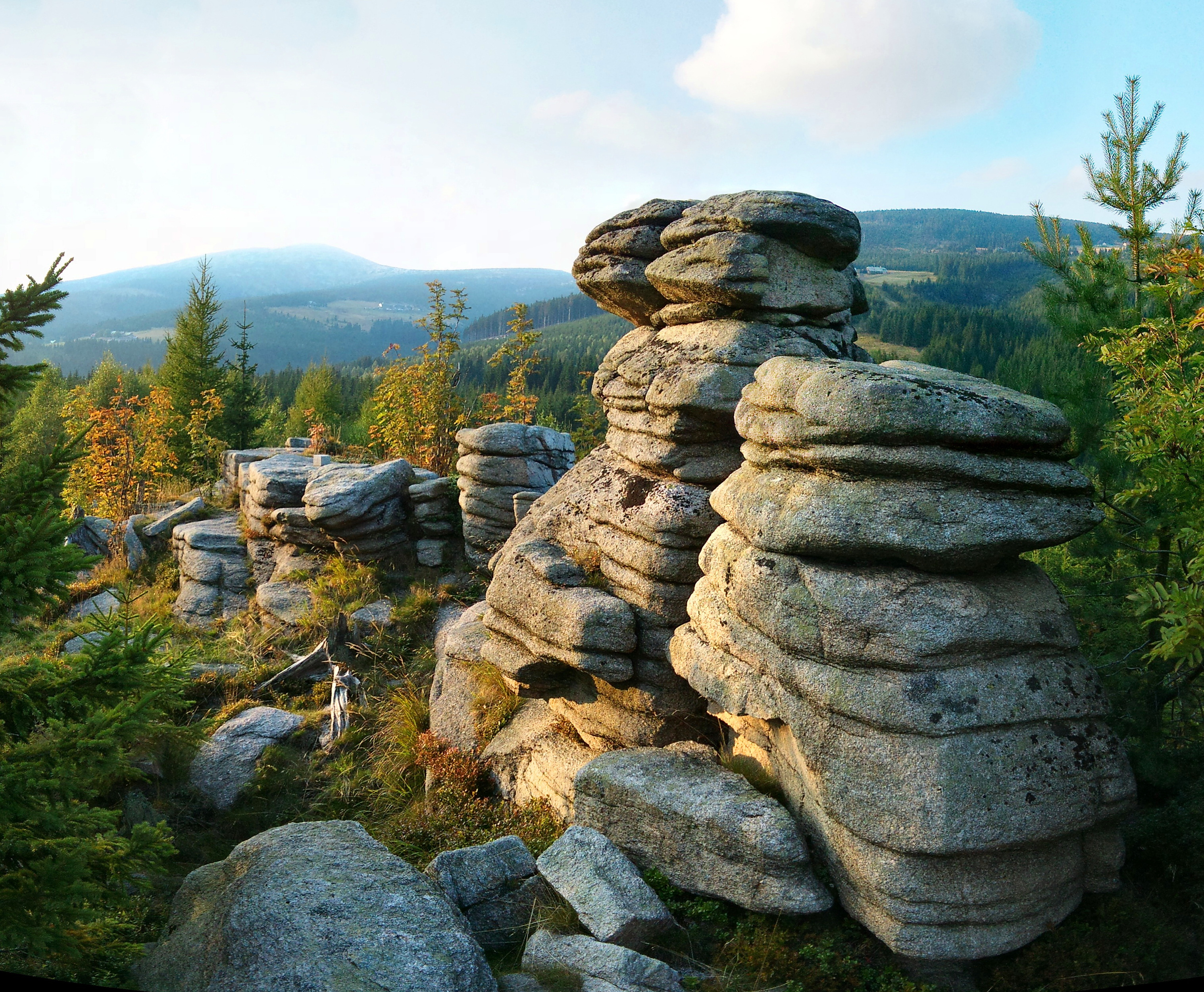
Pevnost (1014 m)

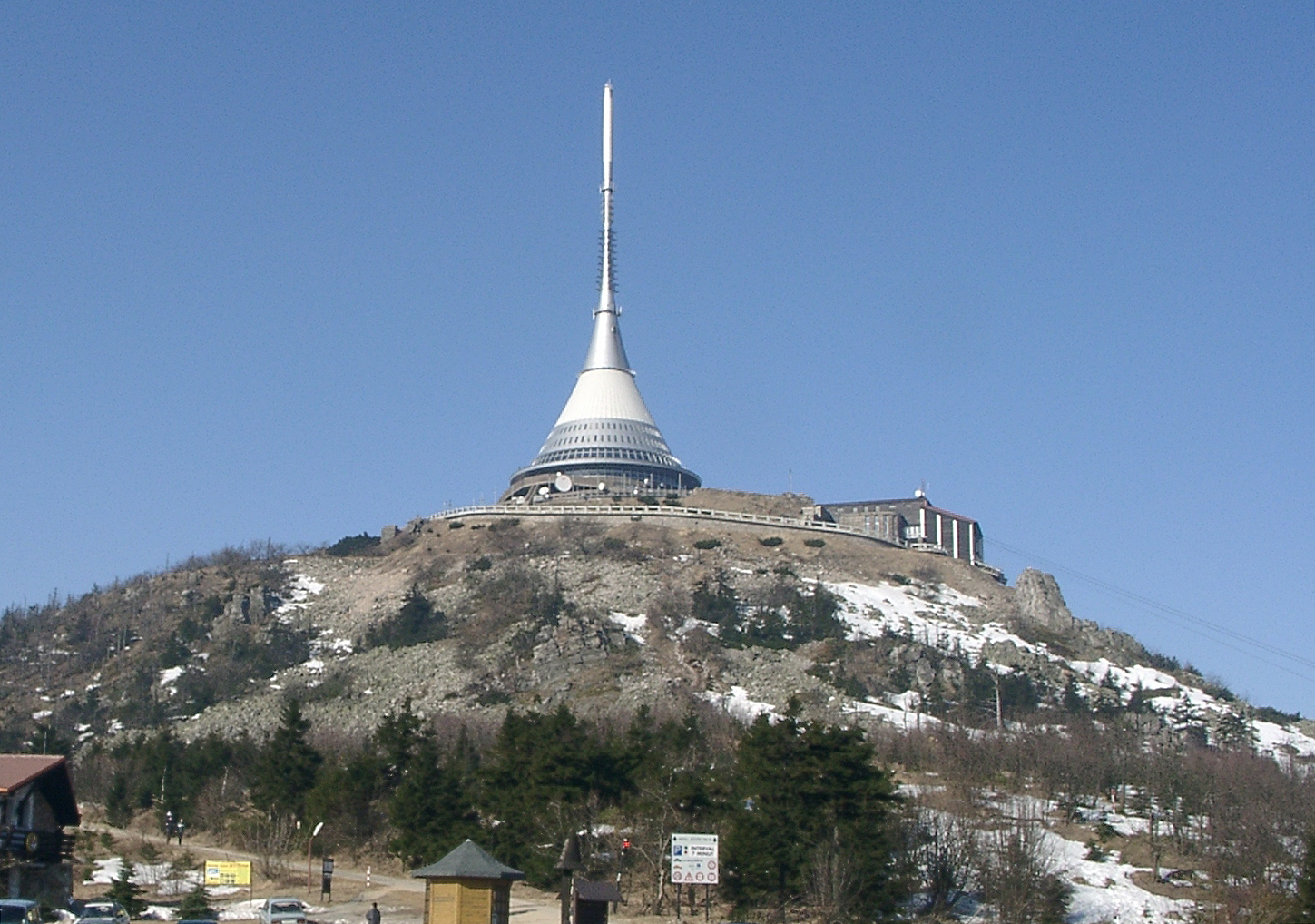
Ještěd (1012 m)

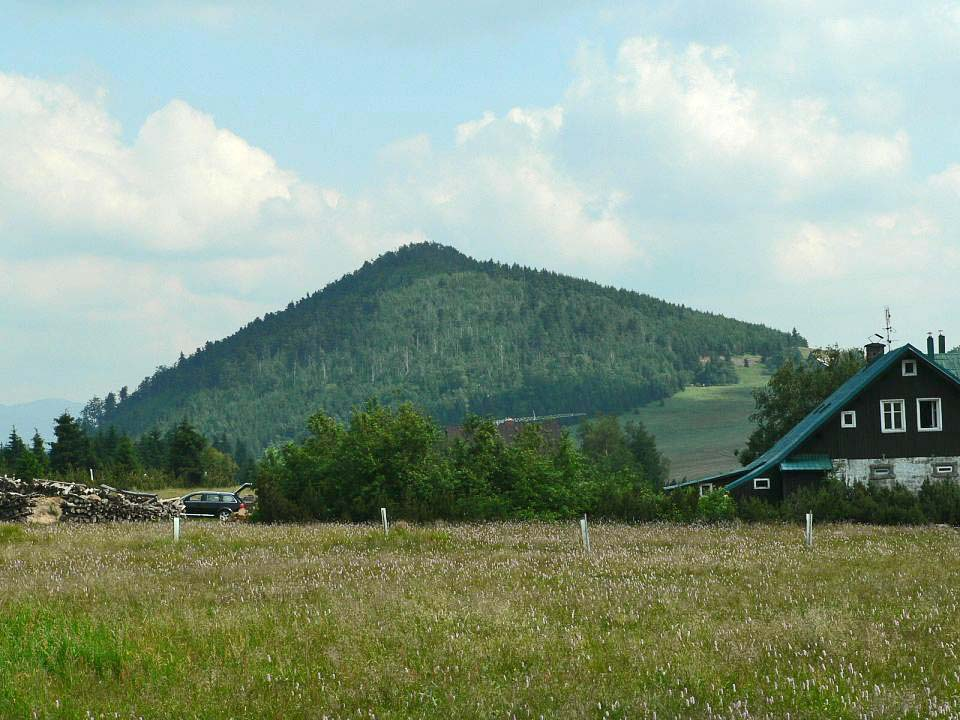
Bukovec (1005 m)

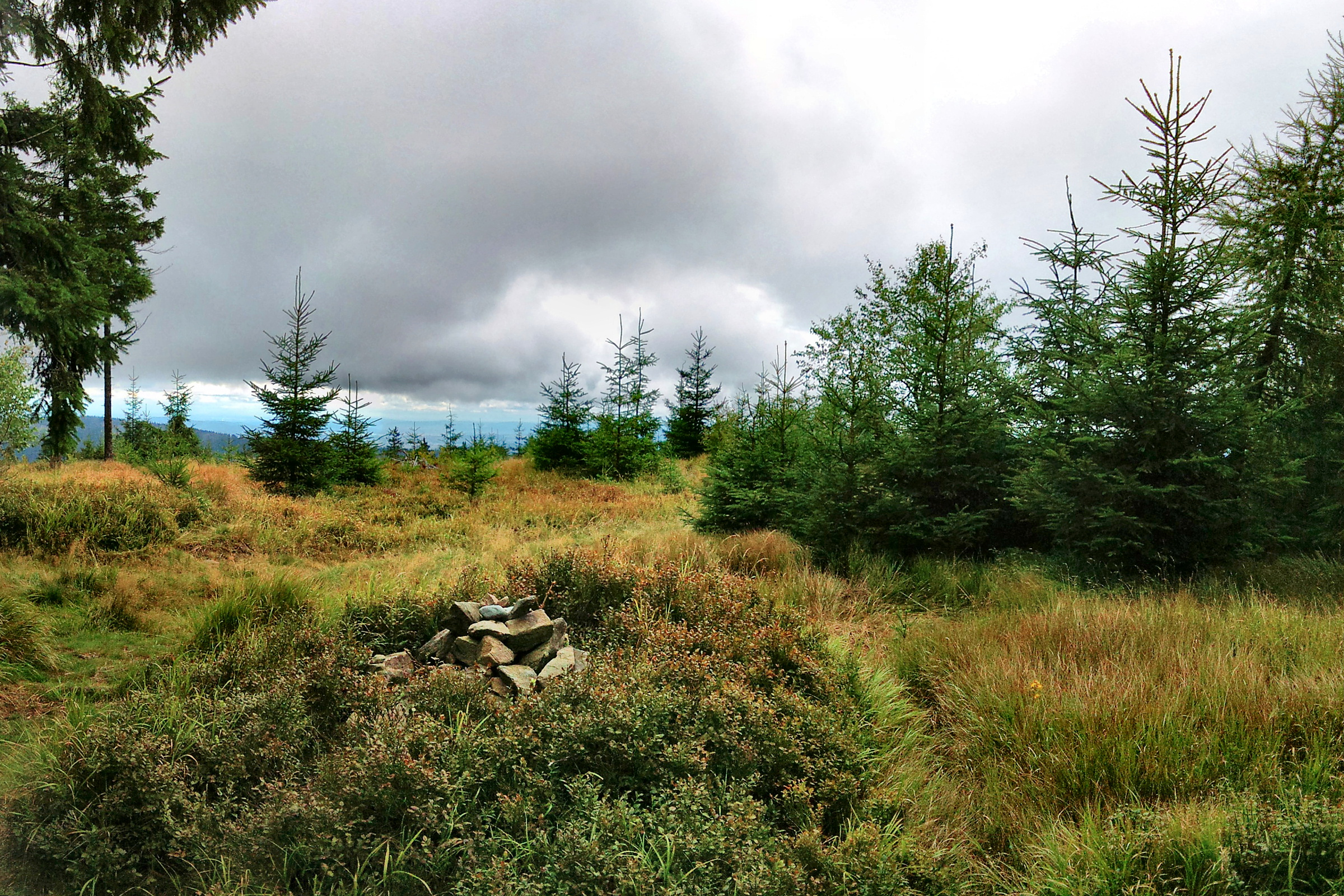
Jeřáb (1003 m)

Seznam tisícovek v Česku obsahuje všechny české tisícovky, tj. hory vyšší než 1000 m n. m., s prominencí vyšší než 15 metrů (převýšení od sedla s nejbližší vyšší tisícovkou) a vzdáleností od nejbližší tisícovky vyšší než 400 metrů. Vrcholy jsou rozdělené podle geomorfologických celků (pohoří) a setříděné (a očíslované) podle výšky. Údaje jsou čerpány z map Zeměměřického úřadu dostupných v Geoprohlížeči a z mapové aplikace Mapy.cz.
Seznam obsahuje i všechny vedlejší vrcholy, pro které platí minimální prominence 5 metrů a vzdálenost od nejbližší tisícovky 200 metrů. Vedlejší vrcholy se nečíslují. Přístupnost se vztahuje k vlastnímu vrcholu. Pokud je např. vrchol na území NPR a značená cesta ho míjí, tak je označený jako nepřístupný.
Poznámka: Tisícovky z toho seznamu lze zobrazit i na automaticky generované interaktivní mapě tisícovek (viz externí odkaz níže).
| #    | m    | Název vrcholu             | Pohoří                      | Souřadnice                                       | Poznámka                                                                                               | Přístup |
| ---- | ---- | ------------------------- | --------------------------- | ------------------------------------------------ | --- | ------- |
| 1.   | 1603 | Sněžka                    | Krkonoše                    | 50°44′10″ s. š., 15°44′25″ v. d.                 | nejvyšší hora Česka a pohoří, vrchol v Polsku; na vrcholu kaple, Česká poštovna, Polská bouda, lanovka | ano     |
| 2.   | 1556 | Luční hora                | Krkonoše                    | 50°43′40″ s. š., 15°40′57″ v. d.                 | nejvyšší hora ležící uvnitř území Česka (tj. mimo hranici)                                             | ne      |
| 3.   | 1555 | Studniční hora            | Krkonoše                    | 50°43′37″ s. š., 15°42′22″ v. d.                 | je o 55 cm nižší než Luční hora                                                                        | ne      |
| 4.   | 1510 | Vysoké kolo               | Krkonoše                    | 50°46′37″ s. š., 15°34′04″ v. d.                 | nejvyšší hora západních Krkonoš, vrchol v Polsku                                                       | ne      |
| 5.   | 1491 | Praděd                    | Hrubý Jeseník               | 50°04′58″ s. š., 17°13′52″ v. d.                 | nejvyšší hora pohoří; na vrcholu rozhledna – nejvyšší umělý bod Česka                                  | ano     |
| 6.   | 1490 | Stříbrný hřbet            | Krkonoše                    | 50°45′18″ s. š., 15°40′35″ v. d.                 | – | ne      |
| 7.   | 1472 | Violík                    | Krkonoše                    | 50°46′50″ s. š., 15°32′44″ v. d.                 | – | ano     |
| 8.   | 1465 | Vysoká hole               | Hrubý Jeseník               | 50°03′31″ s. š., 17°13′50″ v. d.                 | – | ano     |
| –    | 1447 | Petrovy kameny            | Hrubý Jeseník               | 50°04′05″ s. š., 17°14′01″ v. d.                 | vedlejší vrchol Vysoké hole                                                                            | ne      |
| 9.   | 1440 | Malý Šišák                | Krkonoše                    | 50°45′34″ s. š., 15°38′55″ v. d.                 | – | ne      |
| 10.  | 1435 | Kotel                     | Krkonoše                    | 50°45′09″ s. š., 15°31′47″ v. d.                 | nejvyšší vrchol Libereckého kraje                                                                      | ne      |
| –    | 1434 | Stříbrné návrší           | Krkonoše                    | 50°44′28″ s. š., 15°41′30″ v. d.                 | vedlejší vrchol Studniční hory                                                                         | ano     |
| 11.  | 1423 | Králický Sněžník          | Králický Sněžník            | 50°12′27″ s. š., 16°50′51″ v. d.                 | nejvyšší hora pohoří; na vrcholu rozhledna                                                             | ano     |
| 12.  | 1423 | Keprník                   | Hrubý Jeseník               | 50°10′15″ s. š., 17°07′00″ v. d.                 | – | ano     |
| 13.  | 1423 | Zadní Planina             | Krkonoše                    | 50°42′43″ s. š., 15°40′09″ v. d.                 | – | ne      |
| 14.  | 1421 | Harrachovy kameny         | Krkonoše                    | 50°45′15″ s. š., 15°32′19″ v. d.                 | – | ano     |
| 15.  | 1416 | Mužské kameny             | Krkonoše                    | 50°46′37″ s. š., 15°35′28″ v. d.                 | – | ano     |
| –    | 1415 | Mužské kameny V           | Krkonoše                    | 50°46′37″ s. š., 15°35′39″ v. d.                 | vedlejší vrchol Mužských kamenů                                                                        | ano     |
| 16.  | 1414 | Dívčí kameny              | Krkonoše                    | 50°46′35″ s. š., 15°36′08″ v. d.                 | – | ano     |
| –    | 1412 | Vrbatovo návrší           | Krkonoše                    | 50°45′09″ s. š., 15°32′52″ v. d.                 | vedlejší vrchol Harrachových kamenů; mohyla Hanče a Vrbaty                                             | ano     |
| 17.  | 1411 | Svorová hora              | Krkonoše                    | 50°44′33″ s. š., 15°46′10″ v. d.                 | – | ano     |
| 18.  | 1411 | Zlaté návrší              | Krkonoše                    | 50°45′00″ s. š., 15°33′15″ v. d.                 | – | ne      |
| 19.  | 1393 | Růžová hora               | Krkonoše                    | 50°43′14″ s. š., 15°44′25″ v. d.                 | – | ne      |
| –    | 1387 | Kozí hřbety V             | Krkonoše                    | 50°44′03″ s. š., 15°39′16″ v. d.                 | vedlejší vrchol Luční hory                                                                             | ne      |
| 20.  | 1385 | Velký Máj                 | Hrubý Jeseník               | 50°02′46″ s. š., 17°12′37″ v. d.                 | – | ne      |
| 21.  | 1378 | Plechý                    | Šumava                      | 48°46′16″ s. š., 13°51′29″ v. d.                 | nejvyšší hora české části pohoří                                                                       | ano     |
| 22.  | 1377 | Vozka                     | Hrubý Jeseník               | 50°09′11″ s. š., 17°06′30″ v. d.                 | – | ano     |
| 23.  | 1373 | Nad Rakouskou loukou      | Šumava                      | 48°46′13″ s. š., 13°50′48″ v. d.                 | – | ano     |
| 24.  | 1370 | Velká Mokrůvka            | Šumava                      | 48°57′17″ s. š., 13°30′27″ v. d.                 | nejvyšší vrchol Plzeňského kraje                                                                       | ne      |
| 25.  | 1370 | Blatný vrch               | Šumava                      | 48°57′52″ s. š., 13°27′01″ v. d.                 | vrchol v Německu                                                                                       | ne      |
| 26.  | 1369 | Malý Děd                  | Hrubý Jeseník               | 50°06′08″ s. š., 17°13′14″ v. d.                 | – | ne      |
| 27.  | 1367 | Jelení hřbet              | Hrubý Jeseník               | 50°02′22″ s. š., 17°12′00″ v. d.                 | – | ano     |
| 28.  | 1363 | Liščí hora                | Krkonoše                    | 50°41′34″ s. š., 15°41′20″ v. d.                 | – | ne      |
| 29.  | 1362 | Boubín                    | Šumava                      | 48°59′28″ s. š., 13°49′06″ v. d.                 | nejvyšší vnitrozemský vrchol Šumavy; dřevěná rozhledna                                                 | ano     |
| 30.  | 1362 | Trojmezná                 | Šumava                      | 48°46′16″ s. š., 13°49′51″ v. d.                 | – | ano     |
| 31.  | 1358 | Břidličná hora            | Hrubý Jeseník               | 50°01′59″ s. š., 17°11′11″ v. d.                 | – | ano     |
| 32.  | 1354 | Dlouhé stráně             | Hrubý Jeseník               | 50°04′16″ s. š., 17°09′25″ v. d.                 | na vrcholu stejnojmenná přečerpávací elektrárna                                                        | ano     |
| –    | 1352 | Žalostná                  | Hrubý Jeseník               | 50°10′18″ s. š., 17°07′40″ v. d.                 | vedlejší vrchol Keprníku                                                                               | ano     |
| 33.  | 1351 | Šerák                     | Hrubý Jeseník               | 50°11′10″ s. š., 17°06′25″ v. d.                 | pod vrcholem Chata Jiřího a meteorologická stanice                                                     | ano     |
| 34.  | 1351 | Špičník                   | Šumava                      | 48°57′39″ s. š., 13°27′52″ v. d.                 | – | ne      |
| 35.  | 1344 | Lysá hora                 | Krkonoše                    | 50°45′13″ s. š., 15°30′36″ v. d.                 | pod vrchol vede lanovka                                                                                | ne      |
| 36.  | 1344 | Mravenečník               | Hrubý Jeseník               | 50°04′18″ s. š., 17°08′43″ v. d.                 | – | ano     |
| 37.  | 1344 | Jezerní hora              | Šumava                      | 49°10′06″ s. š., 13°11′08″ v. d.                 | nejvyšší hora Železnorudské hornatiny                                                                  | ne      |
| 38.  | 1344 | Vysoký hřeben             | Šumava                      | 48°46′30″ s. š., 13°48′48″ v. d.                 | – | ne      |
| 39.  | 1343 | Vřesník                   | Hrubý Jeseník               | 50°04′02″ s. š., 17°09′50″ v. d.                 | – | ano     |
| 40.  | 1338 | Plesná                    | Šumava                      | 49°06′15″ s. š., 13°18′44″ v. d.                 | – | ne      |
| 41.  | 1334 | Svaroh (Zwercheck)        | Šumava                      | 49°10′28″ s. š., 13°09′56″ v. d.                 | – | ano     |
| 42.  | 1334 | Pecny                     | Hrubý Jeseník               | 50°01′20″ s. š., 17°10′56″ v. d.                 | – | ano     |
| 43.  | 1333 | Červená hora              | Hrubý Jeseník               | 50°08′39″ s. š., 17°08′10″ v. d.                 | – | ano     |
| 44.  | 1333 | Smrčina (Hochficht)       | Šumava                      | 48°44′11″ s. š., 13°55′18″ v. d.                 | pod vrchol vede lanovka                                                                                | ano     |
| 45.  | 1331 | Malá Mokrůvka             | Šumava                      | 48°58′10″ s. š., 13°30′26″ v. d.                 | – | ne      |
| 46.  | 1327 | Malý Sněžník              | Králický Sněžník            | 50°11′29″ s. š., 16°48′55″ v. d.                 | vrchol v Polsku                                                                                        | ano     |
| 47.  | 1324 | Lysá hora                 | Moravskoslezské Beskydy     | 49°32′45″ s. š., 18°26′51″ v. d.                 | nejvyšší hora pohoří; na vrcholu vysílač                                                               | ano     |
| 48.  | 1321 | Železný vrch              | Krkonoše                    | 50°44′15″ s. š., 15°37′40″ v. d.                 | – | ne      |
| 49.  | 1321 | Sušina                    | Králický Sněžník            | 50°10′24″ s. š., 16°51′49″ v. d.                 | – | ano     |
| –    | 1320 | Hraniční skály            | Králický Sněžník            | 50°11′16″ s. š., 16°48′34″ v. d.                 | vedlejší vrchol Malého Sněžníku                                                                        | ano     |
| 50.  | 1319 | Stoh                      | Krkonoše                    | 50°43′03″ s. š., 15°38′58″ v. d.                 | – | ne      |
| –    | 1318 | Kozí hřbety               | Krkonoše                    | 50°44′05″ s. š., 15°38′31″ v. d.                 | vedlejší vrchol Luční hory                                                                             | ne      |
| 51.  | 1316 | Černá hora                | Šumava                      | 48°58′44″ s. š., 13°33′03″ v. d.                 | – | ano     |
| –    | 1316 | Světlý vrch               | Krkonoše                    | 50°42′06″ s. š., 15°39′38″ v. d.                 | vedlejší vrchol Zadní Planiny                                                                          | ne      |
| 52.  | 1315 | Poledník                  | Šumava                      | 49°03′51″ s. š., 13°23′42″ v. d.                 | na vrcholu rozhledna                                                                                   | ano     |
| 53.  | 1313 | Spálený vrch SV           | Hrubý Jeseník               | 50°08′44″ s. š., 17°06′52″ v. d.                 | – | ano     |
| –    | 1313 | Spálený vrch              | Hrubý Jeseník               | 50°08′38″ s. š., 17°06′40″ v. d.                 | vedlejší vrchol Spáleného vrchu SV                                                                     | ano     |
| –    | 1309 | Velký Jezerník            | Hrubý Jeseník               | 50°06′10″ s. š., 17°12′23″ v. d.                 | vedlejší vrchol Malého Děda                                                                            | ano     |
| 54.  | 1308 | Ždánidla                  | Šumava                      | 49°06′13″ s. š., 13°20′50″ v. d.                 | – | ne      |
| 55.  | 1308 | Stráž                     | Šumava                      | 48°58′33″ s. š., 13°34′48″ v. d.                 | – | ano     |
| 56.  | 1308 | Podbělka                  | Králický Sněžník            | 50°09′52″ s. š., 16°50′54″ v. d.                 | – | ano     |
| 57.  | 1304 | Smrčina S                 | Šumava                      | 48°44′44″ s. š., 13°55′31″ v. d.                 | – | ne      |
| 58.  | 1302 | Třístoličník              | Šumava                      | 48°46′50″ s. š., 13°48′16″ v. d.                 | – | ano     |
| 59.  | 1302 | Studená hora              | Šumava                      | 48°58′45″ s. š., 13°27′52″ v. d.                 | – | ano     |
| 60.  | 1300 | Černá hora                | Krkonoše                    | 50°39′09″ s. š., 15°44′31″ v. d.                 | na vrcholu vysílač                                                                                     |         |
| –    | 1298 | Srní vrch                 | Šumava                      | 48°59′33″ s. š., 13°48′21″ v. d.                 | vedlejší vrchol Boubína                                                                                |         |
| 61.  | 1296 | Luboch                    | Krkonoše                    | 50°47′20″ s. š., 15°29′26″ v. d.                 | – |         |
| 62.  | 1295 | Černá kupa                | Králický Sněžník            | 50°10′50″ s. š., 16°51′54″ v. d.                 | – |         |
| 63.  | 1295 | Polom                     | Šumava                      | 49°07′48″ s. š., 13°17′17″ v. d.                 | – |         |
| 64.  | 1294 | Holý vrch                 | Šumava                      | 48°58′50″ s. š., 13°34′51″ v. d.                 | – |         |
| 65.  | 1293 | Polom JV                  | Šumava                      | 49°07′34″ s. š., 13°17′51″ v. d.                 | – |         |
| 66.  | 1291 | Ostrý                     | Šumava                      | 49°12′08″ s. š., 13°06′42″ v. d.                 | na vrcholu chata Haus Willmann                                                                         |         |
| 67.  | 1290 | Basumský hřeben           | Šumava                      | 48°58′45″ s. š., 13°47′50″ v. d.                 | – |         |
| –    | 1285 | Ptačí skály               | Šumava                      | 48°46′48″ s. š., 13°50′21″ v. d.                 | vedlejší vrchol Nad Rakouskou loukou                                                                   |         |
| 68.  | 1284 | Tabule                    | Krkonoše                    | 50°45′09″ s. š., 15°47′33″ v. d.                 | dříve nazýván Skalní stůl                                                                              |         |
| 69.  | 1281 | Pažení                    | Šumava                      | 48°58′07″ s. š., 13°47′33″ v. d.                 | – |         |
| 70.  | 1280 | Hraničník                 | Šumava                      | 48°45′00″ s. š., 13°54′18″ v. d.                 | – |         |
| 71.  | 1277 | Smrk                      | Moravskoslezské Beskydy     | 49°30′29″ s. š., 18°22′15″ v. d.                 | – | ano     |
| 72.  | 1276 | V koutě                   | Šumava                      | 48°58′21″ s. š., 13°25′37″ v. d.                 | – |         |
| –    | 1276 | Malá Mokrůvka V           | Šumava                      | 48°58′08″ s. š., 13°30′53″ v. d.                 | vedlejší vrchol Malé Mokrůvky                                                                          |         |
| –    | 1275 | Studená hora JZ           | Šumava                      | 48°58′36″ s. š., 13°27′14″ v. d.                 | vedlejší vrchol Studené hory                                                                           |         |
| –    | 1270 | Čelo                      | Krkonoše                    | 50°45′19″ s. š., 15°48′46″ v. d.                 | vedlejší vrchol Tabule                                                                                 |         |
| –    | 1269 | Boubínský hřbet           | Šumava                      | 48°59′14″ s. š., 13°47′49″ v. d.                 | vedlejší vrchol Basumského hřebene                                                                     |         |
| 73.  | 1266 | Jezernice                 | Šumava                      | 49°04′17″ s. š., 13°25′41″ v. d.                 | – |         |
| 74.  | 1265 | Bobík                     | Šumava                      | 48°57′30″ s. š., 13°51′55″ v. d.                 | – |         |
| 75.  | 1264 | Temná                     | Hrubý Jeseník               | 50°03′18″ s. š., 17°15′34″ v. d.                 | – |         |
| –    | 1264 | Zámčisko S                | Hrubý Jeseník               | 50°03′18″ s. š., 17°12′33″ v. d.                 | vedlejší vrchol Velkého Máje                                                                           |         |
| 76.  | 1261 | Medvědí hřbet             | Hrubý Jeseník               | 50°05′25″ s. š., 17°11′37″ v. d.                 | – |         |
| –    | 1261 | Stráž JZ                  | Šumava                      | 48°58′14″ s. š., 13°34′34″ v. d.                 | vedlejší vrchol Stráže                                                                                 |         |
| 77.  | 1260 | Tetřev                    | Šumava                      | 49°00′57″ s. š., 13°33′02″ v. d.                 | – |         |
| 78.  | 1258 | Kněhyně                   | Moravskoslezské Beskydy     | 49°29′44″ s. š., 18°18′46″ v. d.                 | – | ne      |
| 79.  | 1256 | Stolová hora              | Šumava                      | 48°59′00″ s. š., 13°36′07″ v. d.                 | – |         |
| 80.  | 1254 | Antýgl                    | Šumava                      | 49°02′52″ s. š., 13°32′13″ v. d.                 | – |         |
| 81.  | 1252 | Vysoký stolec             | Šumava                      | 48°59′14″ s. š., 13°36′36″ v. d.                 | – |         |
| 82.  | 1251 | Stříbrnická               | Králický Sněžník            | 50°11′43″ s. š., 16°51′51″ v. d.                 | – |         |
| 83.  | 1249 | Velká Jezerná             | Hrubý Jeseník               | 50°04′06″ s. š., 17°11′01″ v. d.                 | – |         |
| –    | 1248 | Smrk J                    | Moravskoslezské Beskydy     | 49°30′06″ s. š., 18°21′54″ v. d.                 | vedlejší vrchol Smrku                                                                                  |         |
| –    | 1246 | Jezernice JZ              | Šumava                      | 49°04′02″ s. š., 13°25′10″ v. d.                 | vedlejší vrchol Jezernice                                                                              |         |
| 84.  | 1246 | Babuše                    | Králický Sněžník            | 50°09′23″ s. š., 16°51′18″ v. d.                 | – |         |
| 85.  | 1245 | Čertův vrch               | Šumava                      | 49°00′08″ s. š., 13°32′06″ v. d.                 | – |         |
| 86.  | 1245 | Světlá                    | Krkonoše                    | 50°39′30″ s. š., 15°46′20″ v. d.                 | – |         |
| 87.  | 1244 | Klínovec                  | Krušné hory                 | 50°23′46″ s. š., 12°58′04″ v. d.                 | nejvyšší hora pohoří; na vrcholu rozhledna, vysílač, lanovka                                           |         |
| –    | 1241 | Uhlisko                   | Králický Sněžník            | 50°10′27″ s. š., 16°50′47″ v. d.                 | vedlejší vrchol Podbělky                                                                               |         |
| –    | 1239 | Nová Studnice             | Šumava                      | 49°04′44″ s. š., 13°25′39″ v. d.                 | vedlejší vrchol Jezernice                                                                              |         |
| –    | 1239 | Kamenec                   | Krkonoše                    | 50°47′10″ s. š., 15°28′33″ v. d.                 | vedlejší vrchol Lubochu                                                                                |         |
| 88.  | 1238 | Skalka                    | Šumava                      | 49°04′44″ s. š., 13°23′24″ v. d.                 | – |         |
| 89.  | 1237 | Černá stráň               | Hrubý Jeseník               | 50°07′17″ s. š., 17°04′40″ v. d.                 | – |         |
| 90.  | 1236 | Knížecí stolec            | Šumava                      | 48°50′49″ s. š., 14°01′11″ v. d.                 | – |         |
| 91.  | 1235 | Medvědín                  | Krkonoše                    | 50°44′28″ s. š., 15°34′57″ v. d.                 | na vrchol vede lanovka; na vrcholu vysílač                                                             |         |
| 92.  | 1235 | Můstek                    | Šumava                      | 49°12′08″ s. š., 13°14′47″ v. d.                 | – |         |
| 93.  | 1233 | Stolová hora JZ           | Šumava                      | 48°58′51″ s. š., 13°35′48″ v. d.                 | – |         |
| 94.  | 1232 | Slamník                   | Králický Sněžník            | 50°09′16″ s. š., 16°50′17″ v. d.                 | – |         |
| 95.  | 1230 | Ostrý vrch                | Hrubý Jeseník               | 50°04′57″ s. š., 17°15′58″ v. d.                 | – |         |
| –    | 1230 | Pažení J                  | Šumava                      | 48°57′47″ s. š., 13°47′40″ v. d.                 | vedlejší vrchol Pažení                                                                                 |         |
| 96.  | 1229 | Lysá                      | Šumava                      | 48°50′55″ s. š., 14°02′07″ v. d.                 | – |         |
| 97.  | 1228 | Oblík                     | Šumava                      | 49°03′12″ s. š., 13°26′39″ v. d.                 | – |         |
| 98.  | 1228 | Velký Kokrháč             | Šumava                      | 49°11′10″ s. š., 13°08′42″ v. d.                 | – |         |
| 99.  | 1228 | Nad plesem                | Šumava                      | 49°06′06″ s. š., 13°19′53″ v. d.                 | – |         |
| –    | 1228 | Polom SV                  | Šumava                      | 49°07′59″ s. š., 13°18′06″ v. d.                 | vedlejší vrchol Polomu JV                                                                              |         |
| –    | 1226 | Studená hora Z            | Šumava                      | 48°58′45″ s. š., 13°26′19″ v. d.                 | vedlejší vrchol Studené hory                                                                           |         |
| 100. | 1225 | Souš                      | Králický Sněžník            | 50°08′43″ s. š., 16°51′35″ v. d.                 | – |         |
| 101. | 1225 | Medvědí hora J            | Šumava                      | 48°59′17″ s. š., 13°25′38″ v. d.                 | – |         |
| 102. | 1223 | Špičák                    | Šumava                      | 48°48′53″ s. š., 14°02′23″ v. d.                 | – |         |
| 103. | 1221 | Přílba                    | Šumava                      | 49°02′25″ s. š., 13°37′08″ v. d.                 | též Přilba                                                                                             |         |
| –    | 1220 | Malchor                   | Moravskoslezské Beskydy     | 49°33′17″ s. š., 18°26′57″ v. d.                 | vedlejší vrchol Lysé hory                                                                              |         |
| 104. | 1219 | Nad Bučinou               | Šumava                      | 48°58′25″ s. š., 13°35′38″ v. d.                 | – |         |
| –    | 1218 | Žlabský vrch              | Krkonoše                    | 50°47′52″ s. š., 15°28′14″ v. d.                 | vedlejší vrchol Lubochu                                                                                |         |
| –    | 1218 | Ostrý JV                  | Šumava                      | 49°12′04″ s. š., 13°06′50″ v. d.                 | vedlejší vrchol Ostrého                                                                                |         |
| 105. | 1216 | Medvědí vrch              | Hrubý Jeseník               | 50°09′35″ s. š., 17°18′44″ v. d.                 | – |         |
| 106. | 1216 | Čihadlo                   | Krkonoše                    | 50°45′51″ s. š., 15°37′42″ v. d.                 | – |         |
| 107. | 1214 | Pancíř                    | Šumava                      | 49°10′40″ s. š., 13°15′14″ v. d.                 | na vrcholu rozhledna a lanovka                                                                         |         |
| –    | 1214 | Jelenka                   | Hrubý Jeseník               | 50°01′31″ s. š., 17°12′27″ v. d.                 | vedlejší vrchol Jeleního hřbetu                                                                        |         |
| –    | 1213 | Špičák JV I               | Šumava                      | 49°10′22″ s. š., 13°12′31″ v. d.                 | vedlejší vrchol Špičáku                                                                                |         |
| 108. | 1209 | Homole                    | Hrubý Jeseník               | 50°03′17″ s. š., 17°10′15″ v. d.                 | – |         |
| 109. | 1209 | Plešivec                  | Krkonoše                    | 50°45′39″ s. š., 15°28′48″ v. d.                 | – |         |
| –    | 1208 | Malý Jezerník             | Hrubý Jeseník               | 50°06′27″ s. š., 17°11′32″ v. d.                 | vedlejší vrchol Malého Děda                                                                            |         |
| 110. | 1206 | Čertův mlýn               | Moravskoslezské Beskydy     | 49°29′22″ s. š., 18°18′06″ v. d.                 | – |         |
| 111. | 1205 | Jelení loučky             | Hrubý Jeseník               | 50°08′45″ s. š., 17°16′00″ v. d.                 | – |         |
| 112. | 1204 | Orlík                     | Hrubý Jeseník               | 50°10′35″ s. š., 17°17′56″ v. d.                 | – |         |
| 113. | 1204 | Travný                    | Moravskoslezské Beskydy     | 49°33′41″ s. š., 18°30′26″ v. d.                 | – |         |
| 114. | 1203 | Habr                      | Šumava                      | 49°11′30″ s. š., 13°15′11″ v. d.                 | – |         |
| 115. | 1203 | Malé loučky               | Hrubý Jeseník               | 50°08′40″ s. š., 17°16′38″ v. d.                 | – |         |
| 116. | 1203 | Červený vrch              | Šumava                      | 48°57′38″ s. š., 13°47′50″ v. d.                 | – |         |
| –    | 1203 | Studená hora S I          | Šumava                      | 48°59′20″ s. š., 13°27′29″ v. d.                 | vedlejší vrchol Studené hory                                                                           |         |
| 117. | 1202 | Špičák                    | Šumava                      | 49°10′22″ s. š., 13°12′31″ v. d.                 | na vrchol vede lanovka                                                                                 |         |
| 118. | 1201 | Dřevěná hůl               | Šumava                      | 49°06′55″ s. š., 13°20′32″ v. d.                 | – |         |
| 119. | 1198 | Přední Planina            | Krkonoše                    | 50°42′18″ s. š., 15°37′16″ v. d.                 | pod vrchol vede lanovka                                                                                |         |
| –    | 1198 | Hubertka                  | Hrubý Jeseník               | 50°03′15″ s. š., 17°11′37″ v. d.                 | vedlejší vrchol Velkého Máje                                                                           |         |
| –    | 1196 | Plešivec V                | Krkonoše                    | 50°45′33″ s. š., 15°29′12″ v. d.                 | vedlejší vrchol Plešivce                                                                               |         |
| –    | 1195 | Medvědí vrch JV           | Hrubý Jeseník               | 50°09′27″ s. š., 17°18′58″ v. d.                 | vedlejší vrchol Medvědího vrchu                                                                        |         |
| 120. | 1194 | Sklářský vrch             | Šumava                      | 49°08′35″ s. š., 13°16′58″ v. d.                 | – |         |
| 121. | 1194 | Březová hora              | Šumava                      | 49°02′00″ s. š., 13°32′38″ v. d.                 | – |         |
| 122. | 1191 | Chlum                     | Šumava                      | 48°53′01″ s. š., 14°05′27″ v. d.                 | – |         |
| 123. | 1190 | Hleďsebe                  | Králický Sněžník            | 50°10′17″ s. š., 16°47′58″ v. d.                 | – |         |
| 124. | 1190 | Lysečinská hora           | Krkonoše                    | 50°43′35″ s. š., 15°49′51″ v. d.                 | – |         |
| 125. | 1190 | Malý Špičák               | Šumava                      | 49°10′29″ s. š., 13°12′04″ v. d.                 | dříve nazýván Rozvodí                                                                                  |         |
| 126. | 1188 | Huťská hora               | Šumava                      | 49°05′26″ s. š., 13°33′07″ v. d.                 | – |         |
| –    | 1188 | Nad Slatinkou             | Šumava                      | 48°48′54″ s. š., 14°02′05″ v. d.                 | vedlejší vrchol Špičáku                                                                                |         |
| –    | 1188 | Studená hora S II         | Šumava                      | 48°59′33″ s. š., 13°27′26″ v. d.                 | vedlejší vrchol Studené hory                                                                           |         |
| 127. | 1187 | Sokol                     | Hrubý Jeseník               | 50°05′41″ s. š., 17°14′56″ v. d.                 | – |         |
| 128. | 1186 | Malý Máj SZ               | Hrubý Jeseník               | 50°02′32″ s. š., 17°14′31″ v. d.                 | – |         |
| 129. | 1184 | Ostružná                  | Hrubý Jeseník               | 50°00′05″ s. š., 17°12′33″ v. d.                 | – |         |
| 130. | 1182 | Nad Hospodárnicí          | Šumava                      | 48°49′05″ s. š., 14°01′15″ v. d.                 | – |         |
| 131. | 1181 | Orel                      | Šumava                      | 49°01′38″ s. š., 13°35′36″ v. d.                 | – |         |
| –    | 1179 | Klínová hora              | Hrubý Jeseník               | 50°08′12″ s. š., 17°06′29″ v. d.                 | vedlejší vrchol Spáleného vrchu SV                                                                     |         |
| –    | 1179 | Ostrý S                   | Šumava                      | 49°12′27″ s. š., 13°06′46″ v. d.                 | vedlejší vrchol Ostrého                                                                                |         |
| 132. | 1178 | Větřín                    | Šumava                      | 48°58′50″ s. š., 13°50′02″ v. d.                 | – |         |
| 133. | 1177 | Velký Klín                | Hrubý Jeseník               | 50°07′56″ s. š., 17°10′47″ v. d.                 | – |         |
| –    | 1177 | Jelení vrch               | Šumava                      | 49°02′16″ s. š., 13°31′27″ v. d.                 | vedlejší vrchol Antýglu                                                                                |         |
| –    | 1177 | Orel J                    | Šumava                      | 49°01′24″ s. š., 13°35′40″ v. d.                 | vedlejší vrchol Orlu                                                                                   |         |
| 134. | 1175 | Jedlová                   | Šumava                      | 49°12′24″ s. š., 13°15′50″ v. d.                 | – |         |
| 135. | 1174 | Malý Smrk                 | Moravskoslezské Beskydy     | 49°30′37″ s. š., 18°23′13″ v. d.                 | – |         |
| –    | 1174 | Špičák JV II              | Šumava                      | 48°48′31″ s. š., 14°02′42″ v. d.                 | vedlejší vrchol Špičáku                                                                                |         |
| 136. | 1173 | Jelení hora               | Krkonoše                    | 50°43′11″ s. š., 15°47′00″ v. d.                 | – |         |
| –    | 1173 | Kamzičí vrch              | Hrubý Jeseník               | 50°06′17″ s. š., 17°14′13″ v. d.                 | vedlejší vrchol Malého Děda                                                                            |         |
| –    | 1173 | Holý vrch SZ              | Šumava                      | 48°59′29″ s. š., 13°33′57″ v. d.                 | vedlejší vrchol Holého vrchu                                                                           |         |
| 137. | 1172 | Lapka                     | Šumava                      | 49°01′24″ s. š., 13°34′18″ v. d.                 | – |         |
| –    | 1170 | Signál                    | Krkonoše                    | 50°39′49″ s. š., 15°46′43″ v. d.                 | vedlejší vrchol Světlé                                                                                 |         |
| 138. | 1168 | Výrovka                   | Hrubý Jeseník               | 50°07′00″ s. š., 17°10′40″ v. d.                 | – |         |
| 139. | 1167 | Velký Klínovec            | Hrubý Jeseník               | 50°07′08″ s. š., 17°09′45″ v. d.                 | – |         |
| –    | 1167 | Medvědí hora              | Hrubý Jeseník               | 50°04′18″ s. š., 17°08′43″ v. d.                 | vedlejší vrchol Mravenečníku                                                                           |         |
| –    | 1167 | Oblík SZ                  | Šumava                      | 49°03′35″ s. š., 13°26′20″ v. d.                 | vedlejší vrchol Oblíku                                                                                 |         |
| –    | 1163 | Lovčí skála               | Šumava                      | 49°00′49″ s. š., 13°31′36″ v. d.                 | vedlejší vrchol Čertova vrchu                                                                          |         |
| 140. | 1162 | Nad Latschensee           | Šumava                      | 49°01′35″ s. š., 13°24′15″ v. d.                 | – |         |
| 141. | 1160 | Hvězdáře                  | Šumava                      | 48°49′09″ s. š., 14°00′50″ v. d.                 | – |         |
| 142. | 1160 | Studničná                 | Šumava                      | 48°45′27″ s. š., 13°54′01″ v. d.                 | – |         |
| –    | 1160 | Stanová hora              | Šumava                      | 48°59′56″ s. š., 13°36′22″ v. d.                 | vedlejší vrchol Vysokého stolce                                                                        |         |
| 143. | 1157 | Modravská hora            | Šumava                      | 49°00′48″ s. š., 13°28′48″ v. d.                 | – |         |
| 144. | 1157 | Břemeno                   | Šumava                      | 49°04′30″ s. š., 13°33′14″ v. d.                 | – |         |
| 145. | 1157 | V pařezí                  | Šumava                      | 48°47′57″ s. š., 13°50′57″ v. d.                 | – |         |
| 146. | 1155 | Solovec                   | Šumava                      | 48°58′30″ s. š., 13°51′10″ v. d.                 | – |         |
| 147. | 1154 | U tří jedlí               | Šumava                      | 49°04′18″ s. š., 13°35′08″ v. d.                 | – |         |
| 148. | 1153 | Slatinná stráň            | Krkonoše                    | 50°40′20″ s. š., 15°44′07″ v. d.                 | – |         |
| –    | 1153 | Prostřední vrch           | Hrubý Jeseník               | 50°05′20″ s. š., 17°15′55″ v. d.                 | vedlejší vrchol Pradědu                                                                                |         |
| –    | 1150 | Umrlčí hlava              | Šumava                      | 48°50′33″ s. š., 14°00′42″ v. d.                 | vedlejší vrchol Knížecího stolce                                                                       |         |
| –    | 1149 | Gabreta                   | Šumava                      | 48°59′59″ s. š., 13°35′00″ v. d.                 | vedlejší vrchol Holého vrchu                                                                           |         |
| –    | 1147 | Přílba S                  | Šumava                      | 49°03′24″ s. š., 13°37′23″ v. d.                 | vedlejší vrchol Přílby                                                                                 |         |
| 149. | 1146 | Obrovec                   | Šumava                      | 48°59′08″ s. š., 13°45′08″ v. d.                 | – |         |
| 150. | 1146 | Hvězda                    | Šumava                      | 48°49′09″ s. š., 14°00′19″ v. d.                 | – |         |
| 151. | 1145 | Klepáč                    | Králický Sněžník            | 50°09′23″ s. š., 16°47′27″ v. d.                 | trojrozvodí                                                                                            |         |
| –    | 1145 | Točník                    | Hrubý Jeseník               | 50°09′18″ s. š., 17°08′48″ v. d.                 | vedlejší vrchol Červené hory                                                                           |         |
| –    | 1143 | Solovec JZ                | Šumava                      | 48°58′21″ s. š., 13°50′43″ v. d.                 | vedlejší vrchol Solovce                                                                                |         |
| –    | 1142 | Špičák SV                 | Šumava                      | 48°49′04″ s. š., 14°02′58″ v. d.                 | vedlejší vrchol Špičáku                                                                                |         |
| 152. | 1140 | Vlčí hřeben S             | Krkonoše                    | 50°43′57″ s. š., 15°30′35″ v. d.                 | – |         |
| –    | 1140 | V pařezí J                | Šumava                      | 48°47′44″ s. š., 13°50′55″ v. d.                 | vedlejší vrchol V pařezí                                                                               |         |
| 153. | 1138 | Vlčí kámen                | Šumava                      | 48°49′15″ s. š., 14°02′52″ v. d.                 | – |         |
| –    | 1134 | Zvěřín                    | Šumava                      | 49°01′18″ s. š., 13°38′09″ v. d.                 | vedlejší vrchol Přílby                                                                                 |         |
| 154. | 1133 | Žlíbský vrch              | Šumava                      | 48°56′06″ s. š., 13°43′44″ v. d.                 | – |         |
| 155. | 1133 | Nad Roklanským potokem    | Šumava                      | 49°00′52″ s. š., 13°26′30″ v. d.                 | – |         |
| –    | 1133 | Solovec J                 | Šumava                      | 48°58′07″ s. š., 13°50′59″ v. d.                 | vedlejší vrchol Solovce                                                                                |         |
| –    | 1133 | Lysá J                    | Šumava                      | 48°50′28″ s. š., 14°02′18″ v. d.                 | vedlejší vrchol Lysé                                                                                   |         |
| 156. | 1129 | Radhošť                   | Moravskoslezské Beskydy     | 49°29′29″ s. š., 18°13′24″ v. d.                 | na vrcholu kaple Cyrila a Metoděje                                                                     | ano     |
| 157. | 1129 | Zámecký les               | Šumava                      | 49°07′53″ s. š., 13°16′08″ v. d.                 | – |         |
| 158. | 1129 | Lesní hora                | Krkonoše                    | 50°42′27″ s. š., 15°42′44″ v. d.                 | – |         |
| 159. | 1128 | Lysý vrch                 | Hrubý Jeseník               | 50°08′15″ s. š., 17°14′12″ v. d.                 | – |         |
| 160. | 1128 | Polom                     | Hrubý Jeseník               | 50°08′30″ s. š., 17°05′21″ v. d.                 | – |         |
| 161. | 1127 | Smrk                      | Rychlebské hory             | 50°13′43″ s. š., 17°02′01″ v. d.                 | nejvyšší hora pohoří                                                                                   |         |
| –    | 1127 | Oblík S                   | Šumava                      | 49°03′46″ s. š., 13°26′49″ v. d.                 | vedlejší vrchol Oblíku                                                                                 |         |
| 162. | 1126 | Jelení kaliště            | Šumava                      | 49°04′03″ s. š., 13°32′08″ v. d.                 | – |         |
| 163. | 1126 | Skalky                    | Šumava                      | 48°50′58″ s. š., 14°00′22″ v. d.                 | – |         |
| 164. | 1126 | Šindelná hora             | Hrubý Jeseník               | 50°07′41″ s. š., 17°07′58″ v. d.                 | – |         |
| –    | 1126 | Šeravská pastvina         | Šumava                      | 48°59′28″ s. š., 13°45′26″ v. d.                 | vedlejší vrchol Obrovce                                                                                |         |
| 165. | 1125 | Křemelná                  | Šumava                      | 49°07′20″ s. š., 13°26′45″ v. d.                 | – |         |
| 166. | 1124 | Travná hora               | Rychlebské hory             | 50°13′08″ s. š., 17°00′56″ v. d.                 | – |         |
| 167. | 1124 | Smrk                      | Jizerské hory               | 50°53′21″ s. š., 15°16′23″ v. d.                 | nejvyšší hora české části pohoří; na vrcholu rozhledna                                                 |         |
| 168. | 1124 | Vlčí hřeben               | Krkonoše                    | 50°43′38″ s. š., 15°30′24″ v. d.                 | – |         |
| 169. | 1124 | Světlá hora               | Šumava                      | 49°00′17″ s. š., 13°43′09″ v. d.                 | – |         |
| –    | 1124 | Čekání                    | Šumava                      | 49°11′49″ s. š., 13°07′48″ v. d.                 | vedlejší vrchol Velkého Kokrháče                                                                       |         |
| 170. | 1123 | Tupý vrch                 | Hrubý Jeseník               | 50°05′16″ s. š., 17°10′14″ v. d.                 | – |         |
| 171. | 1122 | Jizera                    | Jizerské hory               | 50°50′01″ s. š., 15°15′35″ v. d.                 | – |         |
| 172. | 1121 | Polecký vrch              | Šumava                      | 48°57′08″ s. š., 13°40′20″ v. d.                 | – |         |
| 173. | 1120 | Churáňovský vrch          | Šumava                      | 49°04′04″ s. š., 13°36′57″ v. d.                 | na vrcholu meteorologická stanice                                                                      |         |
| 174. | 1119 | Kopka                     | Šumava                      | 48°44′14″ s. š., 13°56′51″ v. d.                 | – |         |
| 175. | 1119 | Vlčí hřeben J             | Krkonoše                    | 50°43′23″ s. š., 15°30′25″ v. d.                 | – |         |
| 176. | 1118 | Výška                     | Šumava                      | 49°03′35″ s. š., 13°38′26″ v. d.                 | – |         |
| –    | 1117 | Nad Latschensee JV        | Šumava                      | 49°01′09″ s. š., 13°25′42″ v. d.                 | vedlejší vrchol Nad Latschensee                                                                        |         |
| 177. | 1116 | Velká Deštná              | Orlické hory                | 50°18′06″ s. š., 16°23′52″ v. d.                 | nejvyšší hora pohoří; na vrcholu rozhledna                                                             |         |
| 178. | 1116 | Božídarský Špičák         | Krušné hory                 | 50°24′03″ s. š., 12°53′20″ v. d.                 | nejvyšší čedičová hora v Česku                                                                         |         |
| –    | 1116 | Brousek                   | Rychlebské hory             | 50°13′38″ s. š., 17°01′28″ v. d.                 | vedlejší vrchol Smrku                                                                                  |         |
| –    | 1116 | Obří hora                 | Šumava                      | 48°58′55″ s. š., 13°44′46″ v. d.                 | vedlejší vrchol Obrovce                                                                                |         |
| 179. | 1115 | Strážný                   | Šumava                      | 48°55′13″ s. š., 13°41′58″ v. d.                 | – |         |
| –    | 1115 | Zvěřín JZ                 | Šumava                      | 49°00′53″ s. š., 13°37′51″ v. d.                 | vedlejší vrchol Přílby                                                                                 |         |
| 180. | 1114 | Macecha                   | Krušné hory                 | 50°23′53″ s. š., 12°59′33″ v. d.                 | – |         |
| –    | 1112 | Janská hora               | Šumava                      | 49°00′34″ s. š., 13°37′38″ v. d.                 | vedlejší vrchol Přílby                                                                                 |         |
| –    | 1112 | Sněžné jámy               | Šumava                      | 49°07′37″ s. š., 13°26′47″ v. d.                 | vedlejší vrchol Křemelné                                                                               |         |
| 181. | 1111 | Medvědí louka             | Hrubý Jeseník               | 50°09′53″ s. š., 17°17′34″ v. d.                 | – |         |
| –    | 1111 | Smrkový vrch              | Šumava                      | 49°01′50″ s. š., 13°25′33″ v. d.                 | vedlejší vrchol Nad Latschensee                                                                        |         |
| –    | 1110 | Modravská hora Z          | Šumava                      | 49°00′34″ s. š., 13°27′40″ v. d.                 | vedlejší vrchol Modravské hory                                                                         |         |
| –    | 1108 | Polecký vrch V            | Šumava                      | 48°57′07″ s. š., 13°40′57″ v. d.                 | vedlejší vrchol Poleckého vrchu                                                                        |         |
| 182. | 1107 | Polská hora               | Rychlebské hory             | 50°14′41″ s. š., 16°58′37″ v. d.                 | – |         |
| –    | 1107 | Jelení vrch JZ            | Šumava                      | 49°01′48″ s. š., 13°30′43″ v. d.                 | vedlejší vrchol Antýglu                                                                                |         |
| 183. | 1106 | Radegast                  | Moravskoslezské Beskydy     | 49°28′56″ s. š., 18°15′15″ v. d.                 | pod vrcholem socha Radegasta                                                                           | ano     |
| 184. | 1105 | Pěnkavčí vrch             | Krkonoše                    | 50°42′04″ s. š., 15°47′04″ v. d.                 | – |         |
| –    | 1105 | Lysá JV                   | Šumava                      | 48°50′18″ s. š., 14°02′41″ v. d.                 | vedlejší vrchol Lysé                                                                                   |         |
| 185. | 1103 | Černava                   | Hrubý Jeseník               | 50°10′45″ s. š., 17°04′46″ v. d.                 | – |         |
| 186. | 1103 | Helmwald                  | Šumava                      | 49°13′36″ s. š., 13°05′26″ v. d.                 | – |         |
| –    | 1102 | Horní Ždánidla            | Šumava                      | 49°05′25″ s. š., 13°21′28″ v. d.                 | vedlejší vrchol Ždánidel                                                                               |         |
| 187. | 1101 | Koruna                    | Orlické hory                | 50°16′54″ s. š., 16°25′23″ v. d.                 | – |         |
| 188. | 1101 | Kamenná                   | Šumava                      | 49°01′02″ s. š., 13°40′55″ v. d.                 | – |         |
| 189. | 1101 | Žárový vrch               | Hrubý Jeseník               | 50°06′31″ s. š., 17°18′40″ v. d.                 | – |         |
| –    | 1101 | Malý Klín                 | Hrubý Jeseník               | 50°07′07″ s. š., 17°11′43″ v. d.                 | vedlejší vrchol Malého Děda                                                                            |         |
| 190. | 1100 | Hůrecký vrch              | Šumava                      | 49°08′08″ s. š., 13°20′23″ v. d.                 | – |         |
| 191. | 1100 | Hole                      | Šumava                      | 49°12′56″ s. š., 13°06′56″ v. d.                 | – |         |
| 192. | 1100 | Radegast Z 1              | Moravskoslezské Beskydy     | 49°29′03″ s. š., 18°14′48″ v. d.                 | – |         |
| 193. | 1099 | Obrovec JV                | Šumava                      | 48°58′58″ s. š., 13°45′50″ v. d.                 | – |         |
| 194. | 1099 | Lyra                      | Hrubý Jeseník               | 50°05′47″ s. š., 17°17′31″ v. d.                 | – |         |
| 195. | 1099 | Bukovec                   | Šumava                      | 49°00′31″ s. š., 13°41′40″ v. d.                 | – |         |
| –    | 1099 | Radegast Z 2              | Moravskoslezské Beskydy     | 49°29′13″ s. š., 18°14′17″ v. d.                 | vedlejší vrchol Radegastu                                                                              |         |
| –    | 1099 | Kapradinec                | Šumava                      | 48°48′31″ s. š., 14°01′29″ v. d.                 | vedlejší vrchol Nad Hospodárnicí                                                                       |         |
| 196. | 1097 | Meluzína                  | Krušné hory                 | 50°23′25″ s. š., 13°00′30″ v. d.                 | – |         |
| –    | 1097 | Lyra J                    | Hrubý Jeseník               | 50°05′30″ s. š., 17°17′27″ v. d.                 | vedlejší vrchol Lyry                                                                                   |         |
| –    | 1095 | V růžku                   | Šumava                      | 48°48′21″ s. š., 13°50′42″ v. d.                 | vedlejší vrchol V pařezí                                                                               |         |
| 197. | 1094 | Chlustov                  | Šumava                      | 48°55′30″ s. š., 13°45′25″ v. d.                 | – |         |
| 198. | 1094 | Libín                     | Šumavské podhůří            | 48°58′43″ s. š., 14°00′42″ v. d.                 | nejvyšší hora pohoří; rozhledna                                                                        |         |
| –    | 1094 | Trojmezí                  | Šumava                      | 48°59′33″ s. š., 13°50′15″ v. d.                 | vedlejší vrchol Větřína                                                                                |         |
| 199. | 1093 | Jezerní hora S            | Šumava                      | 49°11′14″ s. š., 13°10′49″ v. d.                 | – |         |
| –    | 1093 | Velký Klín JZ             | Hrubý Jeseník               | 50°07′37″ s. š., 17°10′30″ v. d.                 | vedlejší vrchol Velkého Klínu                                                                          |         |
| 200. | 1092 | Sviní hora S              | Králický Sněžník            | 50°07′44″ s. š., 16°52′15″ v. d.                 | – |         |
| 201. | 1092 | Popelná hora              | Šumava                      | 49°05′52″ s. š., 13°37′19″ v. d.                 | – |         |
| 202. | 1091 | Dlouhý hřbet              | Šumava                      | 48°51′42″ s. š., 13°59′03″ v. d.                 | – |         |
| 203. | 1091 | Karliny kameny            | Hrubý Jeseník               | 50°08′28″ s. š., 17°17′37″ v. d.                 | – |         |
| –    | 1091 | Lovečná                   | Šumava                      | 49°13′09″ s. š., 13°07′14″ v. d.                 | vedlejší vrchol Hole                                                                                   |         |
| 204. | 1090 | Javorná                   | Šumava                      | 49°11′59″ s. š., 13°19′27″ v. d.                 | – |         |
| 205. | 1090 | Malá Deštná               | Orlické hory                | 50°18′54″ s. š., 16°23′49″ v. d.                 | – |         |
| 206. | 1089 | Jedlová                   | Šumava                      | 48°56′02″ s. š., 13°51′19″ v. d.                 | – |         |
| –    | 1089 | Liščí kámen               | Šumava                      | 48°48′36″ s. š., 14°03′15″ v. d.                 | vedlejší vrchol Špičáku                                                                                |         |
| –    | 1089 | Smrkový vrch V            | Šumava                      | 49°01′44″ s. š., 13°26′08″ v. d.                 | vedlejší vrchol Nad Latschensee                                                                        |         |
| 207. | 1087 | Popelná hora J            | Šumava                      | 49°05′24″ s. š., 13°37′29″ v. d.                 | – |         |
| 208. | 1087 | Kleť                      | Šumavské podhůří            | 48°51′54″ s. š., 14°17′02″ v. d.                 | na vrcholu či pod rozhledna, Tereziina chata, hvězdárna a vysílač                                      |         |
| 209. | 1086 | Suchá hora                | Šumava                      | 48°50′01″ s. š., 14°00′21″ v. d.                 | – |         |
| 210. | 1085 | Křemenná                  | Šumava                      | 48°52′44″ s. š., 13°56′13″ v. d.                 | – |         |
| 211. | 1085 | Dlouhý hřeben             | Krkonoše                    | 50°41′55″ s. š., 15°48′56″ v. d.                 | – |         |
| 212. | 1085 | Jelenka                   | Orlické hory                | 50°17′24″ s. š., 16°25′00″ v. d.                 | – |         |
| 213. | 1084 | Černá hora                | Jizerské hory               | 50°49′38″ s. š., 15°12′36″ v. d.                 | – |         |
| 214. | 1084 | Vrchmezí                  | Orlické hory                | 50°21′10″ s. š., 16°21′40″ v. d.                 | – |         |
| 215. | 1084 | Smědavská hora            | Jizerské hory               | 50°51′01″ s. š., 15°14′43″ v. d.                 | – |         |
| 216. | 1084 | Tanečnice                 | Moravskoslezské Beskydy     | 49°29′38″ s. š., 18°16′33″ v. d.                 | – |         |
| –    | 1084 | Obří skály                | Hrubý Jeseník               | 50°11′53″ s. š., 17°06′06″ v. d.                 | vedlejší vrchol Šeráku                                                                                 |         |
| –    | 1083 | Dlouhý hřbet V            | Šumava                      | 48°51′29″ s. š., 14°00′22″ v. d.                 | vedlejší vrchol Knížecího stolce                                                                       |         |
| –    | 1083 | Světlá hora J             | Šumava                      | 48°59′30″ s. š., 13°43′08″ v. d.                 | vedlejší vrchol Světlé hory                                                                            |         |
| 217. | 1082 | Ropice                    | Moravskoslezské Beskydy     | 49°35′48″ s. š., 18°35′13″ v. d.                 | – |         |
| 218. | 1081 | Mechovinec                | Krkonoše                    | 50°43′39″ s. š., 15°34′11″ v. d.                 | – |         |
| –    | 1081 | Skalka SZ vrchol          | Šumava                      | 49°05′05″ s. š., 13°22′41″ v. d.                 | vedlejší vrchol Skalky                                                                                 |         |
| –    | 1081 | Výška V                   | Šumava                      | 49°03′38″ s. š., 13°38′56″ v. d.                 | vedlejší vrchol Výšky                                                                                  |         |
| –    | 1081 | Zimný                     | Moravskoslezské Beskydy     | 49°32′21″ s. š., 18°28′16″ v. d.                 | vedlejší vrchol Lysé hory                                                                              |         |
| 219. | 1080 | Žlebský kopec             | Šumava                      | 48°52′30″ s. š., 13°46′01″ v. d.                 | – |         |
| 220. | 1079 | Javorový vrch             | Hrubý Jeseník               | 50°07′16″ s. š., 17°14′52″ v. d.                 | – |         |
| 221. | 1079 | Skalnatý hřbet            | Šumava                      | 48°54′24″ s. š., 13°40′54″ v. d.                 | – |         |
| 222. | 1078 | Vysoký hřbet              | Šumava                      | 49°10′07″ s. š., 13°22′26″ v. d.                 | – |         |
| 223. | 1078 | Adamova hora              | Šumava                      | 49°02′23″ s. š., 13°28′59″ v. d.                 | – |         |
| 224. | 1078 | Ztracený vrch             | Hrubý Jeseník               | 50°08′49″ s. š., 17°14′33″ v. d.                 | – |         |
| –    | 1078 | Kuník                     | Rychlebské hory             | 50°13′16″ s. š., 17°02′01″ v. d.                 | vedlejší vrchol Smrku                                                                                  |         |
| –    | 1077 | Jivina                    | Rychlebské hory             | 50°14′20″ s. š., 16°58′51″ v. d.                 | vedlejší vrchol Polské hory                                                                            |         |
| –    | 1077 | Polecký vrch SV           | Šumava                      | 48°57′23″ s. š., 13°41′09″ v. d.                 | vedlejší vrchol Poleckého vrchu                                                                        |         |
| 225. | 1076 | Tanečnice Z               | Moravskoslezské Beskydy     | 49°29′34″ s. š., 18°16′04″ v. d.                 | – |         |
| –    | 1076 | Špičák S                  | Šumava                      | 48°49′23″ s. š., 14°02′22″ v. d.                 | vedlejší vrchol Špičáku                                                                                |         |
| –    | 1075 | Šumný                     | Hrubý Jeseník               | 50°11′22″ s. š., 17°07′45″ v. d.                 | vedlejší vrchol Šeráku                                                                                 |         |
| 226. | 1074 | Na dědku                  | Šumava                      | 49°03′19″ s. š., 13°40′27″ v. d.                 | – |         |
| –    | 1074 | Sviní hora                | Králický Sněžník            | 50°07′12″ s. š., 16°52′01″ v. d.                 | vedlejší vrchol Sviní hory S                                                                           |         |
| 227. | 1073 | Kamenec                   | Novohradské hory            | 48°35′06″ s. š., 14°40′10″ v. d.                 | nejvyšší hora v české části pohoří                                                                     |         |
| 228. | 1072 | Kraví hora                | Krkonoše                    | 50°43′08″ s. š., 15°48′17″ v. d.                 | – |         |
| 229. | 1071 | Holubník                  | Jizerské hory               | 50°50′27″ s. š., 15°11′01″ v. d.                 | – |         |
| 230. | 1071 | Prenet                    | Šumava                      | 49°14′06″ s. š., 13°12′42″ v. d.                 | – |         |
| –    | 1070 | Nad Smržem                | Šumava                      | 48°59′12″ s. š., 13°43′01″ v. d.                 | vedlejší vrchol Světlé hory                                                                            |         |
| 232. | 1069 | Jelenská hora             | Šumava                      | 48°49′44″ s. š., 13°52′55″ v. d.                 | – |         |
| 233. | 1068 | Vyhlídka                  | Šumava                      | 48°59′06″ s. š., 13°39′05″ v. d.                 | – |         |
| 234. | 1068 | Pomezní vrch              | Šumava                      | 48°55′49″ s. š., 13°37′58″ v. d.vrchol v Německu | – |         |
| 234. | 1068 | Magurka                   | Moravskoslezské Beskydy     | 49°28′51″ s. š., 18°18′57″ v. d.                 | – |         |
| 235. | 1068 | Nad Šmauzy                | Šumava                      | 49°11′17″ s. š., 13°16′32″ v. d.                 | – |         |
| 236. | 1067 | Velký Polom               | Moravskoslezské Beskydy     | 49°30′21″ s. š., 18°40′16″ v. d.                 | – |         |
| 237. | 1067 | Javorník                  | Šumava                      | 49°08′17″ s. š., 13°39′16″ v. d.                 | na vrcholu Klostermannova rozhledna                                                                    |         |
| 238. | 1067 | Ždánov                    | Šumava                      | 49°09′05″ s. š., 13°36′12″ v. d.                 | – |         |
| 239. | 1067 | Žebříkový kámen           | Šumavské podhůří            | 48°52′09″ s. š., 14°16′46″ v. d.                 | do dubna 2017 považován za vedlejší vrchol Kletě                                                       |         |
| 240. | 1066 | Sněžné věžičky            | Jizerské hory               | 50°49′51″ s. š., 15°13′14″ v. d.                 | – |         |
| 241. | 1066 | Plešný                    | Šumavské podhůří            | 48°52′30″ s. š., 14°07′06″ v. d.                 | – |         |
| 242. | 1065 | Žďárecká hora             | Šumava                      | 48°55′26″ s. š., 13°39′05″ v. d.                 | – |         |
| 243. | 1065 | Stožec                    | Šumava                      | 48°52′50″ s. š., 13°49′40″ v. d.                 | – |         |
| 244. | 1063 | Přední Mlynářská slať     | Šumava                      | 49°01′17″ s. š., 13°27′19″ v. d.                 | – |         |
| 245. | 1062 | Mrtvý vrch                | Krkonoše                    | 50°48′09″ s. š., 15°26′24″ v. d.                 | – |         |
| –    | 1062 | Stodůlecká hora           | Šumava                      | 48°55′44″ s. š., 13°38′49″ v. d.                 | vedlejší vrchol Žďárecké hory                                                                          |         |
| 246. | 1061 | Malý Polom                | Moravskoslezské Beskydy     | 49°30′35″ s. š., 18°35′53″ v. d.                 | – |         |
| –    | 1061 | Šerava                    | Šumava                      | 49°00′19″ s. š., 13°45′24″ v. d.                 | vedlejší vrchol Obrovce                                                                                |         |
| 247. | 1060 | Trnová hora               | Rychlebské hory             | 50°12′29″ s. š., 17°01′02″ v. d.                 | – |         |
| –    | 1060 | Nad soutokem              | Hrubý Jeseník               | 50°03′48″ s. š., 17°12′21″ v. d.                 | vedlejší vrchol Vysoké hole                                                                            |         |
| 248. | 1059 | Kamenná hora              | Šumava                      | 49°03′04″ s. š., 13°42′14″ v. d.                 | – |         |
| 249. | 1058 | Královský kámen           | Šumava                      | 49°08′05″ s. š., 13°37′44″ v. d.                 | – |         |
| 250. | 1058 | Hřbety                    | Hrubý Jeseník               | 50°06′07″ s. š., 17°10′04″ v. d.                 | – |         |
| 251. | 1057 | Šindelná hora JZ          | Hrubý Jeseník               | 50°07′10″ s. š., 17°07′37″ v. d.                 | – |         |
| 252. | 1057 | Hradečná                  | Hrubý Jeseník               | 50°04′07″ s. š., 17°17′28″ v. d.                 | – |         |
| 253. | 1057 | Včelenský vrch            | Šumava                      | 49°00′22″ s. š., 13°50′03″ v. d.                 | – |         |
| 254. | 1057 | Velká Stolová             | Moravskoslezské Beskydy     | 49°30′41″ s. š., 18°18′04″ v. d.                 | – |         |
| –    | 1057 | Vyhlídka JZ               | Šumava                      | 48°58′53″ s. š., 13°38′51″ v. d.                 | vedlejší vrchol Vyhlídky                                                                               |         |
| 255. | 1056 | Slavíč                    | Moravskoslezské Beskydy     | 49°34′07″ s. š., 18°35′18″ v. d.                 | – |         |
| –    | 1056 | Orlík Z                   | Hrubý Jeseník               | 50°10′51″ s. š., 17°16′32″ v. d.                 | vedlejší vrchol Orlíku                                                                                 |         |
| 256. | 1054 | Perník                    | Šumava                      | 48°49′00″ s. š., 13°54′11″ v. d.                 | – |         |
| 257. | 1054 | Nad Ryžovnou              | Krušné hory                 | 50°24′09″ s. š., 12°50′38″ v. d.                 | – |         |
| 258. | 1054 | Nad Rakouskou cestou      | Šumava                      | 48°45′54″ s. š., 13°52′47″ v. d.                 | – |         |
| 259. | 1054 | Polední vrch              | Šumava                      | 48°57′53″ s. š., 13°39′36″ v. d.                 | – |         |
| 260. | 1053 | Nad Vískou                | Šumava                      | 48°52′12″ s. š., 14°03′51″ v. d.                 | – |         |
| 261. | 1053 | Kunčický hřbet            | Rychlebské hory             | 50°14′15″ s. š., 16°57′43″ v. d.                 | – |         |
| –    | 1053 | Dlouhý hřbet Z            | Šumava                      | 48°51′49″ s. š., 13°58′39″ v. d.                 | vedlejší vrchol Dlouhého hřbetu                                                                        |         |
| 262. | 1052 | Sedloňovský vrch          | Orlické hory                | 50°20′16″ s. š., 16°21′29″ v. d.                 | – |         |
| 263. | 1052 | Doupná hora SV I          | Šumava                      | 48°53′37″ s. š., 13°56′25″ v. d.                 | – |         |
| –    | 1052 | Rybárenská slať           | Šumava                      | 49°01′34″ s. š., 13°28′16″ v. d.                 | vedlejší vrchol Přední Mlynářské slatě                                                                 |         |
| –    | 1052 | Na dědku JV               | Šumava                      | 49°03′04″ s. š., 13°41′05″ v. d.                 | vedlejší vrchol Na dědku                                                                               |         |
| 264. | 1051 | Větrný                    | Šumava                      | 48°54′19″ s. š., 13°56′15″ v. d.                 | – |         |
| 265. | 1051 | Velké Bradlo              | Hrubý Jeseník               | 50°10′21″ s. š., 17°16′31″ v. d.                 | – |         |
| 266. | 1051 | Skalnatý hřbet V          | Šumava                      | 48°54′25″ s. š., 13°41′25″ v. d.                 | – |         |
| 267. | 1051 | Hvozd J                   | Šumava                      | 48°49′48″ s. š., 13°54′21″ v. d.                 | – |         |
| 268. | 1050 | Troják                    | Hrubý Jeseník               | 50°09′22″ s. š., 17°03′59″ v. d.                 | – |         |
| 269. | 1050 | Liščí hora                | Šumava                      | 48°58′33″ s. š., 13°42′36″ v. d.                 | – |         |
| 270. | 1050 | Adamova hora J            | Šumava                      | 49°01′46″ s. š., 13°29′24″ v. d.                 | – |         |
| –    | 1050 | Nad Petrovkou             | Hrubý Jeseník               | 50°06′13″ s. š., 17°10′18″ v. d.                 | vedlejší vrchol Malého Děda                                                                            |         |
| 271. | 1049 | Kamenáč                   | Šumava                      | 49°00′01″ s. š., 13°38′31″ v. d.                 | – |         |
| 272. | 1049 | Doupná hora SV II         | Šumava                      | 48°53′50″ s. š., 13°56′38″ v. d.                 | – |         |
| 273. | 1048 | Hvozd                     | Šumava                      | 48°50′01″ s. š., 13°54′31″ v. d.                 | – |         |
| 274. | 1047 | Nořičí hora               | Moravskoslezské Beskydy     | 49°30′28″ s. š., 18°16′15″ v. d.                 | – |         |
| 275. | 1047 | Nad Vískou JV I           | Šumava                      | 48°51′47″ s. š., 14°04′25″ v. d.                 | – |         |
| 276. | 1047 | Nad Šindlovem             | Šumava                      | 49°01′42″ s. š., 13°40′41″ v. d.                 | – |         |
| –    | 1047 | Černá stráň S             | Hrubý Jeseník               | 50°08′10″ s. š., 17°04′30″ v. d.                 | vedlejší vrchol Černé stráně                                                                           |         |
| –    | 1047 | Hornomísečská skála       | Krkonoše                    | 50°44′02″ s. š., 15°34′25″ v. d.                 | vedlejší vrchol Medvědína                                                                              |         |
| –    | 1047 | Nad Ryžovnou JV           | Krušné hory                 | 50°23′45″ s. š., 12°51′16″ v. d.                 | vedlejší vrchol Nad Ryžovnou                                                                           |         |
| 277. | 1046 | Jelení slať S             | Šumava                      | 48°57′00″ s. š., 13°39′17″ v. d.                 | – |         |
| –    | 1046 | Nad Ryžovnou JZ           | Krušné hory                 | 50°23′49″ s. š., 12°49′47″ v. d.                 | vedlejší vrchol Nad Ryžovnou                                                                           |         |
| 278. | 1045 | Svatý Jan                 | Šumava                      | 49°08′34″ s. š., 13°37′15″ v. d.                 | – |         |
| 279. | 1045 | Ostrý                     | Moravskoslezské Beskydy     | 49°36′06″ s. š., 18°39′24″ v. d.                 | – |         |
| 280. | 1045 | Homole                    | Šumava                      | 48°58′33″ s. š., 13°39′41″ v. d.                 | – |         |
| 281. | 1045 | Žárový vrch SV            | Hrubý Jeseník               | 50°06′55″ s. š., 17°19′03″ v. d.                 | – |         |
| –    | 1045 | Stará hora                | Hrubý Jeseník               | 50°11′15″ s. š., 17°18′43″ v. d.                 | vedlejší vrchol Orlíku                                                                                 |         |
| 282. | 1044 | Kupa                      | Šumava                      | 49°00′41″ s. š., 13°48′23″ v. d.                 | – |         |
| 283. | 1044 | Hnědý vrch                | Hrubý Jeseník               | 50°10′07″ s. š., 17°14′54″ v. d.                 | – |         |
| 284. | 1044 | Tetřevec                  | Orlické hory                | 50°15′48″ s. š., 16°26′37″ v. d.                 | – |         |
| –    | 1044 | Nad Zadním Borem          | Šumava                      | 48°51′04″ s. š., 14°03′07″ v. d.                 | vedlejší vrchol Lysé                                                                                   |         |
| –    | 1044 | Svatý Jan V               | Šumava                      | 49°08′31″ s. š., 13°37′34″ v. d.                 | vedlejší vrchol Svatého Jana                                                                           |         |
| 285. | 1043 | Blatenský vrch            | Krušné hory                 | 50°24′01″ s. š., 12°46′54″ v. d.                 | na vrcholu rozhledna                                                                                   |         |
| –    | 1043 | Maruša                    | Orlické hory                | 50°17′37″ s. š., 16°24′02″ v. d.                 | vedlejší vrchol Velké Deštné                                                                           |         |
| –    | 1043 | Zmrzlý vrch               | Moravskoslezské Beskydy     | 49°30′07″ s. š., 18°16′29″ v. d.                 | vedlejší vrchol Tanečnice                                                                              |         |
| –    | 1043 | Malá Kleť                 | Šumavské podhůří            | 48°51′39″ s. š., 14°17′18″ v. d.                 | vedlejší vrchol Kleti                                                                                  |         |
| –    | 1043 | Nad Vískou SZ             | Šumava                      | 48°52′21″ s. š., 14°03′31″ v. d.                 | vedlejší vrchol Nad Vískou                                                                             |         |
| 286. | 1042 | Čerchov                   | Český les                   | 49°22′58″ s. š., 12°47′06″ v. d.                 | nejvyšší hora pohoří; rozhledna                                                                        |         |
| 287. | 1042 | Černá skála               | Krkonoše                    | 50°42′32″ s. š., 15°33′56″ v. d.                 | – |         |
| 288. | 1042 | Zlatovec                  | Šumava                      | 48°51′57″ s. š., 14°02′52″ v. d.                 | – |         |
| 289. | 1042 | Studený                   | Rychlebské hory             | 50°14′47″ s. š., 17°03′03″ v. d.                 | – |         |
| 290. | 1042 | U Kunštátské kaple        | Orlické hory                | 50°15′09″ s. š., 16°26′47″ v. d.                 | u vrcholu stojí Kunštátská kaple                                                                       |         |
| 291. | 1041 | Nad Pasekou               | Šumava                      | 49°02′29″ s. š., 13°40′37″ v. d.                 | – |         |
| –    | 1041 | Velké Bradlo Z            | Hrubý Jeseník               | 50°10′29″ s. š., 17°16′05″ v. d.                 | vedlejší vrchol Velkého Bradla                                                                         |         |
| –    | 1041 | Ždánov JV                 | Šumava                      | 49°08′49″ s. š., 13°36′53″ v. d.                 | vedlejší vrchol Ždánova                                                                                |         |
| 292. | 1040 | Lví hora                  | Rychlebské hory             | 50°14′41″ s. š., 17°03′26″ v. d.                 | – |         |
| 293. | 1040 | Myslivna                  | Novohradské hory            | 48°37′55″ s. š., 14°41′03″ v. d.                 | – |         |
| 294. | 1040 | Pytlák                    | Hrubý Jeseník               | 50°08′37″ s. š., 17°19′55″ v. d.                 | – |         |
| 295. | 1040 | Jelení hora               | Šumava                      | 48°56′06″ s. š., 13°40′33″ v. d.                 | – |         |
| 296. | 1040 | Kamenitý vrch             | Šumava                      | 48°51′09″ s. š., 14°04′39″ v. d.                 | – |         |
| –    | 1040 | U Kunštátské kaple JV     | Orlické hory                | 50°14′46″ s. š., 16°27′10″ v. d.                 | vedlejší vrchol U Kunštátské kaple                                                                     |         |
| 297. | 1039 | Zátoňská hora             | Šumava                      | 48°56′45″ s. š., 13°49′56″ v. d.                 | – |         |
| 298. | 1038 | Kamenný vrch              | Orlické hory                | 50°19′40″ s. š., 16°21′34″ v. d.                 | – |         |
| 299. | 1037 | Vlašský vrch              | Krkonoše                    | 50°40′53″ s. š., 15°45′44″ v. d.                 | – |         |
| 300. | 1037 | Malý Bobík                | Šumava                      | 48°58′11″ s. š., 13°51′55″ v. d.                 | – |         |
| –    | 1037 | Jilmová skála             | Šumava                      | 48°57′17″ s. š., 13°47′53″ v. d.                 | vedlejší vrchol Červeného vrchu                                                                        |         |
| –    | 1037 | Na skalách                | Krušné hory                 | 50°23′09″ s. š., 12°59′40″ v. d.                 | vedlejší vrchol Macechy                                                                                |         |
| –    | 1037 | Kunžvart                  | Šumava                      | 48°55′15″ s. š., 13°42′34″ v. d.                 | vedlejší vrchol Strážného; na vrcholu zřícenina hradu                                                  |         |
| 301. | 1036 | Zadní Žalý                | Krkonoše                    | 50°39′54″ s. š., 15°34′06″ v. d.                 | – |         |
| 302. | 1036 | Vítkův kámen              | Šumava                      | 48°38′42″ s. š., 14°06′12″ v. d.                 | na vrcholu zřícenina hradu                                                                             |         |
| –    | 1036 | Tokaniště S               | Šumava                      | 48°43′28″ s. š., 13°57′27″ v. d.                 | vedlejší vrchol Smrčiny                                                                                |         |
| 303. | 1035 | Šeřín                     | Krkonoše                    | 50°41′47″ s. š., 15°33′49″ v. d.                 | – |         |
| 304. | 1035 | Hvězdná JV                | Šumava                      | 48°34′52″ s. š., 14°14′17″ v. d.                 | – |         |
| 305. | 1035 | Dvorský les               | Krkonoše                    | 50°38′56″ s. š., 15°51′49″ v. d.                 | – |         |
| 306. | 1035 | Preislerův kopec          | Krkonoše                    | 50°42′48″ s. š., 15°30′53″ v. d.                 | – |         |
| 307. | 1035 | Strážný S                 | Šumava                      | 48°55′52″ s. š., 13°42′14″ v. d.                 | – |         |
| 308. | 1035 | Jelení hora Z             | Šumava                      | 48°56′06″ s. š., 13°40′33″ v. d.                 | – |         |
| –    | 1035 | Harrachova skála          | Krkonoše                    | 50°43′42″ s. š., 15°34′29″ v. d.                 | vedlejší vrchol Mechovince                                                                             |         |
| –    | 1035 | Nad Bukačkou              | Orlické hory                | 50°20′34″ s. š., 16°22′23″ v. d.                 | vedlejší vrchol Vrchmezí                                                                               |         |
| 309. | 1034 | Vysoká                    | Novohradské hory            | 48°42′53″ s. š., 14°44′22″ v. d.                 | – |         |
| 310. | 1034 | Stolec                    | Rychlebské hory             | 50°12′35″ s. š., 16°58′14″ v. d.                 | – |         |
| –    | 1034 | Kozlí hřbet               | Krkonoše                    | 50°43′42″ s. š., 15°33′28″ v. d.                 | vedlejší vrchol Mechovince                                                                             |         |
| –    | 1033 | Václavova hora            | Šumava                      | 48°48′52″ s. š., 13°50′45″ v. d.                 | vedlejší vrchol V pařezí                                                                               |         |
| –    | 1033 | Barbora                   | Krušné hory                 | 50°23′12″ s. š., 12°52′23″ v. d.                 | vedlejší vrchol Božídarského Špičáku                                                                   |         |
| 311. | 1032 | Burkův vrch               | Moravskoslezské Beskydy     | 49°29′46″ s. š., 18°38′22″ v. d.                 | – |         |
| 312. | 1032 | Javorový                  | Moravskoslezské Beskydy     | 49°37′14″ s. š., 18°36′27″ v. d.                 | – | ano     |
| 313. | 1032 | Hubertky                  | Krušné hory                 | 50°25′21″ s. š., 12°54′19″ v. d.                 | – |         |
| 314. | 1032 | Na skalce                 | Šumavské podhůří            | 48°57′49″ s. š., 14°00′48″ v. d.                 | – |         |
| –    | 1032 | Zátoňská hora S           | Šumava                      | 48°56′55″ s. š., 13°50′01″ v. d.                 | vedlejší vrchol Zátoňské hory                                                                          |         |
| 315. | 1031 | Vysoká hora               | Hrubý Jeseník               | 50°05′49″ s. š., 17°21′10″ v. d.                 | – |         |
| –    | 1031 | Dlouhý hřeben S           | Krkonoše                    | 50°42′25″ s. š., 15°49′11″ v. d.                 | vedlejší vrchol Dlouhého hřebene                                                                       |         |
| –    | 1031 | Nad Vískou JV II          | Šumava                      | 48°51′27″ s. š., 14°04′24″ v. d.                 | vedlejší vrchol Nad Vískou JV I                                                                        |         |
| –    | 1031 | Jelení slať J             | Šumava                      | 48°56′33″ s. š., 13°39′28″ v. d.                 | vedlejší vrchol Jelení slatě S                                                                         |         |
| –    | 1030 | Křížová hora              | Krušné hory                 | 50°23′17″ s. š., 13°01′29″ v. d.                 | vedlejší vrchol Meluzíny                                                                               |         |
| –    | 1030 | Doupná hora               | Šumava                      | 48°53′23″ s. š., 13°56′14″ v. d.                 | vedlejší vrchol Doupné hory SV I                                                                       |         |
| 316. | 1029 | Plešivec                  | Krušné hory                 | 50°21′20″ s. š., 12°50′26″ v. d.                 | na vrcholu hotel a rozhledna                                                                           |         |
| 317. | 1029 | Černý vrch                | Jizerské hory               | 50°49′50″ s. š., 15°17′55″ v. d.                 | – |         |
| 318. | 1029 | Radvanovický hřbet JZ II  | Šumava                      | 48°53′12″ s. š., 13°46′41″ v. d.                 | – |         |
| –    | 1029 | Pod Pancířem              | Šumava                      | 49°09′28″ s. š., 13°14′44″ v. d.                 | vedlejší vrchol Pancíře                                                                                |         |
| –    | 1029 | Bílé kameny               | Rychlebské hory             | 50°13′40″ s. š., 16°59′28″ v. d.                 | vedlejší vrchol Travné hory                                                                            |         |
| –    | 1029 | Myslivna JV               | Novohradské hory            | 48°37′40″ s. š., 14°41′18″ v. d.                 | vedlejší vrchol Myslivny                                                                               |         |
| –    | 1028 | Malá Kleť JV              | Šumavské podhůří            | 48°51′38″ s. š., 14°17′25″ v. d.                 | vedlejší vrchol Kleti                                                                                  |         |
| –    | 1028 | Výběžek                   | Šumava                      | 49°02′57″ s. š., 13°28′48″ v. d.                 | vedlejší vrchol Adamovy hory                                                                           |         |
| –    | 1028 | Chlumek                   | Šumava                      | 48°53′29″ s. š., 14°05′43″ v. d.                 | vedlejší vrchol Chlumu                                                                                 |         |
| 319. | 1027 | Šerlich                   | Orlické hory                | 50°19′51″ s. š., 16°22′53″ v. d.                 | pod vrcholem Masarykova chata                                                                          |         |
| 320. | 1027 | Koňský vrch               | Šumava                      | 48°46′59″ s. š., 13°53′12″ v. d.                 | – |         |
| 321. | 1027 | Svatý Tomáš               | Šumava                      | 48°38′07″ s. š., 14°06′56″ v. d.                 | – |         |
| 322. | 1027 | Nad Bukovou slatí         | Šumava                      | 48°57′59″ s. š., 13°38′28″ v. d.                 | – |         |
| –    | 1027 | Pytlácké kameny           | Hrubý Jeseník               | 50°06′56″ s. š., 17°19′27″ v. d.                 | vedlejší vrchol Žárového vrchu SV; dříve nazýván Plošina                                               |         |
| –    | 1027 | Lomničky                  | Šumava                      | 49°14′00″ s. š., 13°05′35″ v. d.                 | vedlejší vrchol Helmwaldu                                                                              |         |
| 323. | 1026 | Kapraď                    | Šumava                      | 48°51′23″ s. š., 13°46′26″ v. d.                 | – |         |
| 324. | 1026 | Srnčí vrch                | Hrubý Jeseník               | 50°11′01″ s. š., 17°16′08″ v. d.                 | – |         |
| –    | 1026 | Knížecí pláně – U kostela | Šumava                      | 48°57′11″ s. š., 13°37′02″ v. d.                 | vedlejší vrchol Nad Bučinou                                                                            |         |
| –    | 1026 | U červeného kříže         | Rychlebské hory             | 50°13′50″ s. š., 16°57′59″ v. d.                 | vedlejší vrchol Kunčického hřbetu                                                                      |         |
| –    | 1026 | Soukenná                  | Hrubý Jeseník               | 50°00′36″ s. š., 17°14′27″ v. d.                 | vedlejší vrchol Jeleního hřbetu                                                                        |         |
| 325. | 1025 | Jelení vrch               | Krkonoše                    | 50°39′21″ s. š., 15°41′52″ v. d.                 | – |         |
| 326. | 1025 | Radvanovický hřbet JZ I   | Šumava                      | 48°53′22″ s. š., 13°46′54″ v. d.                 | – |         |
| –    | 1025 | Palaš                     | Rychlebské hory             | 50°12′45″ s. š., 16°59′28″ v. d.                 | vedlejší vrchol Travné hory                                                                            |         |
| –    | 1025 | Knížecí pláně             | Šumava                      | 48°57′22″ s. š., 13°37′30″ v. d.                 | vedlejší vrchol Nad Bučinou                                                                            |         |
| 327. | 1024 | Vysoká                    | Hostýn.-vsetínská hornatina | 49°24′14″ s. š., 18°21′40″ v. d.                 | nejvyšší hora pohoří                                                                                   |         |
| 328. | 1024 | Černá stěna               | Šumava                      | 48°52′02″ s. š., 13°59′36″ v. d.                 | – |         |
| –    | 1024 | Hadí vrch                 | Šumava                      | 49°11′12″ s. š., 13°20′17″ v. d.                 | vedlejší vrchol Javorné                                                                                |         |
| 329. | 1023 | Ostruha                   | Hrubý Jeseník               | 50°10′02″ s. š., 17°15′58″ v. d.                 | – |         |
| 330. | 1023 | Tok                       | Šumava                      | 49°09′25″ s. š., 13°16′41″ v. d.                 | – |         |
| 331. | 1023 | Čertova hora              | Krkonoše                    | 50°45′39″ s. š., 15°25′48″ v. d.                 | na vrchol vede lanovka                                                                                 |         |
| 332. | 1022 | Špičák                    | Šumava                      | 48°48′27″ s. š., 13°48′17″ v. d.                 | – |         |
| 333. | 1022 | Burkův vrch Z             | Moravskoslezské Beskydy     | 49°29′47″ s. š., 18°37′22″ v. d.                 | – |         |
| –    | 1022 | Chaloupky                 | Šumava                      | 48°57′04″ s. š., 13°36′06″ v. d.                 | vedlejší vrchol Nad Bučinou                                                                            |         |
| –    | 1022 | Kohoutí vrch              | Šumava                      | 48°56′04″ s. š., 13°41′19″ v. d.                 | vedlejší vrchol Jelení hory                                                                            |         |
| –    | 1022 | Stolec S                  | Rychlebské hory             | 50°12′54″ s. š., 16°58′22″ v. d.                 | vedlejší vrchol Stolce                                                                                 |         |
| –    | 1022 | Ostruha JV                | Hrubý Jeseník               | 50°09′51″ s. š., 17°16′17″ v. d.                 | vedlejší vrchol Ostruhy                                                                                |         |
| 334. | 1020 | Kostelní vrch             | Šumava                      | 49°03′56″ s. š., 13°28′05″ v. d.                 | – |         |
| 335. | 1019 | Malý Javorník             | Javorníky                   | 49°18′21″ s. š., 18°18′12″ v. d.                 | nejvyšší hora české části pohoří                                                                       |         |
| 337. | 1019 | Loučná                    | Krušné hory                 | 50°24′15″ s. š., 13°01′07″ v. d.                 | – |         |
| –    | 1019 | Šerlich JV                | Orlické hory                | 50°19′33″ s. š., 16°23′09″ v. d.                 | vedlejší vrchol Šerlichu                                                                               |         |
| –    | 1019 | Kopřivná                  | Hrubý Jeseník               | 50°02′20″ s. š., 17°16′57″ v. d.                 | vedlejší vrchol Temné                                                                                  |         |
| –    | 1019 | Loučná                    | Krušné hory                 | 50°23′56″ s. š., 13°01′20″ v. d.                 | vedlejší vrchol Loučné S                                                                               |         |
| 336. | 1018 | Přední Žalý               | Krkonoše                    | 50°39′29″ s. š., 15°34′20″ v. d.                 | na vrcholu rozhledna                                                                                   |         |
| 338. | 1018 | Věžní skály               | Jizerské hory               | 50°50′11″ s. š., 15°20′54″ v. d.                 | – |         |
| 338. | 1018 | Zátoňská hora SV          | Šumava                      | 48°56′58″ s. š., 13°50′18″ v. d.                 | – |         |
| 339. | 1018 | Medvědí vrch              | Šumava                      | 48°38′15″ s. š., 14°05′23″ v. d.                 | – |         |
| 340. | 1018 | Dolní Ždánidla            | Šumava                      | 49°05′42″ s. š., 13°22′12″ v. d.                 | – |         |
| 341. | 1017 | Rohanovský vrch           | Šumavské podhůří            | 48°57′28″ s. š., 14°01′19″ v. d.                 | – |         |
| –    | 1017 | U Českých Chalup          | Šumava                      | 49°01′55″ s. š., 13°38′53″ v. d.                 | vedlejší vrchol Výšky                                                                                  |         |
| 343. | 1016 | Suchá hora SZ             | Šumava                      | 48°50′24″ s. š., 13°59′40″ v. d.                 | – |         |
| 344. | 1015 | Smrčina                   | Moravskoslezské Beskydy     | 49°35′12″ s. š., 18°36′41″ v. d.                 | – |         |
| 345. | 1014 | Spálený                   | Šumava                      | 49°05′28″ s. š., 13°28′06″ v. d.                 | – |         |
| 346. | 1014 | Pevnost                   | Krkonoše                    | 50°45′12″ s. š., 15°36′15″ v. d.                 | – |         |
| 347. | 1014 | Čuboňov                   | Moravskoslezské Beskydy     | 49°29′52″ s. š., 18°36′07″ v. d.                 | – |         |
| –    | 1014 | Palečkovský vrch          | Šumava                      | 49°00′09″ s. š., 13°50′41″ v. d.                 | vedlejší vrchol Boubína                                                                                |         |
| –    | 1014 | Větrný                    | Šumava                      | 49°05′36″ s. š., 13°24′32″ v. d.                 | vedlejší vrchol Jezernice                                                                              |         |
| –    | 1014 | Javorník Z I              | Šumava                      | 49°08′13″ s. š., 13°38′36″ v. d.                 | vedlejší vrchol Javorníku                                                                              |         |
| 348. | 1013 | Ptačí kupy                | Jizerské hory               | 50°50′49″ s. š., 15°10′25″ v. d.                 | – |         |
| 349. | 1013 | Hvězdná                   | Šumava                      | 48°35′15″ s. š., 14°13′57″ v. d.                 | – |         |
| 350. | 1013 | Na kneipě                 | Jizerské hory               | 50°49′59″ s. š., 15°14′20″ v. d.                 | – |         |
| 351. | 1013 | Zahrádky                  | Šumava                      | 48°58′48″ s. š., 13°40′55″ v. d.                 | – |         |
| –    | 1013 | Mechový vrch              | Šumava                      | 48°52′53″ s. š., 13°55′08″ v. d.                 | vedlejší vrchol Křemenné                                                                               |         |
| –    | 1013 | Pod Novou Studnicí        | Šumava                      | 49°05′26″ s. š., 13°25′49″ v. d.                 | vedlejší vrchol Jezernice                                                                              |         |
| 352. | 1012 | Ještěd                    | Ještědsko-kozákovský hřbet  | 50°43′56″ s. š., 14°59′07″ v. d.                 | nejvyšší hora pohoří; na vrcholu hotel a vysílač                                                       |         |
| 353. | 1012 | Zaječí hora               | Hrubý Jeseník               | 50°09′13″ s. š., 17°13′56″ v. d.                 | – |         |
| 354. | 1012 | Na skále                  | Šumava                      | 48°53′43″ s. š., 13°57′17″ v. d.                 | – |         |
| 355. | 1012 | Obrázek                   | Novohradské hory            | 48°37′48″ s. š., 14°41′56″ v. d.                 | – |         |
| –    | 1012 | Radvanovický vrch         | Šumava                      | 48°53′39″ s. š., 13°47′09″ v. d.                 | vedlejší vrchol Radvanovického hřbetu JZ I                                                             |         |
| –    | 1012 | Žárový vrch JZ            | Hrubý Jeseník               | 50°06′16″ s. š., 17°18′20″ v. d.                 | vedlejší vrchol Žárového vrchu                                                                         |         |
| –    | 1012 | Slavíč JV                 | Moravskoslezské Beskydy     | 49°33′47″ s. š., 18°36′10″ v. d.                 | vedlejší vrchol Slavíče                                                                                |         |
| –    | 1012 | Kamenná kráska            | Šumava                      | 48°49′14″ s. š., 13°54′41″ v. d.                 | vedlejší vrchol Perníku                                                                                |         |
| 356. | 1011 | Uhlíkovský kopec          | Šumava                      | 48°50′53″ s. š., 13°59′43″ v. d.                 | – |         |
| 357. | 1011 | Svatý Tomáš S             | Šumava                      | 48°38′21″ s. š., 14°07′03″ v. d.                 | – |         |
| –    | 1011 | Javorník SV               | Šumava                      | 49°08′49″ s. š., 13°39′40″ v. d.                 | vedlejší vrchol Javorníku                                                                              |         |
| –    | 1011 | U kostela                 | Šumava                      | 48°51′59″ s. š., 14°05′21″ v. d.                 | vedlejší vrchol Chlumu                                                                                 |         |
| 358. | 1010 | Valy                      | Šumava                      | 49°05′51″ s. š., 13°35′33″ v. d.                 | – |         |
| 359. | 1010 | Ucháč                     | Hrubý Jeseník               | 50°05′34″ s. š., 17°02′53″ v. d.                 | – |         |
| –    | 1010 | Bílá smrt                 | Jizerské hory               | 50°50′09″ s. š., 15°11′53″ v. d.                 | vedlejší vrchol Černé hory                                                                             |         |
| –    | 1010 | Javorník Z II             | Šumava                      | 49°08′18″ s. š., 13°38′12″ v. d.                 | vedlejší vrchol Javorníku                                                                              |         |
| –    | 1010 | Kutná J                   | Krkonoše                    | 50°39′12″ s. š., 15°50′58″ v. d.                 | vedlejší vrchol Dvorského lesa                                                                         |         |
| 360. | 1009 | Zaječí vrch               | Krušné hory                 | 50°23′23″ s. š., 12°43′22″ v. d.                 | – |         |
| 361. | 1009 | Malá Stolová              | Moravskoslezské Beskydy     | 49°30′33″ s. š., 18°18′56″ v. d.                 | – |         |
| 362. | 1009 | Kostelní vrch J           | Šumava                      | 49°03′30″ s. š., 13°27′53″ v. d.                 | – |         |
| –    | 1009 | Hřebeňák JZ               | Rychlebské hory             | 50°12′04″ s. š., 17°00′50″ v. d.                 | vedlejší vrchol Trnové hory                                                                            |         |
| 363. | 1008 | Nad myslivnou             | Šumava                      | 48°53′51″ s. š., 14°03′18″ v. d.                 | – |         |
| 364. | 1008 | Ve svahu                  | Šumava                      | 48°58′23″ s. š., 13°39′15″ v. d.                 | – |         |
| 365. | 1008 | Na skalce                 | Český les                   | 49°22′56″ s. š., 12°46′36″ v. d.                 | – |         |
| 366. | 1007 | Černý les                 | Šumava                      | 48°50′15″ s. š., 13°58′48″ v. d.                 | – |         |
| 367. | 1007 | Březník                   | Šumava                      | 49°09′02″ s. š., 13°25′30″ v. d.                 | – |         |
| 368. | 1007 | Vysoká seč                | Krušné hory                 | 50°24′24″ s. š., 13°02′40″ v. d.                 | – |         |
| 369. | 1007 | Struhadlo                 | Krkonoše                    | 50°41′29″ s. š., 15°35′58″ v. d.                 | – |         |
| 370. | 1007 | Tetřeví hora              | Krušné hory                 | 50°25′18″ s. š., 12°51′02″ v. d.                 | – |         |
| –    | 1007 | Vysoká SV                 | Šumava                      | 48°43′02″ s. š., 14°44′38″ v. d.                 | vedlejší vrchol Vysoké                                                                                 |         |
| –    | 1007 | Liščí hora JV             | Šumava                      | 48°58′17″ s. š., 13°42′56″ v. d.                 | vedlejší vrchol Liščí hory                                                                             |         |
| 371. | 1006 | Liščí hora                | Rychlebské hory             | 50°12′36″ s. š., 17°01′47″ v. d.                 | – |         |
| 372. | 1006 | V oboře                   | Šumava                      | 49°00′26″ s. š., 13°51′21″ v. d.                 | – |         |
| 373. | 1006 | Polední kameny            | Jizerské hory               | 50°51′12″ s. š., 15°13′29″ v. d.                 | – |         |
| 374. | 1006 | Nad myslivnou             | Šumava                      | 48°51′20″ s. š., 14°05′34″ v. d.                 | – |         |
| 375. | 1006 | Můstek Z I                | Šumava                      | 49°12′18″ s. š., 13°13′18″ v. d.                 | – |         |
| 376. | 1006 | Mravenečník               | Krkonoše                    | 50°40′00″ s. š., 15°51′37″ v. d.                 | – |         |
| –    | 1006 | Dlouhý hřbet SZ           | Šumava                      | 48°52′07″ s. š., 13°58′34″ v. d.                 | vedlejší vrchol Dlouhého hřbetu                                                                        |         |
| 377. | 1005 | Dub S                     | Krušné hory                 | 50°23′41″ s. š., 12°55′43″ v. d.                 | – |         |
| 378. | 1005 | Malý Prenet               | Šumava                      | 49°14′32″ s. š., 13°12′07″ v. d.                 | – |         |
| 379. | 1005 | Bukovec                   | Jizerské hory               | 50°48′52″ s. š., 15°21′29″ v. d.                 | – |         |
| 380. | 1005 | Zámky                     | Jizerské hory               | 50°47′37″ s. š., 15°20′22″ v. d.                 | – |         |
| –    | 1005 | Knížecí pláně JV          | Šumava                      | 48°57′05″ s. š., 13°37′48″ v. d.                 | vedlejší vrchol Nad Bučinou                                                                            |         |
| –    | 1005 | V oboře S                 | Šumava                      | 49°00′36″ s. š., 13°51′19″ v. d.                 | vedlejší vrchol V oboře                                                                                |         |
| –    | 1005 | Na výšině                 | Šumava                      | 49°13′38″ s. š., 13°07′16″ v. d.                 | vedlejší vrchol Hole                                                                                   |         |
| 381. | 1004 | Kochánovský vrch          | Šumava                      | 49°11′36″ s. š., 13°22′09″ v. d.                 | – |         |
| 382. | 1004 | Nad myslivnou S           | Šumava                      | 48°51′37″ s. š., 14°05′49″ v. d.                 | – |         |
| 383. | 1003 | Jeřáb                     | Hanušovická vrchovina       | 50°03′23″ s. š., 16°48′47″ v. d.                 | nejvyšší hora pohoří                                                                                   |         |
| 384. | 1003 | Šindelná                  | Moravskoslezské Beskydy     | 49°36′46″ s. š., 18°36′12″ v. d.                 | – |         |
| 385. | 1003 | Kapradinec J              | Šumava                      | 48°48′02″ s. š., 14°01′21″ v. d.                 | – |         |
| –    | 1003 | Buková slať               | Šumava                      | 48°57′26″ s. š., 13°38′08″ v. d.                 | vedlejší vrchol Nad Bučinou                                                                            |         |
| –    | 1003 | Na skalce SZ              | Šumavské podhůří            | 48°57′59″ s. š., 14°00′18″ v. d.                 | vedlejší vrchol Na skalce                                                                              |         |
| 386. | 1002 | Milíře                    | Jizerské hory               | 50°48′45″ s. š., 15°15′35″ v. d.                 | – |         |
| 387. | 1002 | Janova skála SZ           | Krkonoše                    | 50°45′20″ s. š., 15°26′05″ v. d.                 | – |         |
| 388. | 1002 | Javor                     | Krkonoše                    | 50°41′04″ s. š., 15°45′05″ v. d.                 | – |         |
| 389. | 1002 | Nad Kršlí                 | Moravskoslezské Beskydy     | 49°30′50″ s. š., 18°35′12″ v. d.                 | – |         |
| –    | 1002 | Kutná                     | Krkonoše                    | 50°39′39″ s. š., 15°51′00″ v. d.                 | vedlejší vrchol Dvorského lesa; na vrcholu Rýchorská bouda                                             |         |
| –    | 1002 | Můstek Z II               | Šumava                      | 49°12′16″ s. š., 13°13′33″ v. d.                 | vedlejší vrchol Můstku Z I                                                                             |         |
| –    | 1002 | U Diany                   | Šumava                      | 48°57′02″ s. š., 13°41′56″ v. d.                 | vedlejší vrchol Poleckého vrchu                                                                        |         |
| 390. | 1001 | Pomezný                   | Šumava                      | 48°53′17″ s. š., 13°41′12″ v. d.                 | – |         |
| 391. | 1001 | Homole                    | Šumava                      | 49°04′08″ s. š., 13°39′19″ v. d.                 | – |         |
| 392. | 1001 | Špičák                    | Krkonoše                    | 50°39′04″ s. š., 15°42′10″ v. d.                 | – |         |
| 393. | 1001 | Homole                    | Orlické hory                | 50°16′22″ s. š., 16°26′22″ v. d.                 | – |         |
| 394. | 1001 | Plešný J                  | Šumavské podhůří            | 48°52′07″ s. š., 14°06′51″ v. d.                 | – |         |
| 395. | 1001 | Špičák V                  | Šumava                      | 49°10′25″ s. š., 13°13′23″ v. d.                 | – |         |
| –    | 1001 | Rohanovský vrch V         | Šumavské podhůří            | 48°57′29″ s. š., 14°01′40″ v. d.                 | vedlejší vrchol Rohanovského vrchu                                                                     |         |
| –    | 1001 | Sup                       | Šumava                      | 49°12′08″ s. š., 13°17′38″ v. d.                 | vedlejší vrchol Jedlové                                                                                |         |
| –    | 1001 | Dub                       | Krušné hory                 | 50°23′17″ s. š., 12°55′38″ v. d.                 | vedlejší vrchol Dubu S                                                                                 |         |
| –    | 1001 | Janova skála              | Krkonoše                    | 50°45′12″ s. š., 15°26′15″ v. d.                 | vedlejší vrchol Janovy skály                                                                           |         |
| 396. | 1000 | Perninský vrch            | Krušné hory                 | 50°21′47″ s. š., 12°45′35″ v. d.                 | – |         |